# 阪神タイガース
阪神タイガース（はんしんタイガース、英: Hanshin Tigers）は、日本のプロ野球球団。セントラル・リーグに所属する。本拠地は兵庫県西宮市にある阪神甲子園球場。
運営法人は株式会社阪神タイガース。親会社は阪神電気鉄道（阪急阪神ホールディングスの子会社）。
略称は「阪神」、愛称は「タイガース」。「虎」「猛虎」と呼ばれることもある。日本に現存するプロ野球12球団の中では読売ジャイアンツに次いで2番目に歴史が長く、1936年のプロ野球リーグ戦開始時からの球団の1つである。
創設直後の1ヶ月と太平洋戦争前後の約5年半を除いて、1961年3月まで大阪タイガースと称していた。フランチャイズ制度が導入された1952年から兵庫県を保護地域とし、二軍が1954年から阪神ジャガーズ、1957年から阪神タイガースと称していたこともあり、1961年4月に阪神タイガースと改称した。
球団の歴史において、リーグ優勝6回、日本シリーズ優勝2回と優勝回数は多くはないが、セ・リーグ創設（1950年）以降の通算勝率はリーグ2位であり、1987年から2001年までの15シーズンで最下位10回を経験するなど暗黒時代と呼ばれた低迷期を除けば、安定してAクラス入りしており、特に暗黒時代を脱して以降は定期的に優勝争いに絡んでいる。
なお、本記事では前身球団時代についても述べる。

## 球団の歴史

### 戦前
1935年
1934年12月26日に創設された「大日本東京野球倶楽部」のオーナー・正力松太郎は、複数球団による職業野球リーグ結成を画策していた。特に三大都市圏（東京市・大阪市・名古屋市）でのリーグ戦開催を目指していたことから、当時日本最大の球場であった甲子園球場を所有する阪神電気鉄道に球団創設の誘いがかかり、実際に阪神を親会社、甲子園を本拠地とした球団の設立が決定した。
10月22日の門前眞佐人との入団契約を皮切りに山口政信、藤村富美男、藤井勇といった中等野球のスター選手と都市対抗野球の強豪・大連実業の松木謙治郎らを集め、12月10日に「大阪野球倶楽部」が発足した。
電鉄本社の今西与三郎社長、石井五郎専務、細野躋取締役支配人らの下、同野球倶楽部フロントは、会長松方正雄、専務（球団代表）富樫興一、常務田中義一（後の第2代球団代表。藤村排斥事件で辞任）、取締役支配人中川政人という人事であった。
1936年
1月9日にコロムビアの若林忠志と契約。1月10日にチーム名を「大阪タイガース」（おおさかタイガース、Osaka Tigers）に決定。2月28日に立教大学の景浦將と契約。4月19日の球団結成記念試合までに17名の選手を獲得した。2月5日には日本職業野球連盟が結成された。
1936年の公式戦は春（第1回日本職業野球リーグ戦）・夏（連盟結成記念全日本野球選手権）・秋（第2回全日本野球選手権）の3シーズンに分け、東京・大阪・名古屋の各都市圏でいくつかの大会を開催する方式で行われた。最初の春シーズンは、連盟結成披露試合として甲子園球場、鳴海球場、宝塚球場にて3大会が行われた。東京巨人軍がアメリカ合衆国遠征を行っていて出場しておらず、名古屋金鯱軍も途中内外遠征を行ったため、シーズン通しての優勝は決定しなかった。
夏、秋各シーズンでは各大会1位になった回数でシーズン優勝を決める勝ち点制だった。夏シーズンの名古屋大会で1位になった。また親会社同士が競争関係にある阪急軍に勝てなかったことから、初代監督の森茂雄が解任され、石本秀一が監督に就任した。同年秋に24勝6敗1分の成績を残し、シーズン優勝を決める勝ち点が2.5と東京巨人軍と並んだ。しかし、同年12月に洲崎球場で行われた優勝決定戦で、1勝2敗と惜敗した。
1937年 - 1939年
1937年春は41勝14敗1分、勝率.745で2位。日本プロ野球史上、シーズン勝率7割以上にもかかわらず優勝を逃したのはこのケースが唯一である。1937年秋、1938年春には御園生崇男に加えて37年春から西村幸生が加入したことにより安定した投手陣と、松木、山口、景浦、藤井、田中義雄らの強力打線を擁して、球団史上初かつ球団史上唯一の2シーズン連続の優勝を達成した。更にその2年間は、春と秋のシーズン優勝球団の対決で年度優勝を決定していたが、2年とも対戦相手となった東京巨人軍を破り、年間優勝2連覇を達成した。このように、大阪タイガースは第二次世界大戦前から戦中は常に東京巨人軍と優勝争いを繰り広げる強豪チームだった。1938年春にあげた勝率.829（29勝6敗）は日本プロ野球史上、シーズン勝率最高記録となっている。
1939年、この年は全球団に勝ち越しながら優勝を逃すという、日本プロ野球史上初めてのケースとなった。
1940年 - 1945年
9月25日、日米および日英関係の悪化に伴う日本野球連盟の方針により、敵性語とされた英語の使用自粛のため、球団名を阪神軍（はんしんぐん）に改称した。日中戦争・太平洋戦争の激化に伴う徴集および召集拡大化により選手数が不足する苦しい状況となる。1944年は監督兼主戦投手の若林忠志（当時37歳）が35試合中31試合に登板してタイトルを総なめにし、3度目の優勝を遂げた。戦争が激化する中、1944年の総進軍大会、ならびに1945年1月の正月大会（非公式大会）に猛虎（阪神軍と産業軍の合同チーム）の名称で参加したのを最後に、同年3月に活動を停止した。

### 戦後

#### 第2次大阪タイガース時代
1945年 - 1946年
第二次大戦後、日本のプロ野球は1945年11月の東西対抗戦（非公式大会）より復帰。1946年3月に球団名を大阪タイガースに戻した。
1947年 - 1948年
1947年、若林が44年と同様に投手兼監督として最高殊勲選手賞（MVP）を受賞する活躍をみせ、戦後初、通算4度目の優勝を飾った。1番・呉昌征から始まり金田正泰、藤村、土井垣武などリーグ屈指の強打者が並ぶ強力打線は「ダイナマイト打線」と呼ばれた。特に4番・藤村は、物干し竿と呼ばれる長いバットを用いて本塁打を量産し、「ミスタータイガース」と称された。
1948年には藤村が対金星戦（甲子園）で日本プロ野球初のサイクル安打を達成。
1949年
チーム順位が6位にもかかわらず藤村がMVPを受賞した。オフの新球団加盟問題では、当初は毎日オリオンズら新球団の加盟に消極的ながら賛成していた。しかし、最終的には反対派に回り、2リーグ分裂に際して読売ジャイアンツなどと共にセントラル・リーグを創設した。阪神に裏切られた形となった毎日は、戦力確保のためにタイガースの選手を集中的に引き抜いた。監督兼主戦投手の若林を始め、打撃、守備の中心である呉（1番中堅手）、別当薫（3番右翼手）、土井垣（5番捕手）、本堂保次（6番二塁手）ら6名が毎日に移籍した。また星野組の左腕投手・荒巻淳もタイガース入団が内定していたが、毎日に奪われている。更に遊撃手・長谷川善三が西鉄クリッパースへ、門前眞佐人が大洋ホエールズへ移籍し、ダイナマイト打線は崩壊した。
1950年
1950年、若林に代わり松木が監督に就任し、毎日に引き抜かれずに残留した藤村、金田、後藤次男、藤村隆男、梶岡忠義、白坂長栄らを中心にチームを構成して前年を上回る4位という順位を確保した。しかし新規に加盟した球団を除けば最下位で、レギュラーの3分の2が流出した影響は深刻だった。なお、このシーズンより二軍チームを創設した。
1952年 - 1958年
1952年、フランチャイズ制度が正式に導入され、保護地域が兵庫県となった。
チーム再建のため、二軍設備の充実や本格的なスカウト制度の導入などの改革により世代交代の準備を進めた結果、吉田義男、渡辺省三、小山正明、田宮謙次郎などの若手選手が次々と主力になり好成績を収めた。しかし投打が噛み合わず、水原茂監督率いる巨人が黄金時代の真っ直中にある中で、優勝から遠ざかることになった。
この間、松木は1954年限りで監督を退任。球団は後任にプロの経験がなかった岸一郎を起用してファンやマスコミを驚かせたが、岸は主力選手との対立や成績不振から1955年5月中旬に病気療養を名目に休養。助監督だった藤村富美男が監督代行となり、シーズン終了後には正式に兼任監督となる。しかし、1956年のシーズン終了後には、一部の選手が藤村の監督退任を求めて球団側と対立する藤村排斥事件と呼ばれる内紛が起き、解決までに2か月近くを要した。
藤村が監督専任となった1957年は巨人と激しく首位を争ったが1.0ゲーム差で優勝を逃す。シーズン終了後、球団は監督を藤村から田中義雄に交代させた。それに伴って藤村は現役に復帰するも翌1958年限りで引退、藤村の背番号10は球団初の永久欠番となった。
1959年
6月25日の対巨人11回戦（後楽園）は、プロ野球史上初の天覧試合となった。試合は藤本勝巳の本塁打と、小山 - 村山実の継投で優位に進めるも、9回裏に長嶋茂雄のサヨナラ本塁打で、4-5で敗戦。4年連続の2位に終わる（中日と同率2位）。

##### 第1次金田監督時代
1960年
藤本勝巳が最多本塁打・最多得点の二冠を獲得した。しかし5月〜8月にかけてBクラスに沈むなど最終的にチームは3位に終わる。

#### 阪神タイガース時代
1961年
1952年から兵庫県を保護地域とし、二軍が1954年から阪神ジャガーズ、1957年から阪神タイガースと称していたこともあり、1961年4月1日に商号「株式会社阪神タイガース」、球団名・阪神タイガース（はんしんタイガース、Hanshin Tigers）と改称した。しかし、成績が低迷した上に、主力選手と度々衝突を繰り返した監督・金田正泰がシーズン中に解任されるなど、チームは混乱した。金田の後任として、巨人時代に7度のシーズン優勝を誇り、当時ヘッドコーチを務めていた藤本定義が監督に就任した。この年は、4位に終わる。

##### 藤本監督時代
1962年
藤本の下、小山・村山の両エースの力投と遊撃手・吉田、三塁手・三宅秀史、二塁手・鎌田実らによる守りの野球で勝ち続け、10月3日に甲子園で行われた広島カープとの試合で勝利し、2リーグ分裂かつフランチャイズ導入後初めて本拠地で、通算5度目のリーグ優勝を決めた。日本シリーズでは東映フライヤーズと対戦した。村山先発で2連勝した後、3戦目にも村山を無理にリリーフ登板させたが打ち込まれ引き分けに終わったことが響き、その後4連敗。結果、2勝4敗1分で敗退した。
1963年
7月までBクラスに沈むが8月からAクラス入り。しかし巨人と中日の首位争いに加わることができず勝率は5割に1勝足りず3位に終わる。
1964年
エース小山と毎日大映オリオンズの4番・山内一弘とのトレードを成立させて打撃を強化する一方、ジーン・バッキーらが小山の穴を埋めた。大洋ホエールズがあと1勝すれば優勝という状況で8連勝し公式戦最終日の9月30日（ダブルヘッダー第1試合）に逆転で6回目の優勝（最終的に9連勝）。しかし日本シリーズでは、リーグ優勝決定の翌日から開催という強行日程になり、南海ホークスに先に王手を掛けながらジョー・スタンカに2試合連続完封負けを喫するなどして、3勝4敗で敗れている。
1965年 - 1969年
1965年から1967年まで3年連続の3位。1968年と1969年は、いずれも巨人と優勝争いを繰り広げるも結果はいずれも巨人の優勝を許し、1968年は巨人と5ゲーム差、1969年は巨人と6.5ゲーム差の2年連続2位に終わる。1966年、藤本は杉下茂投手コーチに監督を譲り総監督となるが、同年8月に復帰。1968年まで監督を務め、同年オフに勇退。後任には後藤次男が就任。

##### 第1次村山監督時代
1970年 - 1972年
1970年、村山が選手兼任監督に就任。江夏豊と田淵幸一のバッテリー、吉田義男に代わって遊撃手のレギュラーとなった藤田平といった個性的で人気と実力を兼ね備えた選手がそろったが、巨人が9年連続日本一のV9時代で、1970年・2位→1971年・5位→1972年・2位と優勝する事ができなかった。1971年のオールスターでは、江夏が9者連続奪三振を記録。1972年に村山が監督の肩書のまま投手に専念したため、金田正泰が監督代行を務めている。村山はこの年限りで引退した。

##### 第2次金田監督時代
1973年
金田が正式な監督に就任して巨人と激しい優勝争いを展開し、残り2試合で1勝すれば優勝というところまでこぎつけたものの、中日球場での対中日ドラゴンズ戦で、2対4で敗戦、甲子園での最終戦でも0対9と敗れて、巨人が9年連続優勝となった。
1974年
田淵が本塁打を量産し、オールスター戦時点では首位に立った。しかし、夏の長期ロードで大きく負け越して後退、最終的にはBクラスの4位でシーズンを終える。シーズン後に金田は退任。

##### 第1次吉田監督時代
1975年
吉田義男が監督に就任。田淵が王を抑えて本塁打王を獲得するも、江夏の不調などから3位に終わった。オフに江夏を江本孟紀・島野育夫らとのトレードで南海へ放出。
1976年
当時新記録のシーズン193本塁打など打撃陣が好調で、ハル・ブリーデンやマイク・ラインバック、掛布雅之らの活躍で巨人と激しく優勝争いを演じるが、結局2位に終わる。
1977年
序盤は好調だったが、4月には6連勝のあと6連敗、6月には6連敗のあと8連勝と、大型連勝と大型連敗を何度も繰り返すなどチームの調子が安定せず、特に対中日戦で8勝18敗と負け越したことが大きく響いて4位に終わる。遠井吾郎が現役を引退した。オフに吉田は監督を辞任。

##### 第2次後藤監督時代
1978年
後藤が2度目の監督に就任したが、球団史上初の最下位に終わり、後藤は責任を取る形で1シーズン限りで解任。オフに小津正次郎が球団社長に就任すると、低迷するチームの改革を図るために大規模な改革が必要と考え、田淵と古沢憲司を西武ライオンズの竹之内雅史、真弓明信、若菜嘉晴、竹田和史との交換トレードで放出。更に空白の一日事件で巨人がドラフト前日に江川卓とドラフト外で入団契約しようとすると、これに対抗してドラフトで江川を強行指名した。しかし、巨人入団を強く望む江川との交渉は難航し、結局は日本野球機構コミッショナー・金子鋭（当時）の指示、いわゆる強い要望により江川を巨人に移籍させ、交換トレードの形で巨人の小林繁を獲得した。

##### ブレイザー監督時代
1979年
球団で唯一の外国人監督ドン・ブレイザーが監督に就任。掛布が48本塁打を放ち、小林が古巣の対巨人戦8勝を含む22勝を挙げるが、8月下旬に広島に離されて4位に終わる。

##### 中西監督時代
1980年
新人の岡田彰布の起用法を巡る対立などでブレイザーがシーズン途中で監督を辞任。後任には中西太が就任したが、5位に終わる。
1981年
優勝した巨人と8ゲーム差の3位。江本孟紀が「ベンチがアホやから野球ができへん」と首脳陣批判をして退団したのがこの年。

##### 安藤監督時代
1982年
安藤統男が監督に就任。優勝した中日と4.5ゲーム差、2位の巨人と3ゲーム差で2年連続の3位（但し勝利数では優勝した中日を上回った）。掛布雅之の本塁打、打点の二冠王や山本和行がストッパー転向が成功したり、6月に11連勝するなど、明るい話題もあったが、一方でこの年は島野育夫・柴田猛の両コーチが審判に暴行を加えて（横浜スタジアム審判集団暴行事件）無期限出場禁止処分を下されたり（翌年解除）、若菜嘉晴がスキャンダル問題で退団するなどトラブルも相次いだ。
1983年
ランディ・バースが加わった打線は抜群の破壊力を見せつけたものの、投手陣はいまいち伸び悩み、この年限りで小林繁が現役を引退した。
1984年
ルーキーの池田親興の躍進、南海から移籍の山内新一の活躍でも前年限りで引退した小林繁の穴を埋めきれず、2年連続4位。オフに安藤は監督を辞任、吉田義男が二度目の監督就任。

##### 第2次吉田監督時代
1985年
開幕投手を2年目の池田に任せざるを得ないほどに、昨年から大きな弱点であった先発投手陣の手薄さという大きな弱点が改善されず、開幕当初はファンの間でも優勝への期待は薄かった。しかし主に1番・真弓、3番・バース、4番・掛布、5番・岡田らの強力打線（「ニューダイナマイト打線」）が先発投手陣の手薄さを補って余りある大活躍をし、4月17日の対巨人戦（甲子園）ではバース、掛布、岡田が巨人の先発の槙原寛己からバックスクリーン3連発を放って開幕ダッシュに弾みをつけた。この年は最終的に本塁打セリーグ記録を更新する219本塁打を記録し、夏場まで首位を快走していた。しかし、8月12日に発生した日本航空123便墜落事故で球団社長の中埜肇が犠牲となり、阪神タイガースのナインたちもこの事故機（JA8119）に直前のフライト（福岡発羽田行日本航空366便）で搭乗していたため、選手たちは大きな衝撃を受けて一時は大型連敗を喫して首位陥落した。しかし、広島、巨人との首位争いの中で強力打線に加えて中西清起・福間納・山本和行らのリリーフ投手陣も1年を通して大車輪の活躍をみせ、10月16日のヤクルトスワローズ戦（神宮）に引き分けて、1964年以来21年ぶりのリーグ優勝が決定（詳細は「1985年の阪神タイガースのリーグ優勝」を参照）。前身を含め、球団生え抜き監督によるリーグ優勝は球団史上初。バースが球団初の三冠王を獲得。西武との日本シリーズは4勝2敗で勝利、1リーグ時代から約38年ぶり、2リーグ制になってから初の日本一を前身を含め、球団生え抜き監督の下で達成をした。これにより、セ・リーグ全球団が日本一になった。これは、同リーグの球団数が6球団になった1953年から数えて32年目のことである。また、セ・リーグは翌年からの日本シリーズに3年連続で西武に敗退するため、阪神は「昭和最後のセ・リーグ日本一球団」となった。
この年から2003年にかけて18年間リーグ優勝・日本シリーズ、2023年にかけて38年間、日本一から遠ざかることになる。
1986年
バースがシーズン打率.389、シーズン長打率.777、7試合連続本塁打、13試合連続打点の日本新記録をマーク、2年連続三冠王を獲得し、ルーキーの遠山昭治が8勝を挙げ台頭したが、掛布と池田親興の負傷による長期戦線離脱、更に岡田などの主力選手の不振が影響し、夏のロードで広島と巨人との優勝争いから脱落して3位に終わった。この年、川藤幸三が引退。
1987年
投手陣は新外国人のマット・キーオが孤軍奮闘したものの、先発ローテーションの池田、仲田幸司らが不振で大きく負け越し、山本和行、中西清起らリリーフも失敗が目立った。バースは無冠ながら好調を維持し打線を支えたが、掛布の負傷及び不振、岡田の不振などが響き9年ぶりの最下位となり、吉田は監督を解任され、村山実が監督就任。勝率.331は球団史上最低勝率である。
この年から2001年にかけて15年間で10回のリーグ最下位を経験する暗黒時代を迎えることになる。

##### 第2次村山監督時代
1988年
監督の村山実が和田豊、大野久、中野佐資による「少年隊」で売ろうとするなど世代交代を進めたが、バースが長男の病気問題で退団、代わって入団したルパート・ジョーンズの故障、掛布の引退が重なって2年連続最下位。
この年は昭和最後のペナントレースだったため、阪神は「昭和最後のセ・リーグ最下位球団」となった。
1989年
セシル・フィルダーが本塁打王争いをするが、シーズン途中に三振してバットを叩きつけた際に骨折して帰国。キーオが15勝を挙げ、中西がシーズン途中に先発転向し10勝を挙げるも、仲田、池田らが不振。5位に終わり、村山が監督を辞任、中村勝広が監督に就任。

##### 中村監督時代
1990年
前ヤクルトのラリー・パリッシュや岡田が5月中盤まで好調で、特にパリッシュは8月まで本塁打王を狙える位置にいたが8月末に怪我を理由に突然の引退退団をしてしまった。投手陣は年間通して不振に終わり、主にロングリリーフを務めた3年目の野田浩司がチームトップの11勝（12敗）を挙げたが、エースのキーオが監督の中村とそりが合わず怪我もあり不振。オフには自由契約になる。結局は、先発陣で規定投球回に到達したのは5勝11敗の猪俣隆と4勝13敗の仲田幸司のみという結果に終わる。チームは2年ぶりの最下位。オフに福岡ダイエーホークスと4対5の大型トレードで大野久、池田らを放出。大野、池田は新天地で活躍するも、獲得した5選手は全くといっていいほど翌年以降の戦力にならなかった。
1991年
開幕5連敗、6月に球団ワースト新記録の10連敗（それまで当時の12球団で唯一、2桁連敗がなし）を喫するなど、開幕から55試合で15勝40敗で、目の前で広島に優勝を決められて2年連続最下位となった。しかし、終盤戦で猪俣・葛西稔といった若手投手の台頭で、5連続先発投手完投勝利を収めた。
1992年
この年は暗黒時代で唯一のAクラス入りを果たし、ヤクルト、巨人、広島との四つ巴の優勝争いとなる。衰えが見えていた主力の岡田や真弓らに代わり、それまでほとんど実績の無い亀山努、新庄剛志の両外野手に加え、和田、八木裕、山田勝彦、入団2年目のトーマス・オマリー、大洋から移籍してきたジム・パチョレック、新人王に輝いた久慈照嘉ら若手・中堅が活躍。特に亀山と新庄の台頭は「亀新フィーバー」と呼ばれた。また、甲子園のラッキーゾーンを撤去して外野が広くなったことが功を奏し、6月にノーヒットノーランを達成した湯舟敏郎のほか、中込伸、野田や14勝を挙げ勝ち頭となった仲田の先発陣や、中継ぎのルーキー弓長起浩、抑えの田村勤らこちらも若い投手陣が軸となり、リーグトップ防御率2点台を記録するなど、一時は首位と成るも、終盤に田村の負傷離脱を始め、投手陣の駒不足に遭い、ヤクルトとの優勝争いで競り負け、2年連続で目の前で優勝を決められた。広島には1983年以来9年ぶり、中日には1986年以来6年ぶりに勝ち越したが、巨人と同率ながら2位となった。オフ、野田浩司との交換トレードでオリックス・ブルーウェーブの松永浩美を獲得。
1993年
4位。オマリーが首位打者を獲得。松永は3試合連続先頭打者本塁打の世界記録を樹立した一方で、怪我での離脱が多く80試合の出場に終わり、オフにFAでダイエーへ移籍。前年最多安打・最多勝利打点だったパチョレックが途中退団。また岡田は自由契約を言い渡されオリックスに移籍した。一方、バルセロナオリンピック銀メダリスト郭李建夫がこの年に入団。オフには、新人として藪恵市、FAでオリックス石嶺和彦が加入し、MLB通算226本塁打のロブ・ディアーを年俸2億7000万円で獲得。
1994年
2年連続の4位（ヤクルトと同率タイ）。藪がチームトップの9勝を挙げ新人王を獲得。新外国人のディアーは2億7000万円の大型扇風機といわれるほど極度の不振で8月に退団。同年オフ、オマリーが長打力不足などを理由に解雇され、ヤクルトへ移籍。
1995年
1月17日に発生した阪神・淡路大震災の影響で本拠地の甲子園の使用も危ぶまれたが、オープン戦が終わる頃には修繕工事が完了。チームもキャンプに選手が全員揃わないなど調整遅れも懸念されたが、オープン戦では大型連勝を記録するなど好調だったが、ペナントレースが開幕すると開幕5連敗スタートと頓く。浮上するきっかけを作れず7月23日に監督の中村が休養（その後辞任）し、併せて藤田平が監督代行として指揮を執ることを発表した。しかしチームの状態が改善することなく球団ワースト記録となる84敗を喫した。チーム本塁打は88本で4年連続セ・リーグ最下位であった。オフに真弓が現役を引退し、監督代行の藤田が翌年から正式に監督として指揮を執ることを発表した。新庄が藤田との確執などが原因で野球に対するセンスがないなどと発言し、引退を宣言するが、病気になっていた父親を励ますためにという理由ですぐ撤回。
さらにこの年はサンテレビボックス席が阪神の創立60周年を記念し、阪神の60勝はいつかというクイズを出したところファンの多くは出来ないなどと解答し、的中した年でもある。最終結果は46勝と暗黒時代が始まった1987年の41勝に次ぐ過去2番目のひどい成績に終わっている。

##### 藤田監督時代
1996年
2年連続最下位。5月終了時点で既に借金15に達していた。個人としては、桧山進次郎がチームトップの22本塁打を記録。2年目の川尻哲郎が13勝、3年目の藪が初の2桁勝利を挙げる。しかし、藪と湯舟が2年連続でリーグ最多敗戦ともなる。藤田は9月12日に監督解任を通告され（藤田が監督解任を受け入れたのは翌13日）、チーフ兼バッテリーコーチの柴田猛が後任を務め、シーズンオフには、吉田義男が3度目の監督に就任。中西と木戸が引退。新人として今岡誠が入団。観客動員は200万人を割り、1968年以来28年ぶりの赤字となった。

##### 第3次吉田監督時代
1997年
打撃陣の主力として期待していた当時最高額の年俸3億円新外国人のマイク・グリーンウェルが開幕前に故障離脱し復帰後わずか数試合でまたしても故障・「引退しなさいという神のお告げを聞いた」と僅か7試合で突然退団・帰国。和田が開幕戦からの連続安打日本記録（24試合連続安打）を樹立。テスト入団の伊藤敦規を筆頭に中継ぎ陣が試合を作り健闘したが先発の駒不足や打撃陣の力不足がたたり、ヤクルトに目の前で優勝を決められて5位に終わったが、2年連続で最下位脱出を果たした。オフに久慈照嘉、関川浩一を大豊泰昭、矢野輝弘との交換トレードで中日に放出。中日を自由契約になった3年連続首位打者の実績があるアロンゾ・パウエルを獲得。新人として坪井智哉、井川慶が入団。
1998年
吉田監督は大砲にこだわりすぎたことを疑問視され、そのためか盗塁数が28と極めて少なかった。期待された打線も不発に終わり、前年レギュラーとして多く出ていた平塚や桧山が新加入しながら不振の大豊やパウエルとの兼ね合いで控えに回る等ポジション被り等も相まって空回り、前年奮闘した投手陣も軒並み不振や故障離脱が目立ち、8月には球団ワーストとなる12連敗を記録するなどし、2年連続で目の前で優勝を決められての最下位。ただし、個人としては5月26日に川尻が対中日戦で矢野とのバッテリーでノーヒットノーランを達成、シーズンも2年ぶりの2桁勝利を記録。藪も2桁勝利しプロ入りシーズン初の勝ち越しを達成。坪井智哉は2リーグ制分立後の新人最高打率（.327）を記録。坪井は中日の川上憲伸、巨人の高橋由伸、広島の小林幹英と新人王を争った。新人王は川上が獲得したが、川上以外の3人も新人王に値する活躍と評価され、3名とも新人特別賞を受賞している。2年目の今岡誠も坪井との1、2番コンビとして好成績を挙げた。オフに吉田は監督を辞任し、後任にこの年までヤクルトの監督を務めた野村克也が就任した。

##### 野村監督時代
1999年
チームは6月9日に中日を抜き1992年10月4日以来2209日ぶりに首位に立つなど（優勝した中日以外唯一首位に立った）、一週間首位をキープした。また、6月12日の巨人戦では新庄が敬遠球を打った劇的なサヨナラ試合もあった。だが、8月6日には最下位転落すると、その後は浮上するきっかけさえも得られず2年連続の最下位となった。さらに9月11日の巨人戦からは12連敗（2年連続ワースト記録）を喫した。また、藪がリーグ最多敗戦投手となり（16敗）、1955年 - 1959年に大洋ホエールズが記録した「同チームからの5年連続リーグ最多敗戦投手」のNPB記録と並んだ（1995年・1996年の藪と湯舟→1997年の川尻→1998年の中込→1999年の藪）。その一方で、二軍がファーム日本選手権を制し初の日本一となった。個人としては、前年テスト入団で復帰した遠山奬志がカムバック賞を受賞した。シーズン前には西武から佐々木誠が加入。シーズンオフには、オリックスから星野伸之がFAで入団した。また、巨人から広澤克実、ヤクルトから野村克也の息子であるカツノリを獲得した。
2000年
4月には9連勝して2年連続首位に立ったものの、この年も月を重ねるごとに大敗の試合が増えたことによって球団初の3年連続最下位に終わる。5月には大阪近鉄バファローズからトレードで吉田剛、西川慎一、6月には日本ハムから金銭トレードでマイカ・フランクリンを獲得した。オフに新庄がFAでMLBのニューヨーク・メッツ、大豊が契約交渉の決裂の結果、古巣の中日に復帰。佐々木誠、フランクリンらが退団。チーム本塁打1位から3位（1位新庄28本・2位大豊24本・3位タラスコ19本）が全員退団する事態となった。湯舟、山﨑一玄・北川博敏との3対3トレードで近鉄から酒井弘樹・面出哲志・平下晃司を獲得した。
2001年
4年連続最下位、監督野村克也としては3年連続最下位に終わった。長打力が大幅に弱体化した打線を、走力で補うため新人の赤星憲広、藤本敦士ら俊足の若手を重用。個人としては、井川慶が福原忍と並びチーム最多の9勝を挙げ防御率はリーグ2位を記録、赤星が退団した新庄に代わる正中堅手に定着して盗塁王、新人王を獲得、前年ロッテからテスト入団した成本年秀がクローザーとして復活しカムバック賞を受賞、桧山がここ数年の不振を脱却して4番に定着し初のシーズン打率3割を達成した。シーズン途中、交換トレードで西武から谷中真二、新外国人トム・エバンスを獲得し谷中は7勝を挙げ伊藤と並びチーム最多タイの貯金4つを記録した。しかし、この年のチーム最多本塁打はクルーズの14本という状況であり、投手陣も新戦力が台頭した一方で藪や川尻らベテラン勢が軒並み大不振に陥った。シーズン後に吉田剛、酒井が退団、塩谷和彦をトレードで放出。10月の発表時点では野村の監督続投が決定していたものの、その後野村沙知代夫人の脱税容疑による逮捕の責任を取る形で急遽監督を辞任し、辞任から1年後となる2002年11月にシダックス監督に就任する。後任にはこの年まで中日の監督を務めていた星野仙一だったため、野村に続き、球団OBではない人物が監督に就任した。オリックスからジョージ・アリアス、FAで日本ハムの片岡篤史が加入。
上記の2年連続リーグ最下位により、阪神は「20世紀最後と、21世紀最初のセ・リーグ最下位球団」となった。
暗黒時代はこの年までとされることが多く、リーグ最下位はこの年を最後に2017年までに回避している。

##### 星野監督時代
2002年
1990年以来12年ぶりに開幕戦を勝利で飾るなど、開幕7連勝でスタートし、巨人と首位争いを繰り広げていたものの、レギュラー選手に相次いで故障離脱が続出。特に赤星・矢野の離脱が致命的でセンターラインを失ったチームは徐々に失速。最終的には4位に終わり、主力と控えの戦力差に課題を残した。しかし、チームとしては5年ぶりに最下位を脱出。シーズン中にエバンスと西武の橋本武広の交換トレードを行い、オフに「血の入れ替え」とも称される大改革を決行し、大量20人が退団。ドラフトでは江草仁貴、久保田智之ら12名を指名、FAで広島の金本、トレードで日本ハムの下柳剛、野口寿浩らを獲得。新外国人としてジェフ・ウィリアムスを獲得。さらにニューヨーク・ヤンキース等で活躍した伊良部秀輝が加入。ウェーバー公示を経て久慈が復帰した。
2003年
「第三次ダイナマイト打線」と称された強力打線を擁し、開幕より快進撃を続け、優勝マジックをセ・リーグ史上最速となる7月8日に点灯させる。マジック点灯以降は故障者が続出したことで対中日戦で同一カード7連敗や2度の5連敗などを喫するなどやや失速するも、9月15日に1985年以来18年ぶりのリーグ優勝を果たした。これにより、セ・リーグ全球団が平成時代にリーグ優勝を果たした。また、巨人に1985年以来18年ぶり、ヤクルトには1990年以来13年ぶりに勝ち越した。20勝を挙げた井川慶がMVPを受賞。日本シリーズはダイエーと対戦するが、甲子園でのゲームを全て勝利した一方で、福岡でのゲームを全て落とし、3勝4敗で敗れた。シリーズ終了後、星野が体調不良を理由に監督を退任し、シニアディレクター (SD) 職に転ずる。また、星野に招聘されたコーチ陣のうち、島野育夫はフロントに転出して管理部長、オマリーは駐米スカウトとして球団に残ったが、田淵幸一、達川光男、西本聖は退団した。岡田彰布が後任の監督に就任。ドラフトでは自由獲得枠で鳥谷敬を獲得。

##### 第1次岡田監督時代

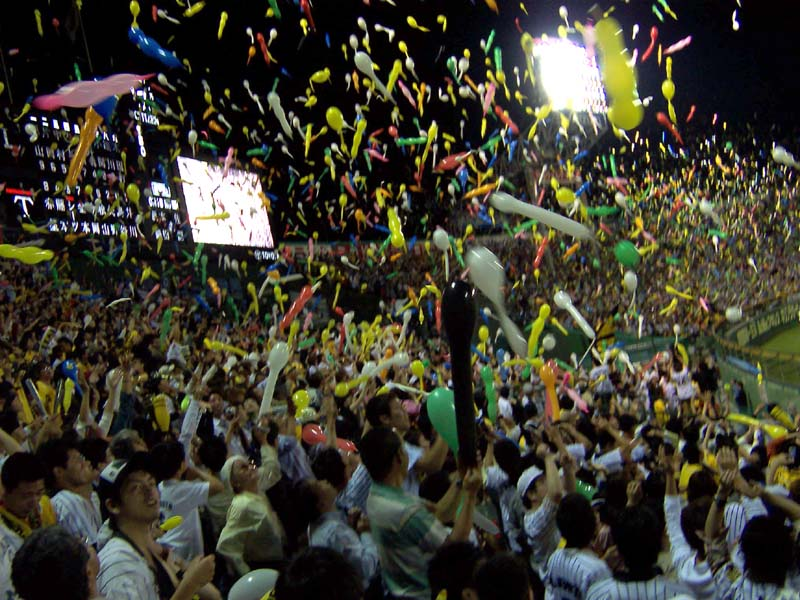
本拠地・阪神甲子園球場で応援するファンの様子（2005年）

2004年
球団成績は4位。10月4日、井川がノーヒットノーランを達成、シーズン後は藪がFAでMLB・オークランド・アスレチックスへ移籍、伊良部、アリアスが退団、ジェロッド・リガン、八木裕が引退した。オフに広島からアンディ・シーツが移籍。
2005年
ウィリアムス、藤川、久保田の3人を「勝利の方程式」に抜擢。驚異的な成績を残し、やがて名前の頭文字をとって「JFK」と呼ばれた3人を中心とした投手陣はリーグトップのチーム防御率を記録。この年から導入されたセ・パ交流戦を経て首位に立つと、2位・中日に首位を明け渡すことなく、2003年以来2年ぶりのリーグ優勝を果たした。赤星が5年連続の盗塁王、下柳が規定投球回未到達ながら最多勝、今岡が球団新記録の147打点を挙げて打点王、金本がMVPを獲得した。しかし、千葉ロッテマリーンズとの日本シリーズでは史上初の3試合連続2桁失点を喫し、計4試合で33失点と投手陣が大炎上した。頼みの綱である打線も打点王の今岡と盗塁王の赤星が.143、MVPの金本が.077で第4戦の4回までヒットが出ず12打席連続ノーヒットに加えその第4戦で4度もダブルプレーを喫し1イニングもリードを奪う事ができず、0勝4敗と史上5チーム目のストレート4連敗で敗退となった。
この年から2023年にかけて18年間、リーグ優勝から遠ざかることになる。
2006年
夏場の苦戦が響いて中日にマジック点灯を許すが、一時戦線離脱していた藤川が復帰第一戦の8月27日の巨人戦で好投して連敗を止めてからは反撃に転じ、結果的には2位に終わるも、優勝した中日を最後まで苦しめた。片岡が現役を引退した。井川がポスティングシステムでMLB・ニューヨーク・ヤンキースへ移籍。MLBからエステバン・ジャンとライアン・ボーグルソンを獲得。
2007年
4月から5月にかけて9連敗し、交流戦でも9勝14敗1分の10位と低迷。借金は最大で9とした一方で、7月を15勝6敗、8月を12勝8敗1分で勝ち越し、9月中旬には巨人、中日と首位を争う事もあった。最終的に3位となり、新設のクライマックスシリーズ（CS）進出を果たした。2001年以来6年ぶりに勝ち越した中日とのCS1stステージを0勝2敗で敗退。この年は12球団断トツの中継ぎ陣防御率2.45とJFKを筆頭に強力な中継ぎ陣を武器にした一方で、本来中継ぎ陣をカバーしなければならない先発投手陣が12球団で唯一規定投球回をクリア出来ない始末に加えて、チーム打率・チーム総得点も12球団中最下位だった。上園啓史が新人王を獲得。シーツが現役引退。FAで広島から新井貴浩、トレードでオリックスから平野恵一が入団。
2008年
4月12日に新井貴浩が通算1000本安打、金本が通算2000本安打を達成。5月6日の対巨人戦ではプロ野球史上2球団目の通算4500勝を達成。開幕から5連勝を果たして首位を独走し、6月4日から6連勝も記録して6月7日に貯金20として交流戦は優勝した福岡ソフトバンクホークスと並んで15勝9敗の好成績。7月に入ると、7連勝を記録し、6日に両リーグ最速の50勝到達、7連勝目を達成した7月8日時点で巨人に最大13ゲーム差をつけ、同22日には優勝マジック46を点灯させる。しかし、北京オリンピック期間中に日本代表として新井、藤川、矢野を派遣し、中軸、バッテリーの主力を欠いた状態で後半戦がスタートすると、8月4日から5連敗と出鼻を挫かれ北京五輪期間中は5勝8敗と負け越し。しかも新井が五輪に強行出場した事で腰椎の疲労骨折が発覚し、帰国後も戦列復帰ができなくなる。8月30日の巨人戦から8・9月だけで2度目の5連敗を喫すると、8月はシーズン初の月間負け越し。9月は先発投手が挙げた勝ち星が両リーグでシーズン最下位に沈んだ横浜とソフトバンクよりも少ない12球団ワーストの3勝と苦しみ、打線もシーズンが終盤に差し掛かるにつれて得点力が落ちて、9月・10月の計108得点はリーグワースト。投打が噛み合わないまま、夏以降復調してきた巨人の猛追に遭うと、9月19日からの直接対決3連戦で同一カード3連敗を喫し、9月21日に同率で首位に並ばれる。その後は一進一退の攻防の末9月の月間成績は11勝11敗と五分で、首位はキープするものの、巨人との差は僅か0.5ゲーム差で、9月の月間成績が17勝5敗の巨人に勝ち数では80勝で並ばれると、10月3日のヤクルト戦で6回まで5-0とリードして7回からJFKを全て登板させながら逆転負け。この負けが尾を引き、同率首位同士で迎えた10月8日の巨人との直接対決も敗れて141試合目にして遂に首位から陥落。2日後に巨人が東京ヤクルトに勝ち、阪神が横浜に3-4で逆転負けしたことで、巨人の逆転優勝を許す結果となった。CS1stステージでは京セラドーム大阪で中日と対戦するが、藤川がウッズに本塁打を打たれるなどして1勝2敗で2年連続の1stステージ敗退。シーズン後、岡田は優勝を逃した責任を取って監督を辞任。真弓明信が後任となった。野口寿浩がFAで横浜に移籍。

##### 真弓監督時代
2009年
WBCに出場した岩田稔や正捕手の矢野、先発転向した久保田の故障や、藤川の不調もあり前半戦は低迷。6月に途中加入したクレイグ・ブラゼルや、開幕前にロッテから移籍した久保康友、7月以降先発ローテーションに定着した能見篤史らの活躍もあって、後半戦では8カード連続で勝ち越しを決めるなど巻き返すも、最終戦でヤクルトに連敗し4位に終わり、CS進出を初めて逃した。この年はベストナイン、ゴールデングラブ賞共に受賞者なし、タイトル獲得者もなしであった。3賞で受賞者がいないのは1995年以来14年ぶりであり、規定打席数以上で打率3割を超えた打者なしも2000年以来9年ぶり。9月12日に行われた横浜戦で内川聖一の打球への捕球を試みてダイブした際に負傷し、中心性脊髄損傷の診断を受けた赤星が現役を引退した。藤本がFAでヤクルトに移籍、今岡、ウィリアムスらが退団した。シアトル・マリナーズから城島健司、ランディ・メッセンジャー、コロラド・ロッキーズからマット・マートンなどを獲得。
2010年
マートン、城島らが加わり、「球団記録の1試合22得点」「2リーグ制以降では球団史上最高のチーム打率.290」「3割打者と90打点以上達成者が5人ずつ」「セ・リーグ新記録の1458安打」「チーム史上5位の173本塁打」　「170安打以上が4人」といった爆発的な破壊力で「第四次ダイナマイト打線」と称された打線で中日、巨人との首位争いを展開。しかし、中日に対し、ナゴヤドームで2勝10敗と大きく負け越した事に加え、投手陣は能見の負傷もあって規定投球回に到達したのが久保1名のみ、チーム防御率もリーグ4位という状況で、抜け出すには至らず、シーズン終盤には徐々に中日に離されていく。9月には2位ながらも一時的に優勝マジックも点灯し、29日の巨人戦に勝利したことで巨人のリーグ4連覇の可能性は消滅させたものの、翌30日の横浜戦で9回に逆転負け。これにより優勝マジックと自力優勝が消滅すると同時に、この試合は長年正捕手を務めた矢野の引退試合でもあり、逆転を許したことで花道として試合終盤に予定していた矢野の出場機会も失われ、大きなショックを残す試合となった。10月1日の広島戦も敗れて中日の優勝が決定。最終的には首位中日と1ゲーム差の2位に終わった。初めて甲子園で行われたCS1stステージの対巨人戦は、いずれも先制しながら0勝2敗で敗退した。矢野が現役を引退した。星野仙一SDが東北楽天ゴールデンイーグルスの監督就任のため、退団した。個人記録としては、鳥谷が104打点で遊撃手のプロ野球記録を樹立、マートンが214安打でシーズン最多安打記録を更新。4月18日の横浜戦では金本の連続フルイニング出場記録が1492試合で途切れた。FAでロッテの小林宏之、楽天の藤井彰人を獲得。
2011年
3月11日に発生した東日本大震災の影響で、開幕日が当初の3月25日（神宮球場での対ヤクルト戦）から4月12日の甲子園での対広島戦に変更となり、阪神にとって1993年以来18年ぶりの甲子園開幕戦。これを7-4で制し、40年ぶりの甲子園での開幕戦勝利を挙げた。投手では本格的に先発転向したメッセンジャーが能見と並ぶ12勝を上げる。月間成績は6月から8月まで連続で勝ち越し、8月終了時には2位になる。しかし、9月に入ると、首位ヤクルト相手に6連敗を喫するなどし、4位に終わった。シーズン後、真弓監督が辞任、後任には和田豊一軍打撃コーチが就任した。下柳らが退団。なお4月にナゴヤドームで行われた中日との試合で8回2アウトランナー1塁の打席で金本が代打で登場するも、1塁ランナーの藤川俊介（俊介）が盗塁失敗してしまい、金本の打席が完了しないまま3アウトになり、9回の守備に金本がつかなかった為、連続試合出場記録が1766試合でストップした。

##### 和田監督時代
2012年
球団創立以来初のキャプテン制度を導入し、藤川が投手キャプテン、鳥谷が野手キャプテンに就任。
5月以降の全月間で負け越すなど、シーズンを通して不調に陥り、最終的に首位巨人と31.5ゲーム差、3位ヤクルトと11.5ゲーム差の5位に終わる。411得点、58本塁打はリーグ最少、24無得点試合はリーグ新記録で、規定打席到達者の最高打率が鳥谷の.262など貧打に苦しみ、特に、巨人に対して5勝15敗4分、2位の中日にも7勝15敗2分と上位2球団との対戦で結果を残すことができなかった。城島、金本が現役を引退した。ドラフトでは藤浪晋太郎を1位指名し、4球団競合の末に交渉権を獲得した。シーズン後にはともにFA権を行使して藤川球児がシカゴ・カブスに移籍、平野恵一がオリックスに復帰。8月に就任した中村勝広GMがビデオを見て2分で獲得に動いたというブルックス・コンラッド、MLBから西岡剛と福留孝介の両名、オリックスからFA宣言した日高剛、オリックスに復帰した平野の人的補償として高宮和也を獲得。
2013年
直前2年間はアメリカでプレイし、パ・リーグでは首位打者経験のある西岡、大阪桐蔭のエースとして前年の甲子園で春夏連覇を達成した大型ルーキーの藤浪など、新戦力が噛み合い、開幕から巨人と首位争いを繰り広げる。6月には首位に立ったものの、新外国人のコンラッドが69打席で打点0など徐々に打線が繋がらなくなり、6月13日以降は巨人に首位を譲ると後半戦はさらに引き離され、9月22日に巨人のリーグ優勝が決定した。最終的にはシーズン2位となり、2010年以来3年ぶりのAクラス入り・CS進出を果たした。しかし、3位・広島とのCS1stステージ（甲子園）は2連敗で敗退。桧山進次郎が現役を引退した。10月より掛布雅之が新設のゼネラルマネジャー付育成&打撃コーディネーター（DC）に就任した。オフにオリックスから白仁田寛和とのトレードで桑原謙太朗を獲得。
2014年
開幕2戦目に西岡と福留が交錯して負傷。西岡に代わって二塁手のレギュラーとして上本博紀が台頭した。前年に続き、巨人・広島との優勝争いとなり、一時は首位・巨人に0.5ゲーム差と迫ったものの、長期ロード明け以降に失速。2年連続2位に終わった。マートンが首位打者、マウロ・ゴメスが打点王、メッセンジャーが最多勝と最多奪三振、呉昇桓が最多セーブを獲得し、NPB史上初めて1チーム4人の外国人選手がタイトルを獲得。また、福原忍の最優秀中継ぎと合わせて、球団タイ記録の1シーズン5人・6部門のタイトル獲得を果たした。3位・広島とのCSファーストステージ（甲子園）を1勝1分とし、球団史上初のファイナルステージに進出。巨人とのファイナルステージ（東京ドーム）ではシリーズ史上初の4連勝を果たし、初めてCSを突破しての日本シリーズ出場となった。ソフトバンクとの日本シリーズは甲子園での最初の2戦を1勝1敗で終えた後、2003年の日本シリーズと同様に敵地福岡での全試合で敗れ、1勝4敗で敗退。2004年以降のポストシーズン制導入後、2位以下で日本シリーズに進出して日本一になれなかったのは初である。
2015年
5月28日の楽天戦で、巨人に続いて2球団目となる球団通算5000勝を達成、7月3日の対横浜DeNAベイスターズ戦ではNPB史上初の通算1万試合を達成した。広島とのクライマックスシリーズ争いは制したものの、得点リーグ最下位、チーム打率4位、チーム防御率5位などと低迷した。シーズン2位の巨人とのCS1stステージでは、1勝2敗で敗退となった。和田監督がリーグ優勝を逃した責任を取って退任したほか、計8人のコーチが解任。関本賢太郎が現役を引退した。呉昇桓がセントルイス・カージナルスに移籍。金本知憲が新監督、掛布雅之DCが新二軍監督に就任のほか、矢野燿大、片岡篤史、濱中治、今岡誠、藤本敦士といったかつての「優勝メンバー」がコーチとして顔をそろえた。中日からFA宣言した髙橋聡文を獲得。同年途中から高知ファイティングドッグスに入団していた藤川球児が4年ぶりに復帰。

##### 金本監督時代
2016年
3月、読売ジャイアンツ所属選手による野球賭博問題に絡み、巨人同様円陣の声だしで金銭の授受や高校野球を対象としたくじ等が発覚（「読売ジャイアンツ所属選手による野球賭博問題」も参照）。
「超変革」をスローガンに、髙山俊、横田慎太郎、北條史也、江越大賀ら若手を積極的に起用。交流戦を7勝11敗で負け越し、前半戦終了時点で5位。夏場には最下位転落も経験し、結果的に2012年以来4年ぶりのBクラスと4位に終わる。福原忍らが現役を引退した。オリックスからFA宣言した糸井嘉男を獲得。高山がセ・リーグ新人王に選出された。
2017年
新加入の糸井を始め、開幕から各打者が高い出塁率を武器に躍進。5月6日の広島戦では球団史上初となる「最大9点差からの逆転勝利」を達成し、一時は首位にも浮上した。シーズンを通して上位を推移。特にリリーフ投手陣の働きが光り、桑原謙太朗、マルコス・マテオ、ラファエル・ドリス、髙橋聡文、岩崎優の5名はそれぞれ60試合以上の登板数を記録、さらに52試合に登板した藤川を加えた6名が50を超える試合に登板した。1チーム5名の60試合以上登板、6名の50試合以上登板はどちらもNPB史上初の出来事であった。最終的には首位広島とは10ゲーム差の2位に終わり、CSでは1stステージで3位DeNAに1勝2敗で敗退した。安藤優也らが現役を引退した。大和がDeNAにFA移籍。二軍監督の掛布が退任。鳥谷が通算2000安打を達成。
2018年
各打者が開幕から揃って不振を極め、得点力不足に陥り、チームも低迷。5月29日には鳥谷の連続試合出場が1939試合で途切れた。投手陣でも藤浪を始め、不調や故障により、離脱する選手が多く、中盤から終盤にかけて徐々に2016年以来2年ぶりのBクラスに定着。最終盤での糸井、原口文仁ら主力選手の故障離脱なども響き、10月8日に2001年以来17年ぶりの最下位が確定した。この年は特に本拠地・甲子園で勝つことができず、球団史上ワーストとなる39敗を喫した。シーズン最下位の責任を取る形で監督の金本が退任。記録では鳥谷が藤田平の保持する球団歴代最多安打記録（通算2064安打）を更新した。二軍監督の矢野燿大が一軍監督に昇格する形で就任。オリックスからFA宣言した西勇輝、新外国人としてピアース・ジョンソン、ジェフリー・マルテ、中日を自由契約となったオネルキ・ガルシアを獲得。
この年は平成最後のペナントレースだったため、阪神は「平成最後のセ・リーグ最下位球団」となった。

##### 矢野監督時代
2019年
新人の近本光司、木浪聖也が開幕スタメンに抜擢。しかし、深刻な得点力不足は前年より解消されず、加えて守備面での不振も目立ったが、12球団中トップのチーム防御率3.46・救援防御率2.70を記録した投手陣がチームを牽引し、シーズン最終盤には最大6.5ゲーム差を逆転しての3位となった。チーム総得点538・チーム失策数102は共にリーグワーストを記録したが、リーグトップのチーム100盗塁数を記録。また、監督就任初年度でのAクラス入りは1985年の第2次吉田監督時代以来であり、新任に限ると1982年の安藤監督時代以来。2017年以来2年ぶりのCSでは2位DeNAとの1stステージを2勝1敗で勝利も、2014年以来5年ぶりのファイナルステージで首位・巨人に敗退。記録では、藤川球児がNPB史上初の「150セーブ・150ホールド」を達成。梅野隆太郎が捕手のシーズン補殺日本記録（123補殺）を樹立。また、近本がセ・リーグ新人安打記録（159安打）を樹立、新人では2001年の赤星以来史上2人目となる盗塁王を獲得。西が球団の投手では史上初のゴールデングラブ賞を受賞、梅野の捕手部門受賞と合わせて球団史上初のバッテリー受賞にもなった。メッセンジャーらが現役を引退した。オフに鳥谷敬が自由契約となった（翌年3月10日にロッテに移籍）。新外国人としてジャスティン・ボーア、ジョー・ガンケル、ジェリー・サンズ、ジョン・エドワーズ、ソフトバンクを自由契約となったロベルト・スアレスを獲得。
2020年
3月下旬、藤浪が球界で初めて新型コロナウイルスに感染し、開幕後はボーア、主力の近本や糸原らが開幕から軒並み不調であり、開幕カードの巨人戦で3連敗を喫すると、さらに救援陣も総じて不調で特にクローザーの藤川がコンディション不良による救援失敗が相次ぐなど、投打の歯車が噛み合わず開幕後の12試合で2勝10敗と大きく負け越すも、7月中旬から大山悠輔やサンズのスタメン定着や、スアレスのクローザー抜擢などを契機に復調。しかし、9月下旬に再び選手のコロナウイルス感染が相次ぎ、濃厚接触者と合わせて10人もの選手の登録を抹消する事態に見舞われる。シーズン終盤は中日・DeNAとAクラス争いを演じ、巨人以外の4球団に勝ち越したこともあり、最終的には首位巨人から7.5ゲーム差で2位となった。大山は最多本塁打を争う活躍を見せ、スアレスが25セーブを挙げて最多セーブのタイトルを獲得した。一方で、守備面の課題は解消されず、失策数85を数え3年連続で12球団ワーストで、優勝した巨人に大きく負け越すなど優勝を逃す要因となった。ドラフト会議では近畿大学の佐藤輝明を4球団競合の末に獲得した。11月10日に甲子園で行われた引退試合を最後に藤川が現役を引退した。オフに福留、能見、ガルシアが退団し（福留は中日に復帰、能見はオリックスに移籍）、ボーアが自由契約となった（サンフランシスコ・ジャイアンツに移籍）。ロッテを自由契約となった陳偉殷、新外国人としてラウル・アルカンタラ、メル・ロハス・ジュニアを獲得。上本博紀が退団し、その後現役を引退した。
2021年
オープン戦では新人ながら6本塁打を放った佐藤の活躍などもあって、2016年以来5年ぶりに優勝を果たした。開幕後はヤクルトとの開幕3連戦で球団初となる「開幕から3戦連続2本塁打」を記録して3連勝を果たし、2019年以来2年ぶりに単独首位に立つと、4月9〜11日のDeNA3連戦でも全勝するなど、スタートダッシュに成功する、勝ち越し16の首位で交流戦を迎えた。交流戦でも好調を維持し、交流戦終了時点で2008年以来の勝ち越し20を記録、2008年以来13年ぶりに前半戦を首位で折り返した。しかし、後半戦になると、佐藤、梅野、サンズら前半戦の好調を支えた選手が調子を落とし（特に佐藤はNPB野手最長となる59打席連続無安打を記録するなど不振を極めた）、徐々に成績が下降。前半戦の独走状態から一転、ヤクルト・巨人との三つ巴の優勝争いとなった。その後、8月末に巨人に抜かれて首位から陥落すると、一時は首位に返り咲くものの、9月にはヤクルトに首位を奪われ、10月8日のヤクルトとの直接対決に敗れて自力優勝が消滅。粘りを見せて優勝争いは最終盤までもつれたが、阪神がシーズン最終戦となった10月26日の中日戦に敗れたことで、同日勝利したヤクルトが優勝を決めた。最終的に両リーグ最多の77勝を挙げるも、首位ヤクルトと0ゲーム差の2位に終わった。優勝チームを勝数で「+4勝」上回りながらシーズン年間勝率1位を逸した例は史上初だった。巨人に対しては2007年以来14年ぶりに勝ち越したが、2位チームとして甲子園で3位巨人を迎えたCS1stステージでは2連敗で敗退した。新人の活躍が顕著であり、佐藤に加え、中野拓夢、伊藤将司の計3名が新人特別賞を受賞した。オフにサンズとスアレス（サンディエゴ・パドレスに移籍）の両外国人選手が退団。俊介、桑原謙太朗が現役を引退した。新外国人としてアーロン・ウィルカーソン、カイル・ケラーを獲得。
2022年
キャンプイン前日に矢野監督がこのシーズン限りでの監督退任を発表し、ヤクルトとの開幕戦で1-8と最大7点リードから逆転負け(10-8)を喫したことを契機に、開幕9連敗（リーグワースト記録）、開幕13試合で負け越し10到達（セ・リーグ史上初、球団史上最速）、開幕から6カード連続勝ち越しなし（球団ワースト記録）、勝率.067（16試合目の時点、未勝利チーム以外ではプロ野球史上ワースト）、開幕25試合目で20敗目（球団史上最速）、開幕54試合目で自力優勝消滅（21世紀における球団史上最速）など記録的な成績不振に陥った。5月以降はプロ野球新記録となる20試合連続3失点以下を記録した投手陣の復調もあって、投打が噛み合い始め、6月11日には開幕64試合目にしてシーズン初めて最下位を脱出し、2年連続交流戦2位が確定した。その後、6月20日に元オリックスのアデルリン・ロドリゲスを獲得、一方で翌21日に陳偉殷が退団した。7月24日には最大16あった借金を返済。しかし、8月以降は近本、大山、中野ら主力が相次いで新型コロナウイルスに感染して成績は下降し始めたが、藤浪、才木らの復活など明るい話題もあり、最終的には4年連続Aクラスと3位が確定した。9月21日に甲子園で行われた引退試合を最後に糸井が現役を引退した。CSファーストステージでは今期苦手としていた2位DeNAに2勝1敗で勝利したが、優勝したヤクルトとのCSファイナルステージではアドバンテージを含む4連敗で敗退した。後任に5年間チームの指揮を執った岡田彰布が再び監督に就任。オフにケラー以外の外国人選手6人が自由契約となった（ガンケルはソフトバンクに移籍）。日本ハムから江越大賀・齋藤友貴哉との2対2トレードで渡邉諒・高濱祐仁、新外国人としてヨハン・ミエセス、シェルドン・ノイジーを獲得。12月21日からは球団のオーナー職に阪急電鉄出身の杉山健博（阪急阪神ホールディングス前社長）が就任している。阪急電鉄出身の人物が阪神タイガースのオーナー職に就くのは初となる。一方、オーナーが兼務した代表取締役会長については阪神電鉄出身の秦雅夫取締役（阪神電鉄社長、2023年会長昇任）が昇格、経営権も阪神電鉄主体のままとなる。

##### 第2次岡田監督時代
2023年
新人ドラ1の森下翔太が6番ライトで開幕スタメン。開幕カードでDeNAに3連勝。次戦も広島に勝って開幕4連勝と好スタートを切る。3・4月は13勝10敗1分で、復調したDeNAに続く2位。5月は11日から18日まで6連勝、さらに1敗を挟んで20日から30日まで9連勝を記録。月間19勝5敗と大きく勝ち越して首位に立つ。交流戦では7勝10敗1分と調子を落とし、リーグ戦再開後最初のカードとなったDeNAとの直接対決で3連敗を喫して6月25日に首位陥落。直後の6月27日にすぐに首位を奪還し、その後DeNAは失速するが、入れ替わって浮上してきた広島の猛追を受け、広島が10連勝とした7月27日に再び首位を明け渡す。直後の広島との直接対決を2勝1分で再び首位に立って以降は快進撃を続け、8月3日から13日まで2007年以来16年ぶりの10連勝を記録。8月16日には2位広島と8ゲーム差としてマジック29が点灯する。その後も18日から26日まで7連勝を記録するなど8月を18勝7敗と大きく勝ち越す。8月後半には復調した広島に再接近され、29日に一旦マジックが消滅するものの、9月1日にマジック18が再点灯。そこから連勝を続け、マジック1で迎えた9月14日に甲子園球場での対巨人23回戦に4-3で勝利し、1982年以来41年ぶりの11連勝という形で2005年以来18年ぶり6度目のリーグ優勝が決定した。9月14日のリーグ優勝決定は2003年を上回り、球団史上最速だった。監督の岡田がフロントに査定における四球の評価アップを要求したこともあり、打線全体で四球を安打と同価値と捉えてボール球に手を出さない意識が浸透。12球団トップで前年からは136個増となる494四球を選んで相手投手を苦しめた。また、投手陣も前年まで未勝利の3年目村上頌樹が防御率1.75で10勝、この年から現役ドラフトで加入した大竹耕太郎がチームトップの12勝を挙げて躍進。伊藤将司、青柳晃洋、才木浩人、西勇輝を含めた6人が8勝以上を挙げるなど強力先発陣を形成し、9人が防御率2.50未満を記録した救援陣とともに質、量いずれもライバルを圧倒した。個人成績では、中野が最多安打、大山が最高出塁率、近本が盗塁王、岩崎が最多セーブ、村上が最優秀防御率のタイトルを獲得し、村上はセ・リーグ史上初となるMVPと新人王のダブル受賞も果たした。ゴールデングラブ賞も球団史上最多の5人が受賞した。
CSファイナルステージも広島にアドバンテージを含む4勝0敗で勝ち上がり、2014年以来9年ぶりに日本シリーズに出場。パ・リーグ3連覇のオリックス・バファローズとの「関西ダービー」となった日本シリーズでは接戦が続き、第7戦までもつれ込んだが、11月5日の京セラドームでの第7戦に7対1で勝利し、4勝3敗で1985年以来38年ぶり2度目の日本一になった。なお、外国人選手を含め、支配下登録されている選手が全員平成生まれの球団としては初めてのことである。
2024年
球団史上初のセ・リーグ連覇を目指したシーズンで、ファンやマスコミでは前年のスローガン「ARE」（=アレ）をもじった言葉として佐藤輝明が発言した「アレンパ」がシーズン前から多く用いられた。
開幕カードは巨人に負け越すものの、投手陣の活躍もあり4月を首位で終える。しかし、前半戦は打線全体が不振に苦しみ、開幕戦の3〜5番である森下、大山、佐藤の全員が二軍降格を経験、6月には4位まで転落する。それでもオールスター後からは中軸3人を中心に打線も復調。首位広島以下、巨人、DeNAと4チームが僅差にひしめく混戦の中、9月に入ると、広島、巨人を追い上げ、初めて貯金を2桁に乗せる。9月13日には急失速した広島と入れ替わって2位に浮上すると、9月3日から21日まで12勝3敗として、巨人にも2ゲーム差に迫る。9月22日、23日の巨人との最後の直接対決2連戦では22日の初戦に勝利して1ゲーム差とさらに接近したものの、翌23日に敗れて並ぶチャンスを逃し、その後も追いつけないまま28日のヤクルト戦に敗れたことで、リーグ連覇の可能性が消滅した。最終的には2位となり6年連続Aクラスは確保したが、CSでは3位DeNAに2連敗を喫してファーストステージ敗退となった。監督の岡田は2年契約の満了と体調を考慮して退任。後任の監督には藤川球児が就任した。

##### 藤川監督時代
2025年
新たに5人（育成2人を含む）の外国人選手を獲得し、球団史上最多となる外国人選手9人体制（うち育成4人）となった。1月18日にはMLB挑戦を目指してポスティングシステムを申請していた青柳晃洋がフィラデルフィア・フィリーズとマイナー契約を結んだ。交渉期限終了直前での契約だった。
開幕前の3月に「MLB東京シリーズ2025」プレシーズンゲームで13年ぶりにMLB球団と対戦。非公式戦ながら15日にシカゴ・カブス、16日には前年ワールドシリーズ優勝のロサンゼルス・ドジャースに勝利した。

## 永久欠番
永久欠番は以下の3つとなる。実績・功績はそれぞれの項目を参照のこと。
- 10：藤村富美男（1959年より）
- 11：村山実（1973年より）
- 23：吉田義男（1987年より）

## 歴代監督
※太字はリーグ優勝、◎は日本一
1. 1936年春 - 1936年夏：森茂雄
2. 1936年秋 - 1939年：石本秀一◎
3. 1940年 - 1941年：松木謙治郎（第1次）[※ 1]
4. 1942年 - 1944年：若林忠志◎（第1次）
5. 1946年：藤村富美男（第1次）[※ 2]
6. 1947年 - 1949年：若林忠志◎（第2次）
7. 1950年 - 1954年：松木謙治郎（第2次）
8. 1955年：岸一郎[※ 3]
9. 1956年 - 1957年：藤村富美男（第2次）
10. 1958年 - 1959年：田中義雄
11. 1960年 - 1961年：金田正泰（第1次）[※ 4][※ 5]
12. 1962年 - 1965年：藤本定義（第1次）
13. 1966年：杉下茂[※ 6]
14. 1967年 - 1968年：藤本定義（第2次）
15. 1969年：後藤次男（第1次）
16. 1970年 - 1972年：村山実（第1次）[※ 7]
17. 1973年 - 1974年：金田正泰（第2次）
18. 1975年 - 1977年：吉田義男（第1次）
19. 1978年：後藤次男（第2次）
20. 1979年 - 1980年：ドン・ブレイザー[※ 8]
21. 1981年：中西太
22. 1982年 - 1984年：安藤統男[※ 9]
23. 1985年 - 1987年：吉田義男（第2次）◎
24. 1988年 - 1989年：村山実（第2次）
25. 1990年 - 1995年：中村勝広[※ 10]
26. 1996年：藤田平[※ 11]
27. 1997年 - 1998年：吉田義男（第3次）
28. 1999年 - 2001年：野村克也
29. 2002年 - 2003年：星野仙一
30. 2004年 - 2008年：岡田彰布 （第1次）
31. 2009年 - 2011年：真弓明信
32. 2012年 - 2015年：和田豊
33. 2016年 - 2018年：金本知憲
34. 2019年 - 2022年：矢野燿大
35. 2023年 - 2024年：岡田彰布 （第2次）◎
36. 2025年 - ：藤川球児

1. ↑  ここから阪神軍
2. ↑  ここから大阪タイガース（第2次）
3. ↑  1955年は5月19日まで指揮。残り試合は藤村富美男が代行。
4. ↑  ここから阪神タイガース
5. ↑  1961年は6月4日まで指揮。残り試合は藤本定義が代行。
6. ↑  1966年は8月11日まで指揮。残り試合は藤本定義が代行。
7. ↑  1972年は4月19日まで指揮。残り試合は金田正泰が代行。
8. ↑  1980年は5月14日まで指揮。残り試合は中西太が代行。
9. ↑  1984年6月13日 - 6月15日は佐藤孝夫が監督代行。
10. ↑  1995年は7月23日まで指揮。残り試合は藤田平が代行。
11. ↑  1996年は9月11日まで指揮。残り試合は柴田猛が代行。

## チーム成績・記録
- リーグ優勝 10回

1950年以降の順位の変遷。赤い丸は日本一を示す。

  - 1リーグ時代 4回（1937年秋、1938年春、1944年、1947年）
  - 2リーグ制後 6回（1962年、1964年、1985年、2003年、2005年、2023年）
- 日本一 2回

（1985年、2023年）
- クライマックスシリーズ優勝 2回

（2014年、2023年）
- 年間王者 2回

（1937年 - 1938年）
- Aクラス 58回
  - 1リーグ時代 13回（1936年秋 - 1940年、1942年 - 1948年）
  - 2リーグ制後 45回（1950年 - 1960年、1962年 - 1970年、1972年 - 1973年、1975年 - 1976年、1981年 - 1982年、1985年 - 1986年、1992年、2003年、2005年 - 2008年、2010年、2013年 - 2015年、2017年、2019年 - 2024年）
- Bクラス 32回
  - 1リーグ時代 2回（1941年、1949年）
  - 2リーグ制後 30回（1961年、1971年、1974年、1977年 - 1980年、1983年 - 1984年、1987年 - 1991年、1993年 - 2002年、2004年、2009年、2011年 - 2012年、2016年、2018年）
- 連続Aクラス入り最長記録 11年（1950年 - 1960年）
- 連続Bクラス最長記録 10年（1993年 - 2002年）
- 最多勝利 87勝（2003年、2005年）
- 最多敗戦 84敗（1995年）
- 最多引分 13分（1976年）
- 最高勝率 .829（1938年春）
- 最低勝率 .331（1987年）
- 最多連勝 14連勝（1937年秋、1946年）
- 最多連敗 12連敗（1998年、1999年）
- 最小ゲーム差 0.0ゲーム（2021年）
- 最大ゲーム差 37.5ゲーム（1987年）

### その他の記録
- シーズン最多安打 1458安打（2010年） - セ・リーグ記録
- シーズン最多本塁打 219本（1985年）
- シーズン最少本塁打 1本（1944年）
- シーズン最多奪三振 1208奪三振（2005年） - セ・リーグ記録
- シーズン最多完封負け 26回（2022年）
- シーズン最高打率 .345（1936年夏）
- シーズン最低打率 .197（1941年）
- シーズン最高防御率 1.53（1944年）
- シーズン最低防御率 4.79（1978年）
- シーズン連続2ケタ安打 10試合（2008年）
- シーズン連続イニング安打 27（2014年） - 日本プロ野球記録
- シーズン連続完封試合 4試合（2013年）
- シーズン連続イニング無失点 52（1942年）   - 日本プロ野球記録[注釈 20]
- シーズン連続試合無本塁打 15試合（2012年）
- ゲーム最多得点 22得点（2010年8月25日対広島東洋カープ）
- 開幕連敗 9連敗（2022年）- セ・リーグ記録
- 2リーグ制になってセ初の10000試合に達した（2024.5.23広島戦）

### ノーヒットノーラン達成投手
- 阪神ではこれまでに球団史上9人の投手がノーヒットノーランを達成している。

| 年月日        | 投手名           | スコア | 対戦相手         | 野球場 |
| ------------- | ---------------- | ------ | ---------------- | ------ |
| 1940年8月3日  | 三輪八郎         | 1-0    | 東京巨人軍       | 大連   |
| 1946年6月16日 | 呉昌征           | 11-0   | セネタース       | 西宮   |
| 1948年8月24日 | 梶岡忠義         | 3-0    | 南海ホークス     | 神宮   |
| 1952年5月7日  | 真田重男         | 12-0   | 広島カープ       | 甲子園 |
| 1965年6月28日 | ジーン・バッキー | 7-0    | 読売ジャイアンツ | 甲子園 |
| 1973年8月30日 | 江夏豊           | 1-0    | 中日ドラゴンズ   | 甲子園 |
| 1992年6月14日 | 湯舟敏郎         | 6-0    | 広島東洋カープ   | 甲子園 |
| 1998年5月26日 | 川尻哲郎         | 2-0    | 中日ドラゴンズ   | 倉敷   |
| 2004年10月4日 | 井川慶           | 1-0    | 広島東洋カープ   | 広島   |

特に江夏のケースは、延長11回裏に自らサヨナラ本塁打を放ってノーヒットノーランを達成するという名勝負となり、延長戦でのノーヒットノーラン達成はこれが日本プロ野球で史上唯一の記録である。なお、完全試合達成者は球団創立から現在に至るまで一切ない。ただし参考記録として準完全試合の記録がある。田宮謙次郎が1950年3月16日に国鉄スワローズ戦で9回2死までを完全（田宮はこの試合が投手としての最後の勝利）小山正明が1956年6月6日に大洋ホエールズ戦で先頭打者に安打を許しその後の打者を完全に抑えた試合であった。

## 沢村栄治賞受賞者
1947年に沢村栄治賞が制定後、阪神では合計6人が受賞。中でも村山実が史上3人目の3回受賞し、プロ野球最多タイ記録となっている。阪神の投手で複数回受賞しているのも村山のみである（他球団での受賞も合わせると小林繁が巨人時代に1回、阪神時代に1回で複数回受賞を達成している）。また、ジーン・バッキーが外国人投手として史上初の受賞をしている。歴代の阪神選手の受賞者で生え抜き選手では無いのは小林のみである。
- 村山実：3回（1959年、1965年、1966年）※最多タイ記録
- 小山正明：1回（1962年）
- ジーン・バッキー：1回（1964年）
- 江夏豊：1回（1968年）
- 小林繁：1回（1979年）※1977年の巨人時代も含めると2回。
- 井川慶：1回（2003年）

## 三冠王（投手・打者）

### 投手三冠王
2024年シーズン終了時点で達成者はいない。

### 打者三冠王
阪神での三冠王の達成者は1人。ランディ・バースが外国人打者として史上2人目の三冠王および外国人打者史上唯一の複数回達成している。
- ランディ・バース ：2回（1985年、1986年）

## 最優秀選手受賞者（複数回）

### 投手の複数回受賞者
阪神の投手で最優秀選手を複数回受賞しているのは1人。また、若林忠志は日本人投手史上初の複数回受賞者でもある。
- 若林忠志 ：2回（1944年、1947年）

### 打者の複数回受賞者
2024年シーズン終了時点で複数回受賞の達成者はいない。

## 試合開催地・活動拠点

### 本拠地
- 1936年 - 現在：阪神甲子園球場（1964年2月までの名称は甲子園球場）

球団設立当初から、親会社が所有する阪神甲子園球場を使用しており、現在の日本プロ野球で本拠地となっている球場の中では最古である（ただし、アメリカ軍に接収されていた1946年のみ使えなかった）。1948年のフランチャイズ制仮導入以来一貫して専用球場としており、専用球場を変更していないのは、阪神のほかには2005年から新規参入した東北楽天ゴールデンイーグルスだけである。なお、フランチャイズ制仮導入まではホームゲームを本拠地で行う習慣はなく、阪神甲子園球場以外に後楽園球場・阪急西宮スタジアムなどの中から日程上都合のいい球場を選んで開催していた。
阪神甲子園球場は元々高校野球開催のため、またそれ以外にも多目的にスポーツ行事で使用されることを前提に造られた球場であるため、選抜高等学校野球大会と全国高等学校野球選手権大会の日程が最優先される。特に後者の大会の開催期間は2週間以上にわたるため、この時期の1ヶ月程度にも及ぶ長期遠征を「死のロード」と呼ぶようになった。ただし、昔と比べて交通機関の発達で移動時間が短くなったことや宿泊施設のグレードが上がったこと、特に1990年代以降は長期遠征中でも比較的甲子園に近く、かつ空調完備の大阪ドームでも試合が組まれているため、それも死語になりつつある。ただ、大阪ドームはオリックス・バファローズの本拠地でもあるためオリックスに優先権があり、セ・パ両リーグ同時開幕を原則としている現状では、Aクラスを確保してもオリックスも同じく本拠地開幕権を有している年度では阪神が本拠地開幕権を放棄してビジターで開幕を迎えるというケースも度々発生している（詳細は後述）。
二軍の本拠地は、1950年代は神戸市民運動場野球場（神戸市）を、1979年から1994年は阪神浜田球場（尼崎市）を、1995年から2024年は阪神鳴尾浜球場を使用していたが、2025年からは日鉄鋼板SGLスタジアム尼崎（尼崎市）を使用している。12球団の中でも一軍の本拠地と二軍の本拠地に於ける間の距離は埼玉西武ライオンズに次いで近い。
実数発表となった2005年以降、2010年までは2008年を除き毎年公式戦での年間観客動員数は300万人以上を動員し続けてきたが、2011年以降は300万人に達しておらず、概ね260万 - 280万人台で推移した。ただ、2017年は最終的に2位となるなど好調な成績であったため、10月10日の公式戦最終戦で3万人の観客を集めて7年ぶりに年間観客動員数が300万人を超えた。現在は、甲子園でもグループ席の設置や座席間隔を広げるなどしたため座席数を以前と比べて大きく減らしたこともあって300万人を超えることはなくなったが、それでも38年ぶりの日本一を達成した2023年は主催71試合で291万5528人（1試合平均41,064人）を動員し、さらに2024年は7月末の対巨人3連戦で通常より観客を多く入れたことで主催72試合で2019年以来となる年間観客動員数300万人（計3,009,693人）を達成した。近年は観客動員数は12球団トップを続けている。

### 地方開催
近畿地方を中心に、西日本で開催されることが特徴である。
年間試合数が144試合制であった2014年までのうち、2013年までは主催試合72試合のうち本拠地の阪神甲子園球場で60試合・事実上の準本拠地である大阪ドーム（京セラドーム大阪）を含む地方開催で12試合が組まれていた。なお、阪神としては大阪ドームは地方球場の扱いとなっている。この地方開催の内訳については、例年大阪ドームでの3カード・8 - 9試合と、倉敷マスカットスタジアム（それ以前は岡山県野球場）での1試合の計9 - 10試合が必ず開催されてきたが、新型コロナウイルス感染症蔓延の影響もあり、倉敷マスカットスタジアムでは2020年から2022年まで組まれなかった（2023年より再開）。他に、かつてはほっともっとフィールド神戸を含むそれ以外の地方球場でも毎年2 - 3試合が開催されていたが、2014年は大阪ドームでの3カード・9試合と倉敷マスカットスタジアム1試合の計10試合のみとなり、2019年までこれが続いた。他球団が地方開催を減らす中で、年間試合数が143試合制となった2015年以降も2014年と同様、主催71ないし72試合のうち地方開催を9ないし10試合行っており、現状では試合数ベースでは阪神がセ・リーグで最も地方開催を行っている。但し、その内訳はほぼ大阪ドームのみであるため、開催する球場数ベースで言えば巨人が最も多い。
大阪ドームについては1997年の開場以来使用しているが、2005年 - 2007年の3年間は兵庫県のオリックスが大阪府の大阪近鉄を吸収合併したことによる暫定処置で兵庫県・大阪府のダブルフランチャイズとなったため、大阪ドームを準本拠地として使うことが認められていた。現在は甲子園での春・夏の高校野球の開催期間中における、開幕カードあるいはその直後の1カード・3試合と、夏季の長期ロード中に当たる8月の2カード・5 - 6試合の計8 - 9試合の開催が基本である。原則ナイターで行われるが、週末の開催であればデーゲームとすることもある。夏季の長期ロード中は、基本的にビジターで2 - 3カードこなしてから大阪ドームで1カード、そして再びビジターで1 - 2カードをこなしてから大阪ドームで1カード、というパターンのほかに、年度によっては旧盆（8月15日前後）の1週間に大阪ドームで2カード・5 - 6試合を連続して開催する場合もある。なお、2009年はこれら以外に梅雨時の6月16日・17日にも交流戦2試合を開催した。2011年は東日本大震災による日程延期によって当初予定されていた4月上旬の大阪ドームでの対中日3連戦と甲子園での対ヤクルト3連戦が開催できなかったため、その日程の補填として10月に対ヤクルト3連戦が大阪ドームで行われた。
ほっともっとフィールド神戸では後述する夏の長期ロードの時に開催していた時期もあったが、当時オリックスがフランチャイズとしていた関係もあって1994年を最後に暫く途絶えた。その後は地元自治体からの要望もあり、オープン戦ながら2007年に開催が復活し、以降公式戦では2008年には雨天中止による代替試合1試合（甲子園が改修工事で使用不可のため）を、2010年には2試合を、2012年には1試合をそれぞれ開催した。ただ、2013年以降は開催がなく、同球場からは再び撤退している。なお、現在は二軍が公式戦を8月に1カード開催しており、「花火ナイター」として甲子園球場では行うことができない試合中の花火の打ち上げを行っている。
2007年より3期に渡って行われた10月以降の甲子園の改修工事の影響から、2008年には雨天中止分の1試合がスカイマークスタジアムで、クライマックスシリーズ第1ステージが大阪ドームで開催されている。
かつては京都市西京極総合運動公園野球場でも毎年1 - 6試合を行っていたが、2005年の対西武ライオンズ戦を最後に主催試合はない。それ以外では、1999年には香川県営野球場で、2005年・2006年・2012年にはそれぞれ2試合ずつを松山坊っちゃんスタジアムで行った。2013年は沖縄セルラースタジアム那覇にて初めて公式戦2試合を開催した。この他、2014年にはアメリカで公式戦を開催する計画があったものの、その後断念した。
夏の高校野球の開催期間中で甲子園が使えない期間の主催球場は、1997年より大阪ドームを使っているが、それ以前は京都市西京極総合運動公園野球場（1965年 - 1979年）、岡山県野球場（1973年 - 1979年）、平和台野球場（1980年 - 1988年）、グリーンスタジアム神戸（1988年 - 1994年）、阪急西宮スタジアム（1991年 - 1996年）を使っていた。特に、昭和末期である1980年から1987年までは、甲子園が高校野球で使用できない期間、関西地方ではほかの球団（阪急=西宮球場、南海=大阪球場、近鉄=日生球場・藤井寺球場）の本拠地はその球団の試合に日程が抑えられており使用許可が下りなかったのと、それ以外の球場もナイター設備や収容人員など施設スペックの問題で開催することが事実上難しかったため、この間2試合を平和台球場で主催しながら、ほぼ3週間関西を離れざるを得なくなる「死のロード」という状態になっていた。それ以前では、甲子園にナイター設備が導入されるまでの1953年 - 1955年には大阪スタヂアム（大阪球場）でナイターを行うことがあった。その他、岩手県営野球場、郡山市営開成山野球場、県営宮城球場、藤崎台県営野球場（いずれも1975年）でも試合を行っている。

### 主催ゲームの開幕戦
前述のように甲子園での選抜高等学校野球大会の開催のため、阪神は前々年（要するに2年前。ただし2021年と2022年は前々々年、2001年以前は前年）にAクラスに入って本拠地開幕権を得ても甲子園で開幕戦を迎えられないケースが多い。選抜高等学校野球大会は毎年3月下旬から4月上旬まで甲子園で行われるが、甲子園では高校野球の開催が優先されるため、セ・リーグの開幕がこの時期に被ると甲子園でのプロ野球開催が不可能になってしまう。これにより阪神は21世紀になってからは通常の公式戦日程で本拠地での公式戦開幕を12球団では唯一行っていない。
選抜開幕前に開幕戦を甲子園で行った年は1956年、1964年の2回であり、逆に選抜終了後に開幕戦を甲子園で行った年は1952年、1959年、1961年、1963年、1969年、1973年、1983年、1987年、1993年、2011年の10回である。このうち、2011年は当初日程であれば明治神宮野球場での対ヤクルト戦だったが、東日本大震災の影響で開幕日が4月12日に順延されたことから、甲子園での対広島戦が開幕戦となった。
かつては選抜開幕前もしくは終了後に甲子園で開幕戦が設定されたケースもあったが、2007年のクライマックスシリーズ導入後は日程面から開幕は例年3月下旬となっており選抜終了後に開幕する日程は設定されておらず、今後も選抜終了後に設定される可能性は少ない。なお、当年の開幕権を持ちながら甲子園で開催できない場合の対処として、以下の4つのパターンがあった（フランチャイズ制が確立し、現行の6球団制となった1953年以降。大阪ドームでの開幕は除く）。
1. 前々年（2021年と2022年は前々々年、2001年以前は前年）Bクラス球団の本拠地で開幕を迎える
  - 1953年：後楽園球場（国鉄スワローズの本拠地）
  - 1955年・1958年：川崎球場（大洋ホエールズの本拠地）
  - 1960年：広島市民球場（広島東洋カープの本拠地）
  - 1977年：明治神宮野球場（ヤクルトスワローズの本拠地）
  - 1982年・1986年：横浜スタジアム（横浜大洋ホエールズの本拠地）
  - 2017年：MAZDA Zoom-Zoom スタジアム広島（広島東洋カープの本拠地）
  - 2024年：東京ドーム（読売ジャイアンツの本拠地）
2. 前年ないし前々年Aクラス球団の本拠地で開幕を迎える
  - 1957年：中日球場（中日ドラゴンズの本拠地）
  - 1976年：広島市民球場（広島東洋カープの本拠地）
  - 2025年：MAZDA Zoom-Zoom スタジアム広島（広島東洋カープの本拠地）
3. 地方球場での主催ゲームで開幕を迎える
  - 1968年・1974年：岡山県営球場（1968年は対広島東洋カープ戦、1974年は対大洋ホエールズ戦）
4. 地方球場でのビジターゲームで開幕を迎える
  - 1954年：中津市営球場（中津市。大洋松竹ロビンス主催で、当時の大洋松竹ロビンスは大阪スタヂアムが本拠地であった）

大阪ドームの完成後は、大阪ドームを本拠地とするパシフィック・リーグ球団が当年の本拠地開幕権を持っていなければ、地元開幕を大阪ドームで迎えられるようになった。大阪ドームでの主催ゲームで開幕を迎えたのは、以下の年次が該当する。
- 2005年・2009年・2019年・2022年：対ヤクルトスワローズ戦（2005年）／東京ヤクルトスワローズ戦（2009年・2019年・2022年）
- 2007年：対広島東洋カープ戦
- 2008年・2010年・2012年・2023年：対横浜ベイスターズ戦（2008年・2010年）／横浜DeNAベイスターズ戦（2012年・2023年）
- 2015年・2016年：対中日ドラゴンズ戦

2010年、2017年、2024年、2025年は大阪ドームを本拠地とするオリックスも当年の開幕権を持っていたため、セ・パ両リーグで折衝した結果、2010年はパ・リーグが変則日程とし、2017年・2024年・2025年は阪神が開幕権を返上することで決着した。
プロ野球の試合数については2000年以後140試合以上と増えたこと、また選抜大会も1997年に雨天中止が頻発したことなどから、プロ野球の日程に支障をきたすこともあるため、現在は何れも開幕時期を大幅に繰り上げている（選抜は3月20日か21日となる春分の日の前後、プロ野球は3月最終金曜日に制定されていることが多い。選抜は2003年以後現在の時期で開催）。そのため、現在では阪神が開幕戦主催権を獲得した場合は大阪ドームでの開催が常となっている。一方、開幕戦主催権を返上、または前々年（2021年と2022年は前々々年、2001年以前は前年）にBクラスにより逃した場合であっても、大阪ドーム完成後は開幕2カード目ないしは3カード目のいわゆる「ホーム開幕シリーズ」を同球場での開催に割り当てることが多い（大阪ドーム完成前までは、選抜の大会日程が終了するまでビジターでの遠征が続いていた）。

### 主なキャンプ地

#### 現在使用しているキャンプ地
- 宜野座村野球場（沖縄県）：一軍春季キャンプ
- うるま市具志川野球場（沖縄県）：二軍春季キャンプ（2023年以降）
- 安芸タイガース球場（安芸市営球場、高知県）：秋季キャンプ（過去には春季一軍・二軍キャンプも）

#### 過去に使用されていたキャンプ地
以下のほか、阪神甲子園球場、阪神鳴尾浜球場でもキャンプを行った。
- 浜の宮運動場（兵庫県加古川市）
- 鹿児島県立鴨池野球場（鹿児島県）
- 奈良春日野球場（現在の奈良公園）（奈良県）
- 徳島県営蔵本球場（徳島県）
- 高知市野球場（高知県）
- タイガータウン（アメリカ合衆国フロリダ州）
- テンピ（アメリカ合衆国アリゾナ州）
- マウイ島（アメリカ合衆国ハワイ州）
- 宮古島市下地野球場（沖縄県） - 一部の投手のみ
- 室戸広域公園野球場（高知県）

## チームの特徴

### 伝統
プロ野球最初の公式リーグ戦の1936年春から現在まで戦争による中断を除いた全公式シーズンに参加し、かつ創立当時から親会社が変わっていないのはタイガースのみである。同様の球団は他に読売ジャイアンツがあるが、アメリカ合衆国遠征のために1936年春のシーズンを欠場している。タイガースのように、非常に長い期間経営母体が変わらずに存続するプロ野球チームは世界的にも極めて少ない。また、ユニフォームや球団シンボル・ロゴなどのデザインについても球団創設時より大幅な変更が為されないまま現在に受け継がれている（デザインの項を参照）。
幾つかの特有の伝統行事も持つ。代表的なものとして、タイガースが全選手・監督・コーチをそろえて毎年キャンプイン前の1月に廣田神社（武運長久⇒優勝を祈願）に参拝する行事は、球団創立時からの伝統である。また、現在では開幕前の3月に西宮神社（商売繁盛⇒球団収益を祈願）に参拝することも伝統行事となっている。
また、1985年の日本一においては日本シリーズMVPを獲得したのはランディ・バースであり、セ・パ12球団では唯一日本人選手の日本シリーズMVP獲得者がいない球団でもあったが、2023年のMVPが近本光司になったため、この記録も途切れることになった。
なお、本塁打王も阪神からは1986年のバースを最後に出ておらず、2023年に千葉ロッテのグレゴリー・ポランコが本塁打王を獲得したことにより現存12球団でワースト、また2004年に消滅した大阪近鉄バファローズを含めた13球団でも唯一21世紀に本塁打王を輩出していない球団となっている。
1972年（昭和47年）3月12日にOB会が組織され、以降松木謙治郎、藤村富美男、梶岡忠義、田宮謙次郎、安藤統男、田淵幸一、川藤幸三、掛布雅之が歴代会長を務めている。

### 球団名称
大阪野球倶楽部創設の中心人物だった阪神電鉄取締役支配人の細野躋が社内から懸賞付きでチームの愛称を募集。その結果、1936年1月10日に「タイガース」と発表された。「タイガース」は応募中最多でもあったが、代表して運動課の松原三郎が金一封を受け取った。1935年のワールドシリーズ優勝チームであるデトロイト・タイガースを参考にしたとされているが、日本職業野球連盟関西支局長だった小島善平によると、1931年に竣工した大阪城天守閣の虎のレリーフに由来するとされている。
デトロイトと大阪市が工業都市つながりといった説も見られるが確証はない。都市のつながりで言えば、当時から第2の都市つながりだったシカゴと大阪市には先物取引や水運が発達した街という共通点もあり、1973年に姉妹都市提携を結んでいる。その後ロサンゼルスと横浜市にそれぞれ人口が抜かれて第3の都市になった点まで共通している。なお、1935年のワールドシリーズはデトロイト・タイガース（ア・リーグ）対シカゴ・カブス（ナ・リーグ）だった。
他にも、阪神電鉄初代社長の外山脩造の幼名「寅太」にあやかったとする説がある。
チーム愛称の「タイガース」は戦時中の英語の排斥により「阪神軍」と称していた期間を除き、一貫して使われてきた。因みに、「タイガーズ」との表記の方が「tigers」の本来の発音により近いが、この「タイガース」は日本語の固有名詞であるため「タイガーズ」とするのは誤りとなる。
「阪神」は、大阪市と神戸市を結ぶインターアーバンを営む親会社の略称であるとともに、両市および両市に挟まれた「阪神間」のダブル・ミーニングでもある。設立当初は、球団事務所を大阪市に置いたことから「大阪タイガース」という球団名であったが、球団事務所を阪神間に所在する甲子園球場内に移転したことに前後して1961年4月1日より「阪神タイガース」と改称した。ただし、改称以前から略称として「阪神」が、通称として「阪神タイガース」が使われていた他、1950年に創設した二軍チームが1954年の新日本リーグ加入に際してチーム名を独自に「阪神ジャガーズ（はんしんジャガーズ、Hanshin Jaguars）」としており、ウエスタン・リーグ加入後の1957年からは一軍に先んじて「阪神タイガース」を正式名称としていた。
略称について、英字での略称は「T」、漢字の場合は「神」が用いられる。本来の頭文字「阪」が用いられないのは、同じく頭文字が「阪」となる阪急ブレーブスとの重複を避けるためであったが（阪急は「急」としていた）、阪急が球団を手放し球団名を改めた後も慣例的に「神」が継続されている。

### 創設当時
虫明亜呂無はタイガース創設は中等野球の甲子園大会の影響があると論じ、「昭和の初めから甲子園の中等野球が阪神地帯を中心に盛んになっていったのは、山陽・四国・九州地方の出身者が、阪神地帯で商店の丁稚や中小工場の工員などで働いていたとき、たまたま8月のお盆休みに、甲子園球場に来て、故郷の学校の活躍を見て、激しい応援を送ったからである。自分と小学校で同窓だった者が、あるいは隣村の誰それが野球の選手として甲子園に来ているという親近感が甲子園の野球を支えた。甲子園の野球は望郷と流浪の野球に他ならない。『いつの日か 故郷に帰らん 流離の泪』が甲子園野球の花である。野球が故郷を離れた者同士を堅く連帯させた。観客の想いはひたすら故郷に向かった。こうした人たちの関心は、当然、中等野球出身選手を中心とした職業野球『阪神タイガース』に向けられた。この意味では、阪神が阪神地区の庶民に果たした役割は、戦前は圧倒的に六大学野球が人気の中心だった東京地区で巨人が果たした役割に比較すると雲泥の差があった」等と論じている。

### 関西代表球団への過程
阪神タイガースは、現在セ・リーグでは唯一近畿地方に本拠地をおく球団であり、関西圏において圧倒的な人気を誇る。スポーツ新聞各紙の関西版では専らタイガース関連の記事が1面を飾り、1面以外のページに至るまで大きく扱われることも多く、在阪局制作のテレビ・ラジオ番組では、情報番組内でのスポーツコーナーはタイガースについての情報が多くを占め、プロ野球中継でもタイガース応援色を打ち出している（ABCの「虎バン主義。」、MBSの「with Tigers」など）。1985年10月16日に関西テレビが中継した、阪神が21年ぶりの優勝を決めた対ヤクルトスワローズ戦（明治神宮野球場）は関西地区で視聴率56.7%を記録（ビデオリサーチ調べ）。これは関西地区におけるプロ野球中継の最高視聴率記録である。しかし、その人気は始めから不動のものという訳ではなかった。
群雄割拠の関西球団
かつての関西においては、南海ホークスもタイガースと同様に多くの人気を集める球団であった。特に1950年代前半頃、甲子園球場へのナイター設備の設置（1956年完了）が大阪スタヂアムより遅れたことで観客動員を減少させた阪神は、南海の観客動員を上回ることができず、ナイター設置後も1959年からは3年続けて南海を下回っていた。また、テレビ中継でも、南海ホークスは毎日放送、近鉄バファローズは朝日放送、阪急ブレーブスは関西テレビ放送などと、球団 - 放送局間で優先的な放送契約を結んでいたこともあり、タイガース以外の関西球団への注目度が比較的高い状況であった。
関西球団の中継数減少
しかし、1960年代中盤に差し掛かると読売ジャイアンツが黄金期を迎え、在京キー局との関係からも、他地方と同じく関西でも次第に巨人の試合の中継数が優位となっていった。特に、関西テレビは巨人中心の方針を強め、阪急が好調でも「阪急のカードを押し出すことは容易な業ではなかった」ことから、以前は年間約30試合ほどあった阪急戦の中継が1966年には8試合にまで減少。毎日放送でも、1960年代こそ南海戦の中継放送が事業として欠かせない存在だったが、1970年代には巨人戦の中継を確保することに必死となっていた。
阪神戦の「露出増加」から「一極集中化」
このように、関西でも巨人戦が中心的に中継されるようになったことで、同一リーグに所属するチームとして巨人と年間を通して対戦するタイガースのマスコミへの露出が他の関西球団と比して増加。さらに、時を同じくして神戸市を拠点とする放送局サンテレビが開局（1969年）、その直後から編成の目玉としてタイガース戦の完全中継枠『サンテレビボックス席』の放送を開始した。同局の視聴可能エリアは大阪府下の相当な地域を含む阪神地区全域を含んでおり、またその後関西圏の独立UHF各局へのネットも開始されたことで、関西全域において身近にタイガース戦をテレビ観戦できる環境が整った。
それに伴うタイガース人気向上に従って、元来阪神対巨人戦のみを放送していた上記の大手在阪テレビ局も積極的にタイガースを中心とした中継放送を増加させるようになり、関西でのプロ野球放送はタイガース戦への一極集中化が進むこととなった。

### 六甲おろし
球団歌の正式名称は「阪神タイガースの歌」であるが、歌詞の冒頭をとって「六甲おろし」の愛称で親しまれている。1936年に「大阪タイガースの歌」の表題で発表され、1961年の球団名変更とともに改題された。
1936年3月25日に甲子園ホテル（現・武庫川女子大学甲子園会館）で開催された球団結成披露宴で初披露された。現存するNPB12球団の球団歌においては最古の楽曲である。

## デザイン
タイガースは、デザインに関して歴史的に一貫したスタイルを持っている球団であり、球団旗に始まり各種ロゴやマーク、ユニフォームに至るまで、球団創設当初にデザインされた基本型を現在も守り続けている。プロスポーツチームがデザインについてこのような一貫性を保持していることは珍しく、特に日本球界ではタイガースのみである。これらのデザインを手掛けたのは当時阪神電気鉄道の宣伝課デザイン室に勤務していた企業内デザイナー・早川源一（1906年 - 1976年）。阪神球団には、本人の手によるものと思われるデザインの原画が数点残っている。

### ロゴ・マーク

#### ワードマーク
イタリック体を模した「Tigers」ロゴは、球団旗やホーム用ユニフォームの胸などに描かれており、1960年に書体の細部が調整されたのみで創設以来一貫して変更せずに使用されている。
この「Tigers」ロゴは、ローマン体を模した「HANSHIN」ロゴと合わせて使用されることも多い。1962年6月15日に商標登録されており、1982年にはさらに調整が加えられた上で登録されている。
また、英字ロゴの様式を踏襲した明朝体風の「阪神タイガース」ロゴも使用されており、これについても1983年に登録されている。

#### シンボルマーク

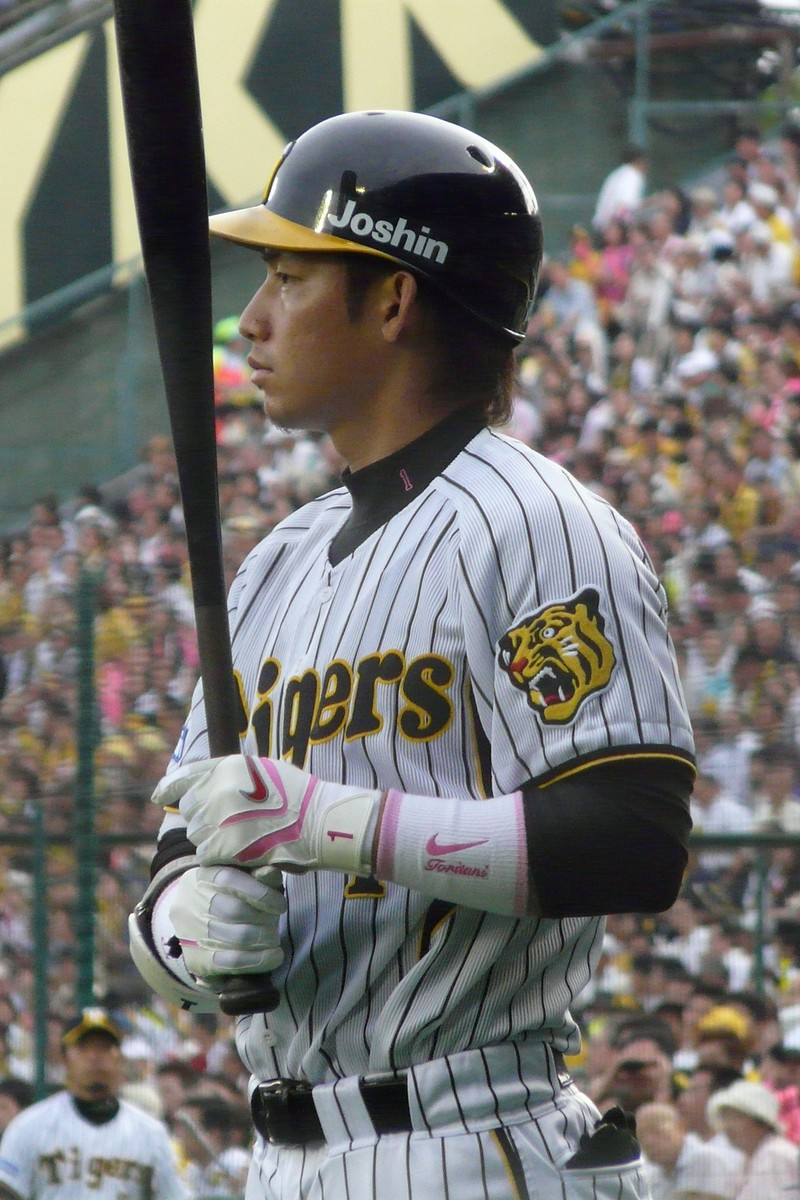
ユニフォームにあしらわれた逆向きの虎マーク（鳥谷敬、2008年）

シンボルマーク（ペットマーク）は、右を向いて咆哮する虎をやや下から見上げた構図で描いた似顔絵で、通称「虎マーク」と呼ばれる。球団創設時より変わらず使用されていることから、日本球界を代表するペットマークとされる。なお、ユニフォームの左袖にあしらわれている虎マークは顔が左向きとなっている。
チーム創設メンバー・若林忠志のマッキンレー・ハイスクールでの同窓生・保科進が同校のマスコットをもとに描いた原画が若林を通して早川に渡り、その後早川の手によって仕上げられマークが完成したとされる。具体的な誕生時期については詳細不明だが、1936年のシーズン前に公開された球団創設記念ポスターや、1936年3月25日の球団結成披露宴での球団歌披露に際して配布された歌詞カードに虎マークがデザインされていた。1970年代後半頃に目の形や毛並み表現など細部が整えられている。
これ以外にも、「Hanshin Tigers」の頭文字をとり「T」の縦棒と「H」の横棒が交差するように重ね合わせてデザインされた「HTマーク」も存在する。このマークは1961年の球団名改称に際して帽子マークとして取り入れられたものだが、その後シンボルマークや簡易的なエンブレムとしても使用されている。このマークについても、何度かに渡って細部が変更されている。なお、大阪タイガース時代の帽子マークは、「Osaka」の頭文字をベースに、商都大阪にちなんだ分銅のデザインだった。

#### エンブレム
1980年代前半頃から、虎マークが入った赤円を黒の輪で囲み、輪の上部にアーチ状で「HANSHIN」、下部に逆アーチ状で「Tigers」の白字ロゴを入れたマーク（通称・丸虎マーク）が使用されており、グッズや各メディアなど様々な場面においてエンブレム、プライマリーマークなどとして使われている。

### 球団旗
球団旗は、黒と黄の横ストライプ柄（上から、黒四本・黄3本を交互に構成）をベースに、左上角に虎マークが入った赤円、一番下の黄ラインの右寄部に黒字で「HANSHIN Tigers」のロゴがそれぞれ配されている。虎マークのデザイン、ロゴの有無など時期によって細部がわずかに異なるものの、虎マークに黒と黄の横ストライプ柄という基本デザインは球団創設時より一度も変更されていない。
細部の変更について
- デザインに対する版権が確立されていなかった関係で、初期には赤円がやや薄い色で描かれたり、1950年代から1960年代頃にかけては赤円が褐色に染められたものや、黒線で囲まれた黄円に正面向きの虎の絵が入ったマークの入ったデザインなども存在し、それらが選手名鑑やポスターなどに使用されることもあった。
- 1970年代後半頃 - ：虎マークの細部調整を反映し登録を行ったものを正式デザインとして採用[注釈 49][182]。
- 1984年10月 - ：「HANSHIN Tigers」のロゴが入った現在のデザインに変更[注釈 50][183]。

### ユニフォーム
タイガースのユニフォームは、球団創設当初から現在に至るまでピンストライプに左袖の虎マーク・「Tigers」ロゴというデザインパターンが採用されている。
ユニフォームの最大の特徴であるピンストライプは虎のイメージから「縦縞（タテジマ）」とも呼ばれる。メディアなどにおいて「縦縞に袖を通す（タイガースに入団することを意味する）」などといった慣用表現も見られるなど、「縦縞のユニフォーム」はタイガースの代名詞となっている。
創設当初は薄いグレー色のピンストライプであったが、マイナーチェンジを経て徐々に色は濃く、線も太いものとなり、現在では一般的なピンストライプとは一線を画す「縦縞」としてのデザインが確立されている。
プロ野球意匠学研究家の綱島理友によれば、縦縞を採用した理由に関する資料は見つかっておらず、チーム愛称のデトロイト・タイガース由来説に立脚したうえで、ユニフォームもデトロイト・タイガースを参考にしたのではないかと推察している。
現在のユニフォーム（2025年 - ）

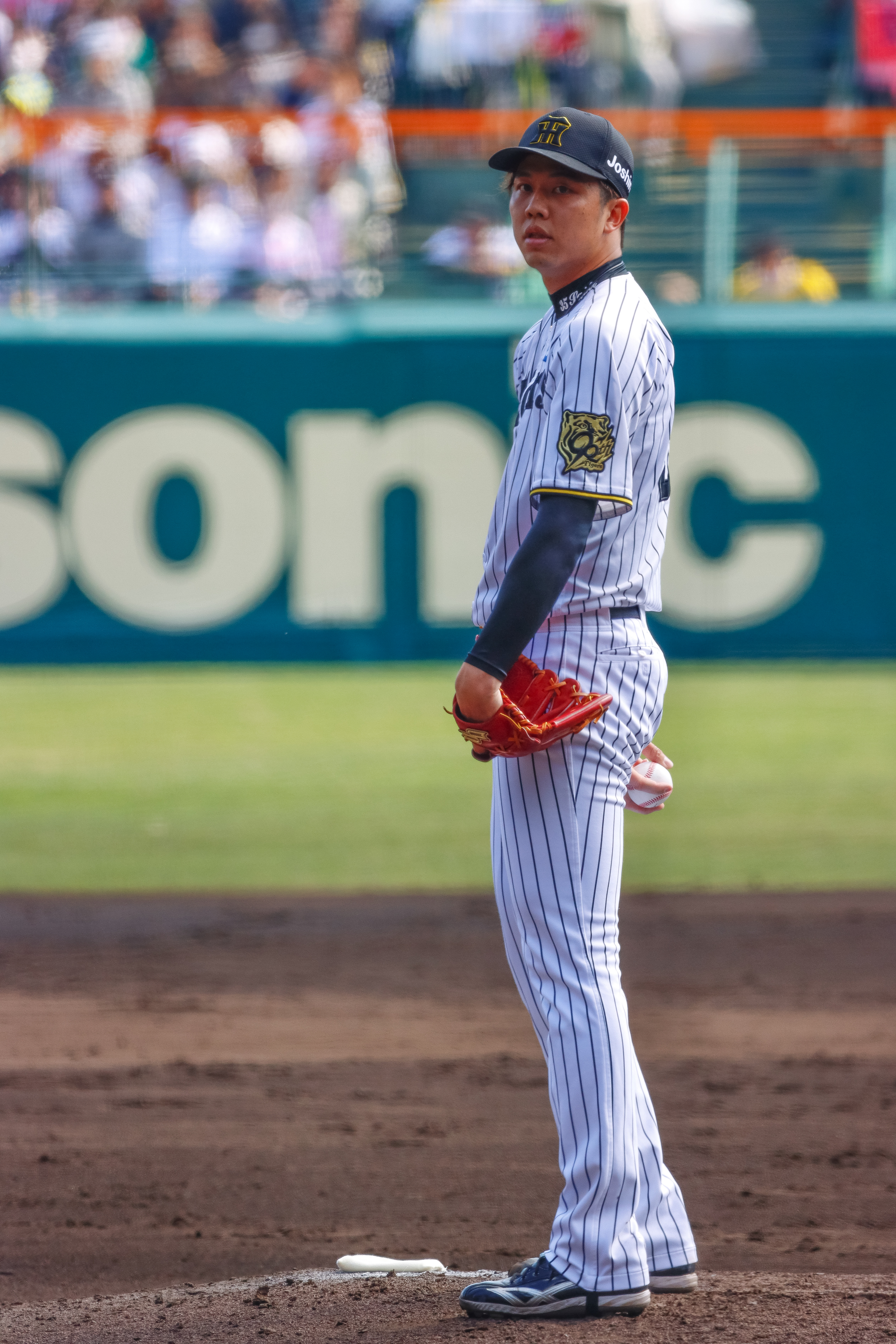
ホームユニフォーム 才木浩人

#### ユニフォームの変遷

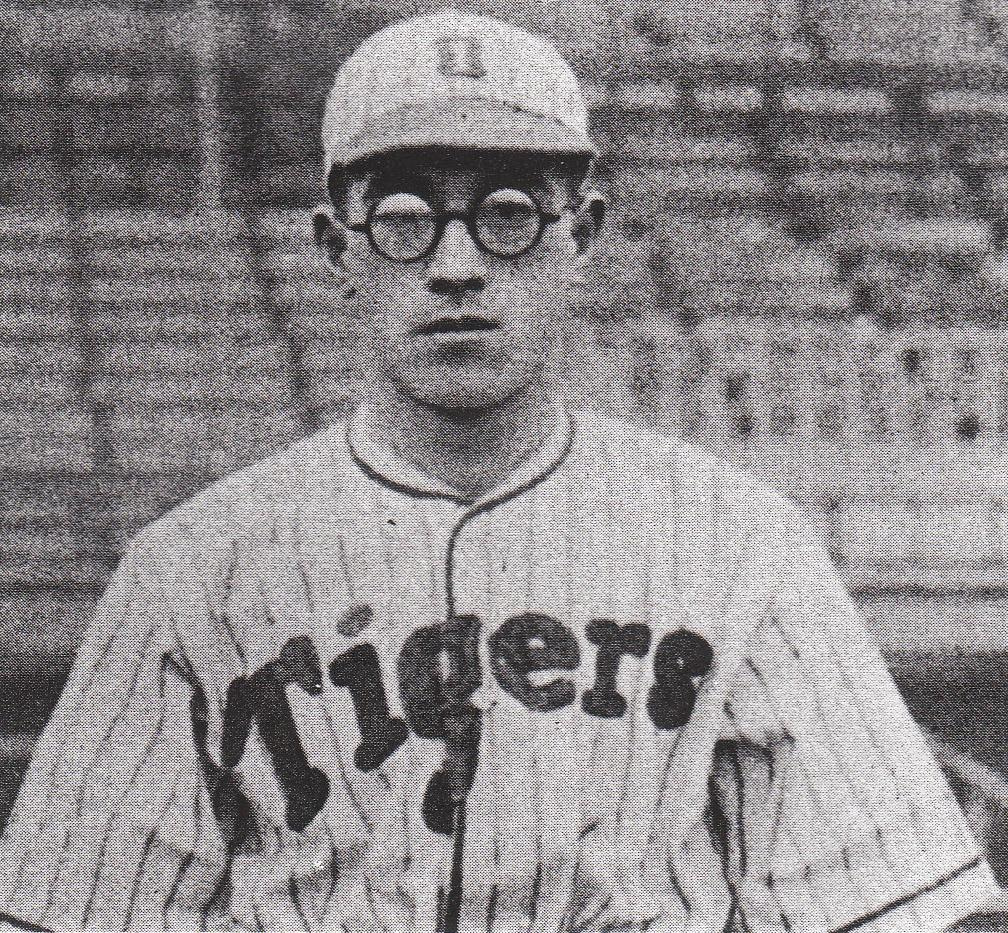
初代ユニフォーム 御園生崇男、1937年
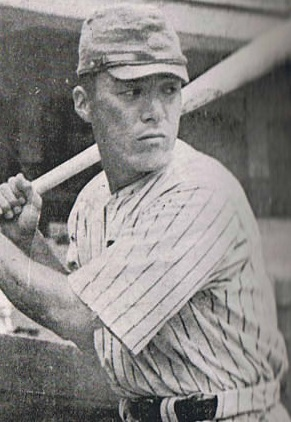
国防色ユニフォーム 景浦將、1943年

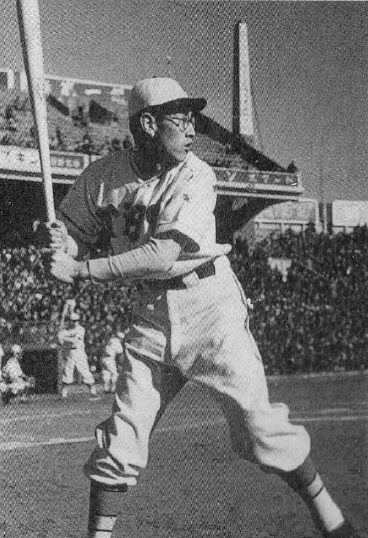
無地ユニフォーム 別当薫、1949年頃
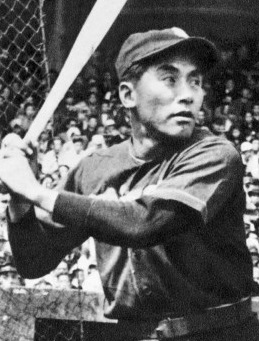
黒のユニフォーム 藤村富美男、1949年
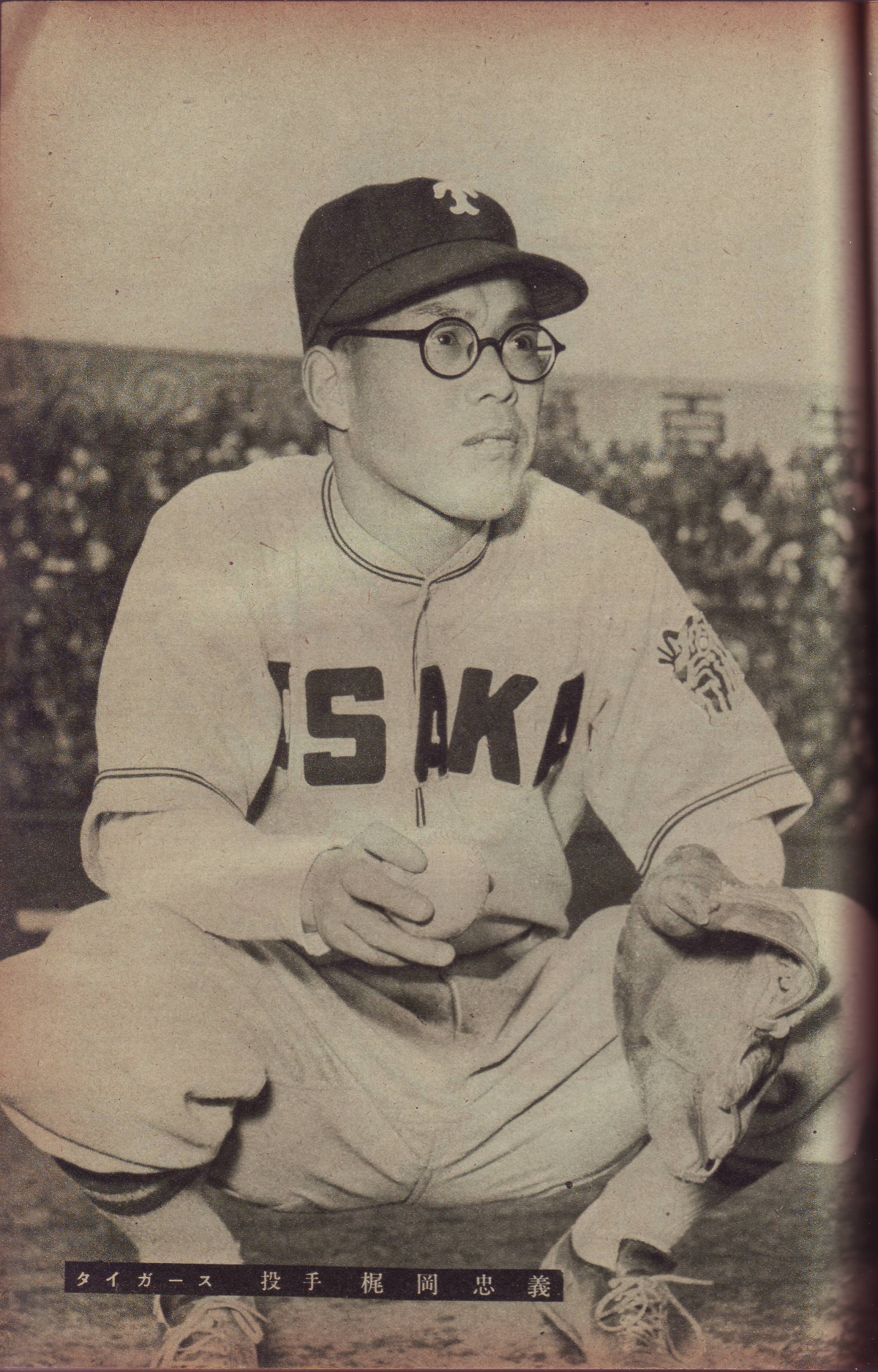
Tマーク帽子 梶岡忠義、1950年
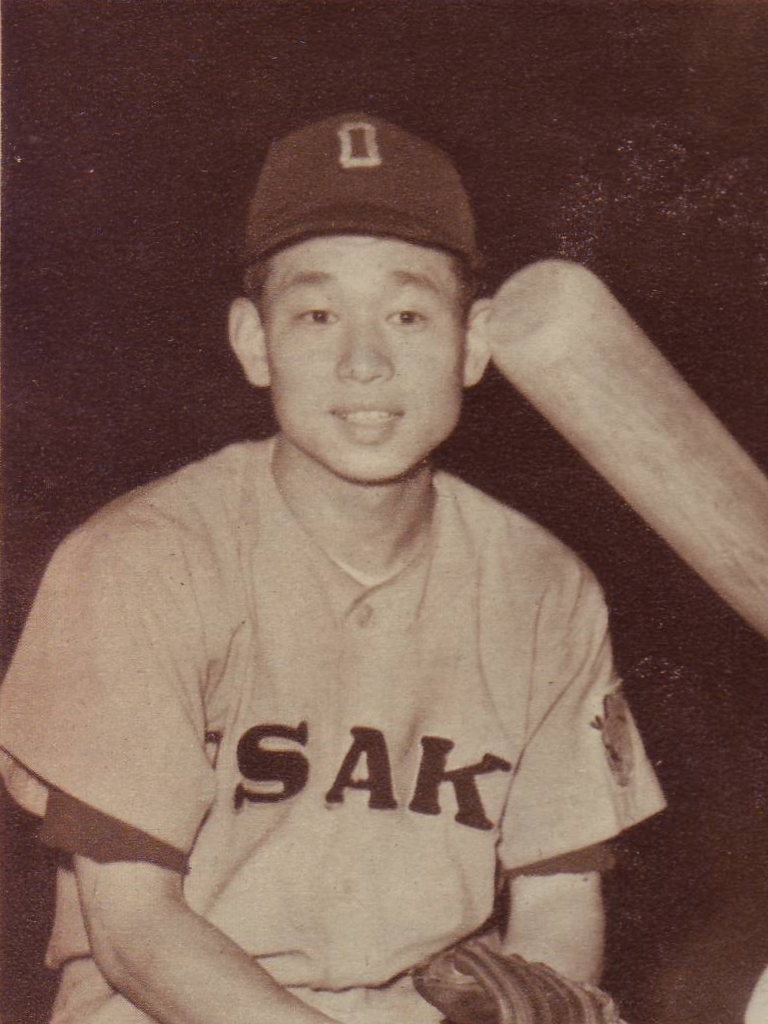
1954 - 57年〈V〉 吉田義男、1956年

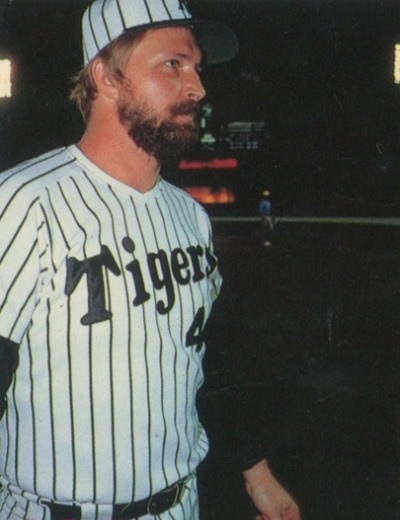
1982 - 87年〈H〉 バース
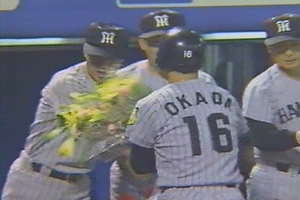
1988 - 90年〈V〉 岡田彰布、1990年

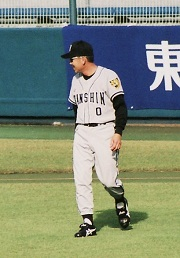
2001 - 06年〈V〉 中野佐資、2003年OB戦
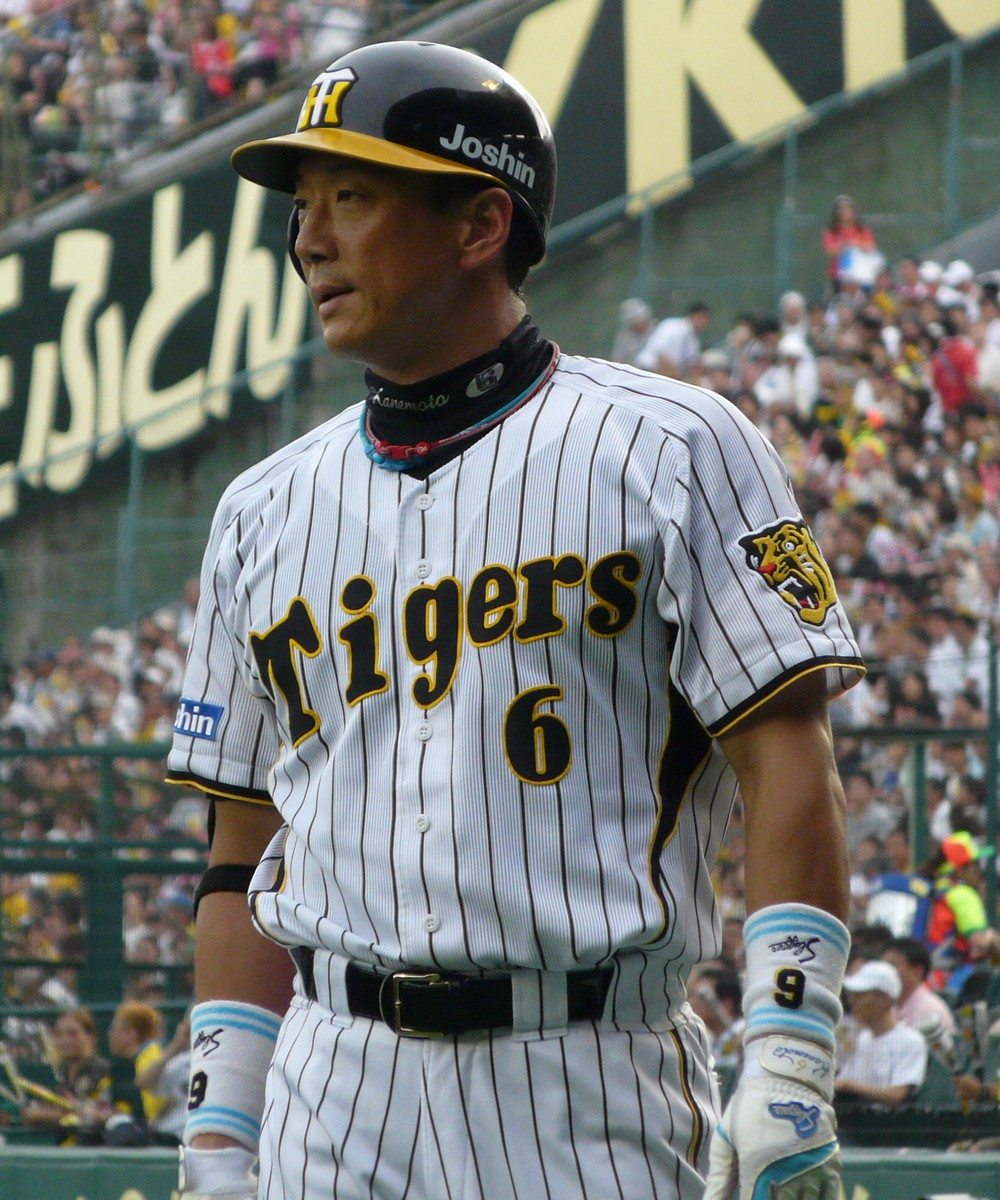
2007 - 11年〈H〉 金本知憲、2008年
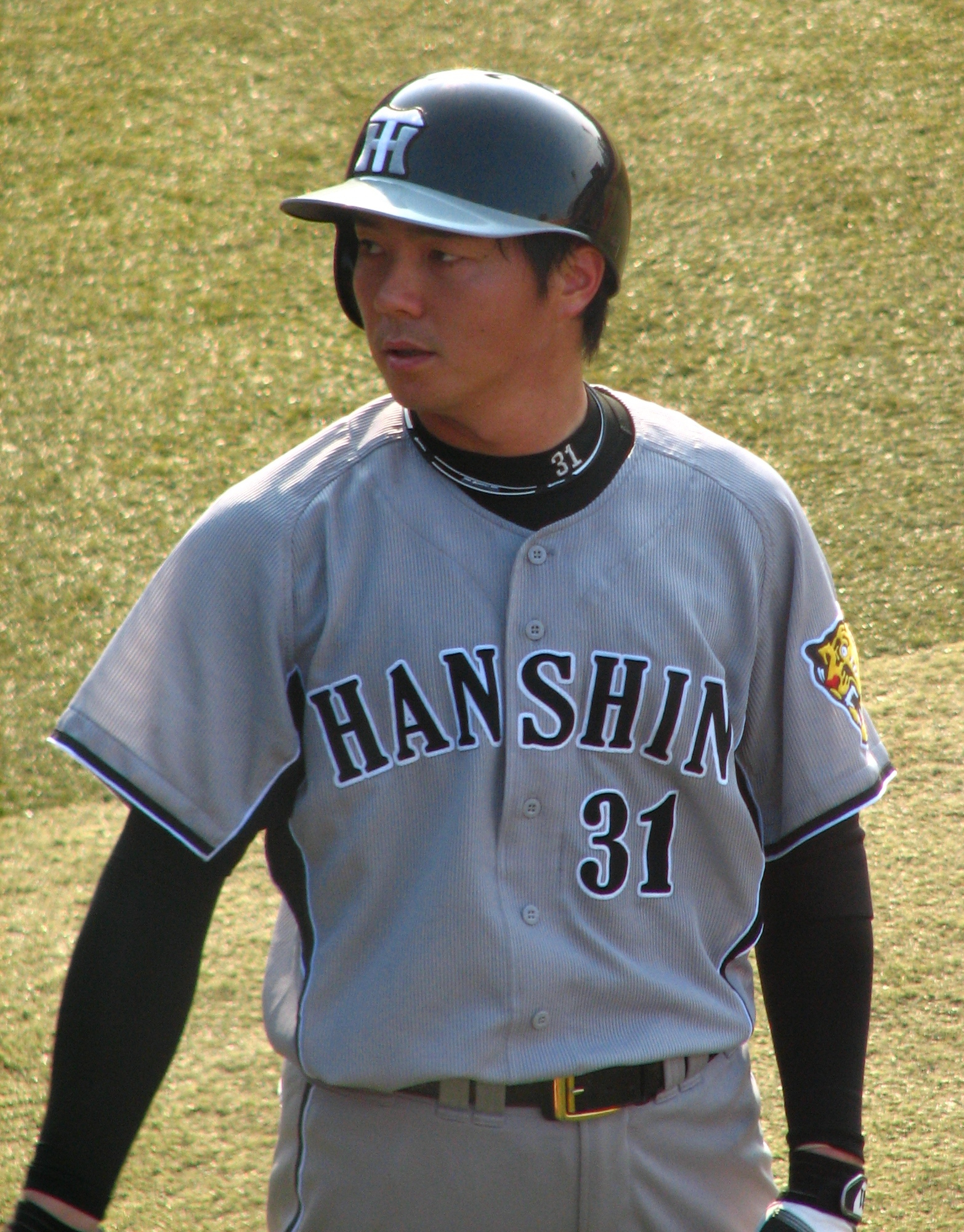
2008 - 09年〈V〉 林威助、2008年
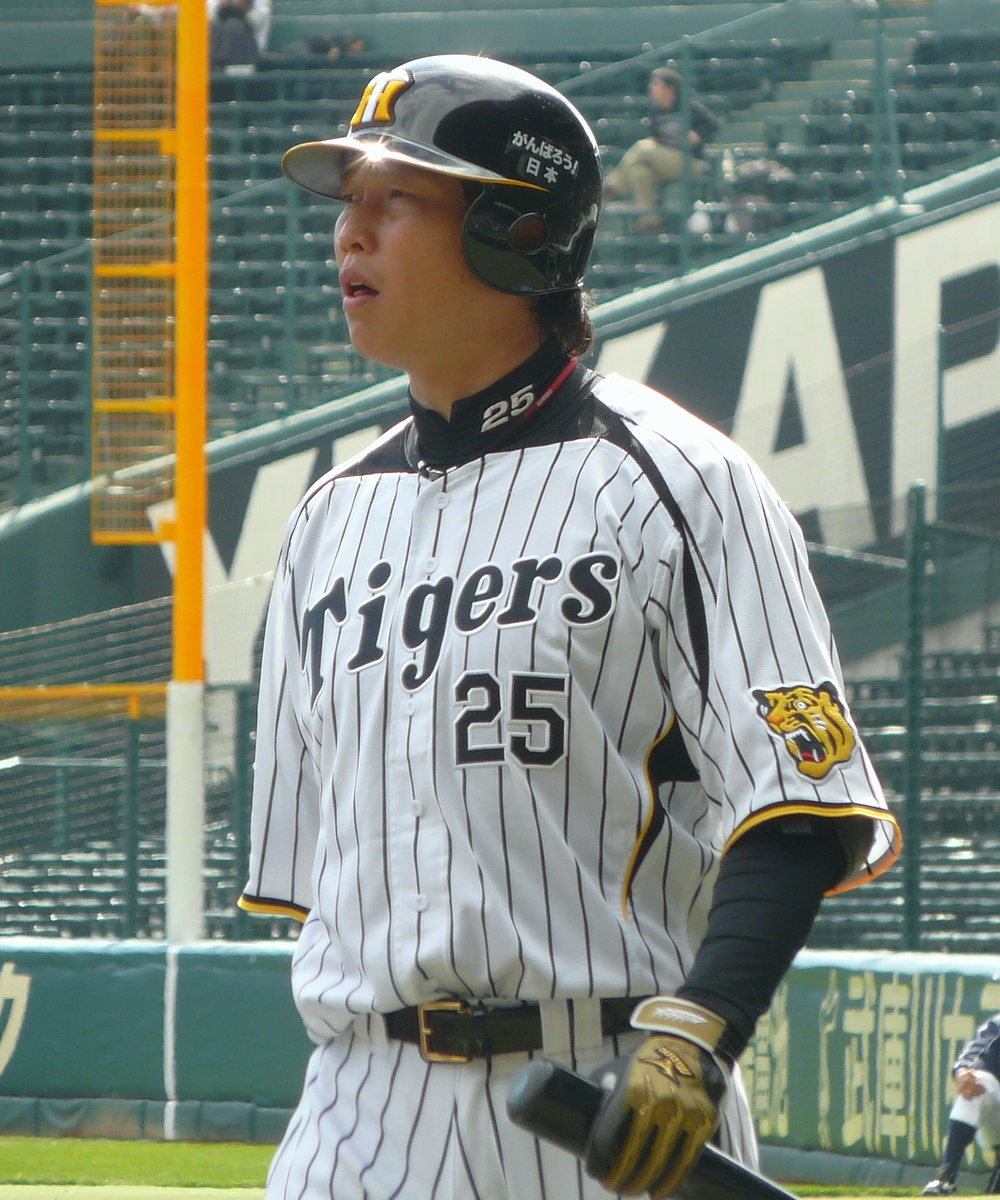
2012 - 14年〈H〉 新井貴浩、2012年
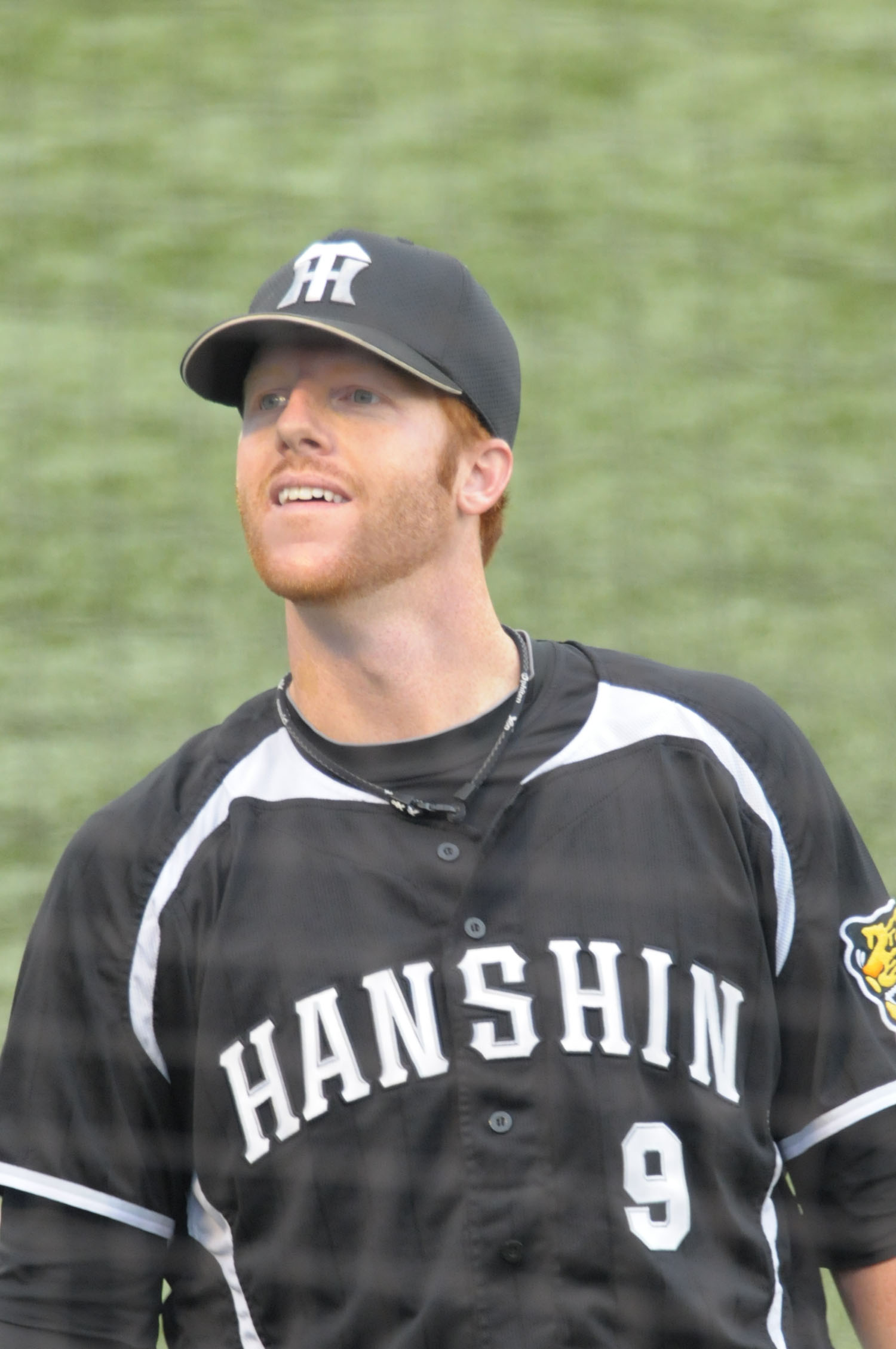
2012 - 14年〈V〉 マートン、2012年

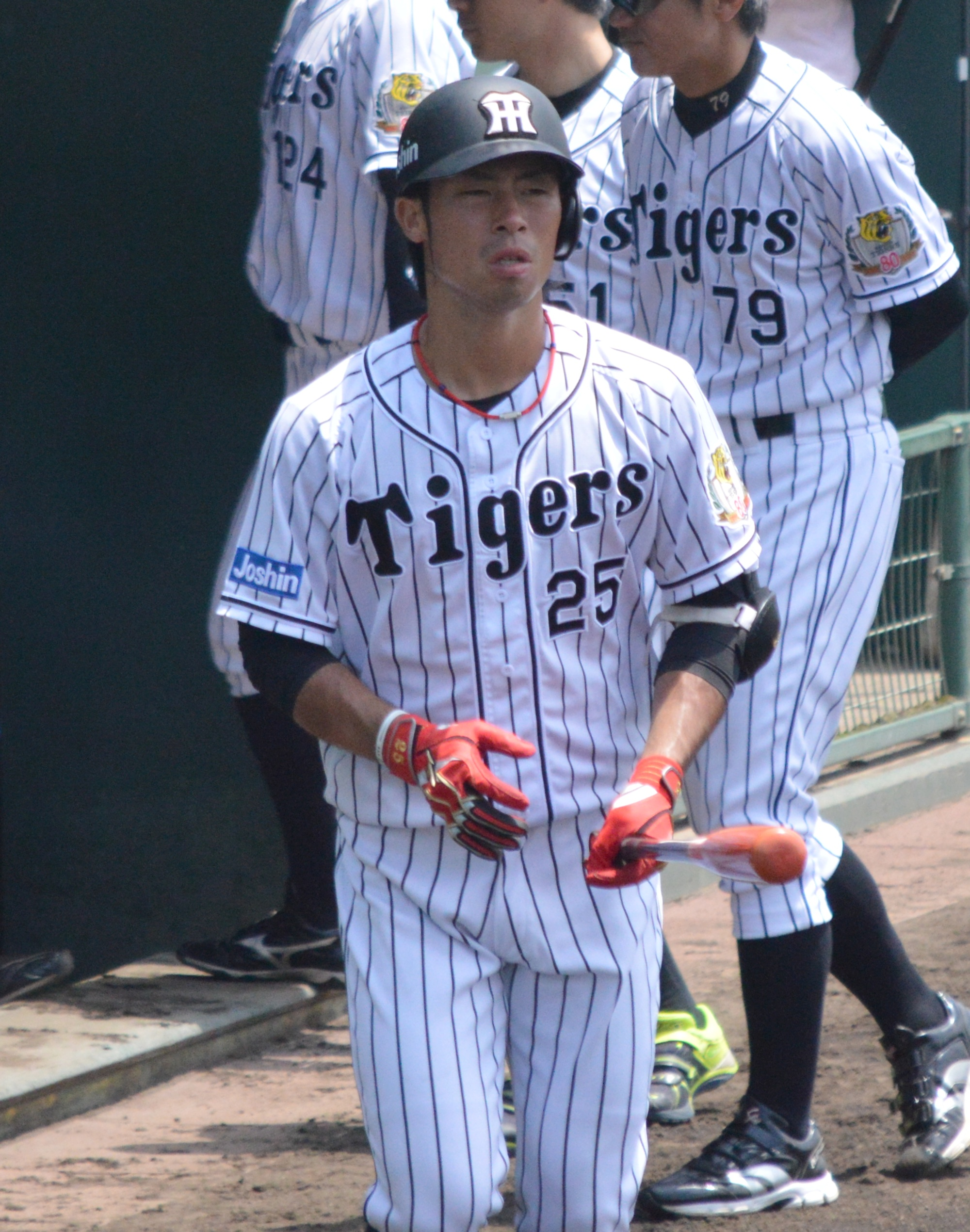
2015 - 17年〈H〉 江越大賀、2015年
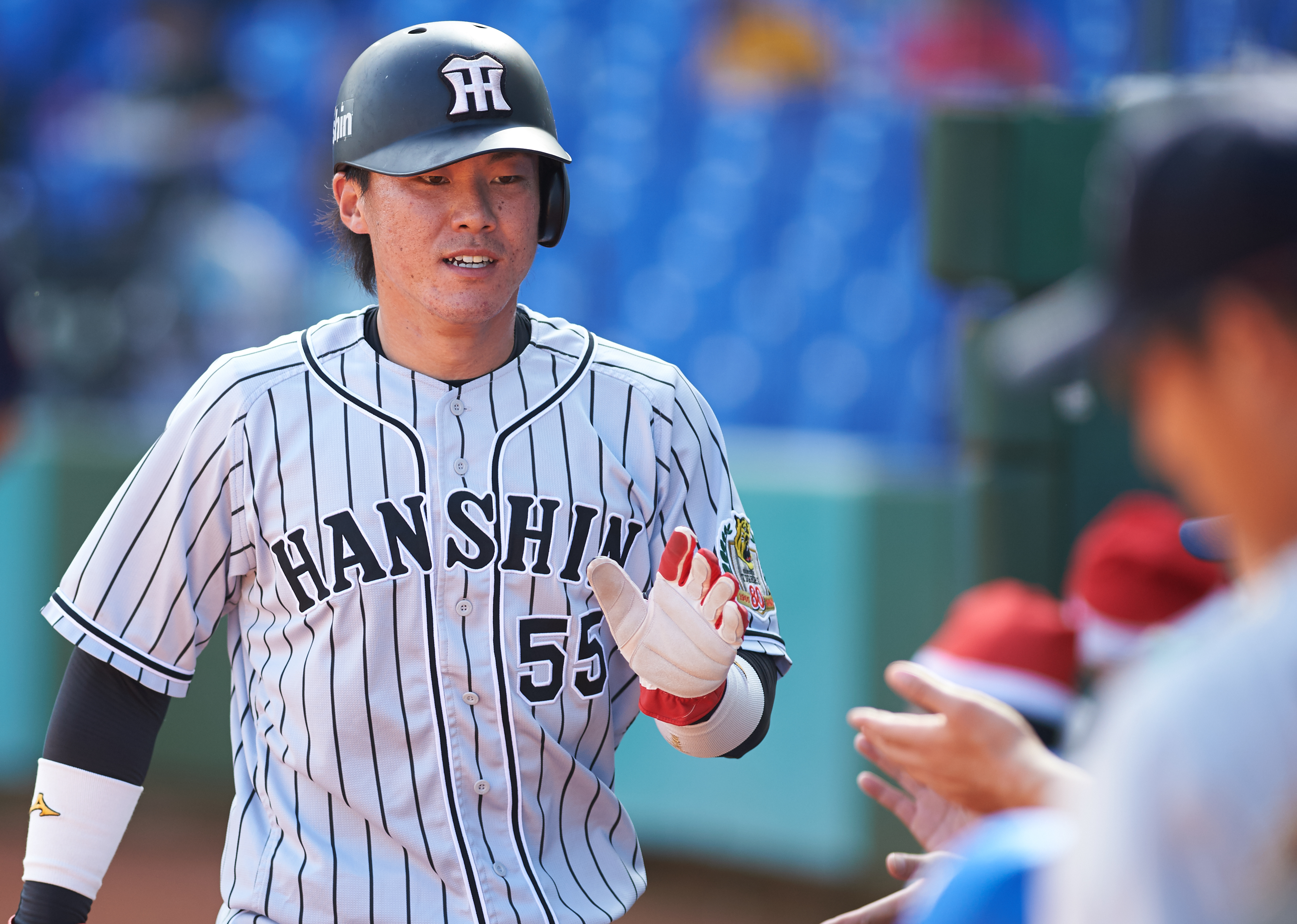
2015年〈V〉 陽川尚将
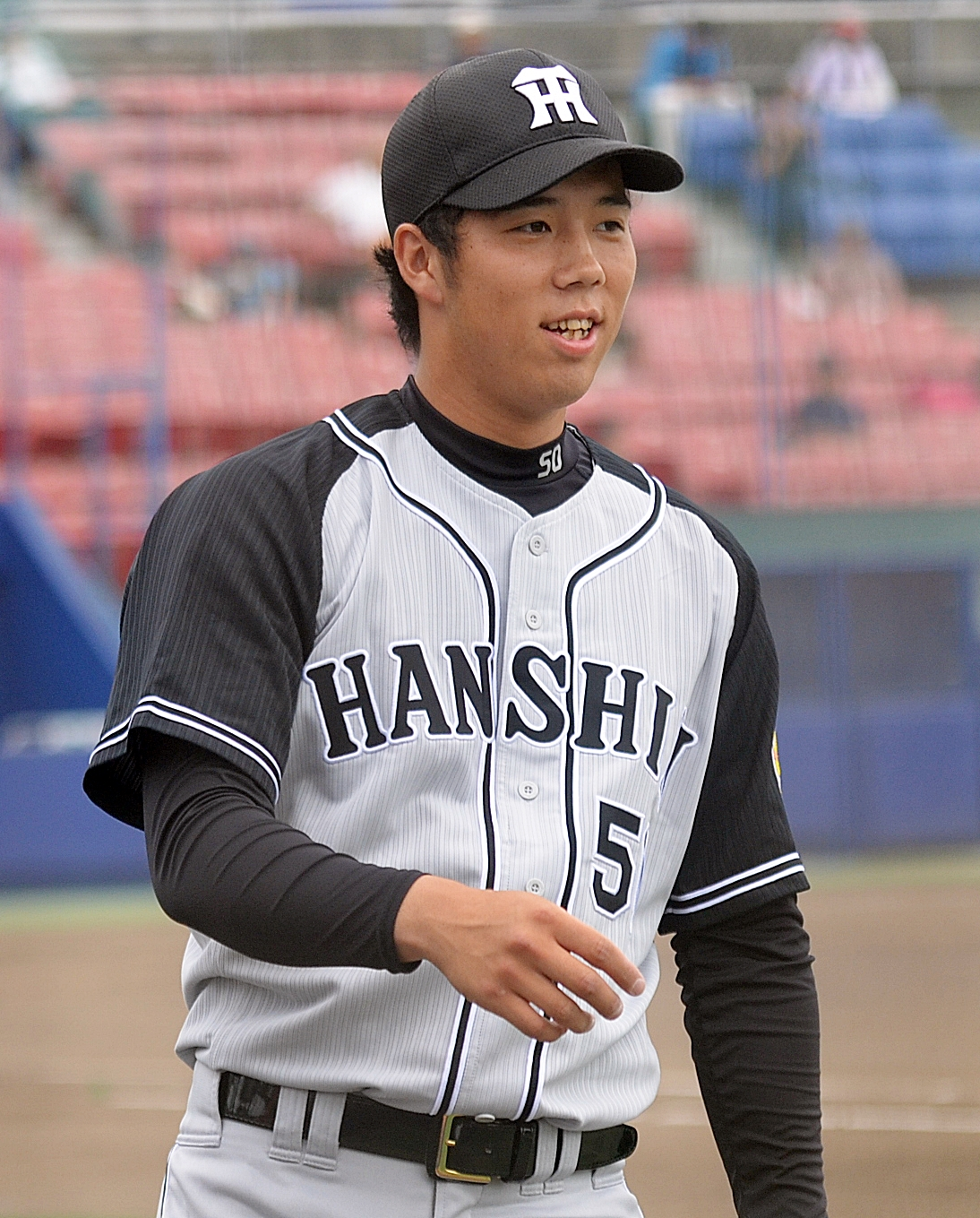
2016 - 17年〈V〉 青柳晃洋、2016年
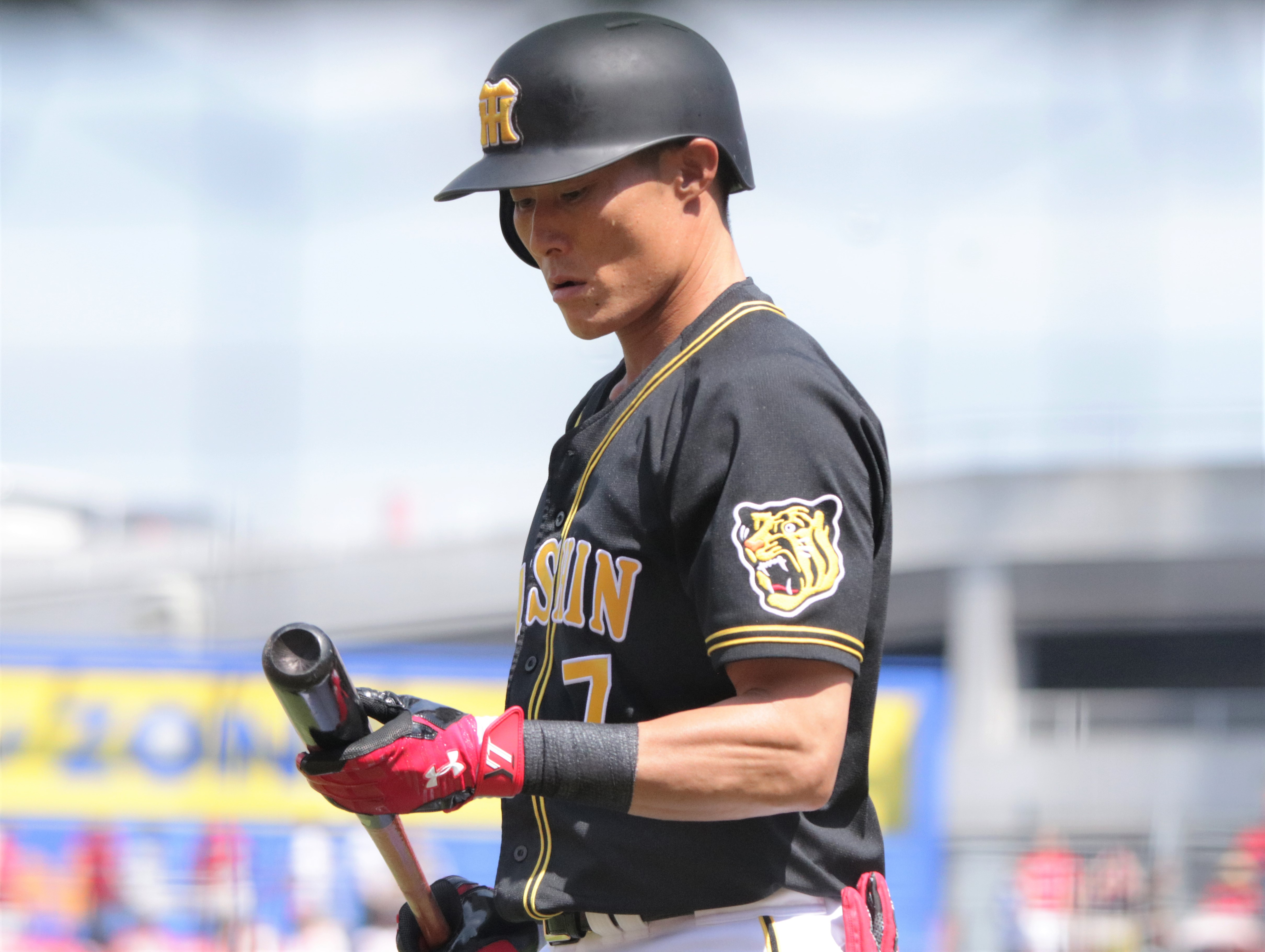
2018 - 19年〈V〉 糸井嘉男、2018年
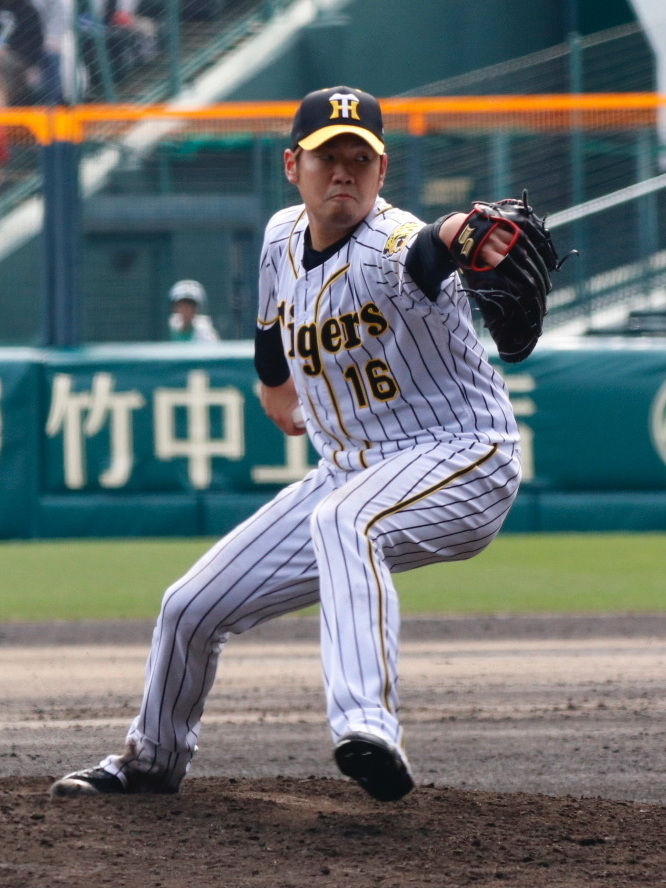
2018 - 21年〈H〉 西勇輝、2019年
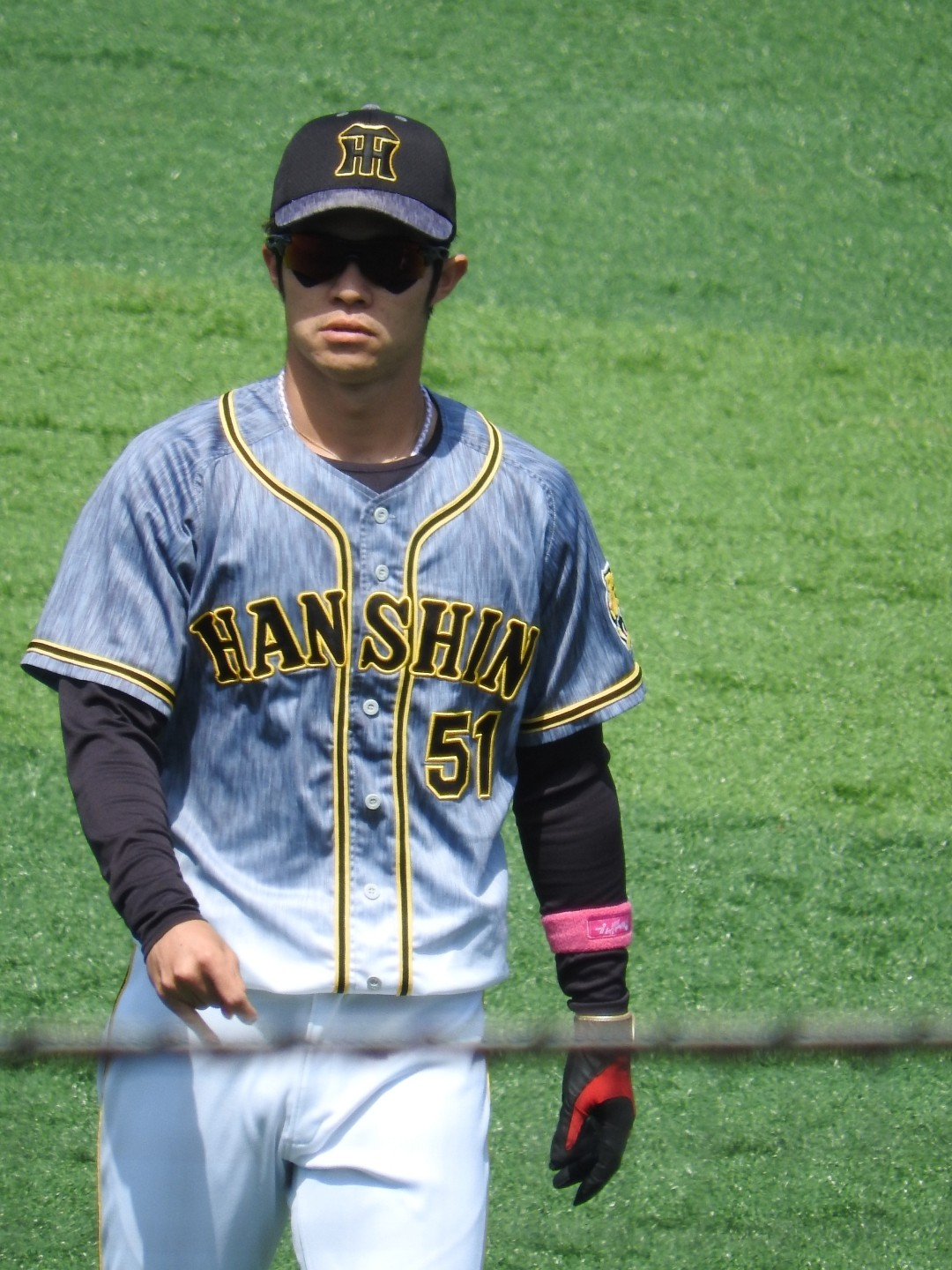
2020 - 21年〈V〉 中野拓夢、2021年
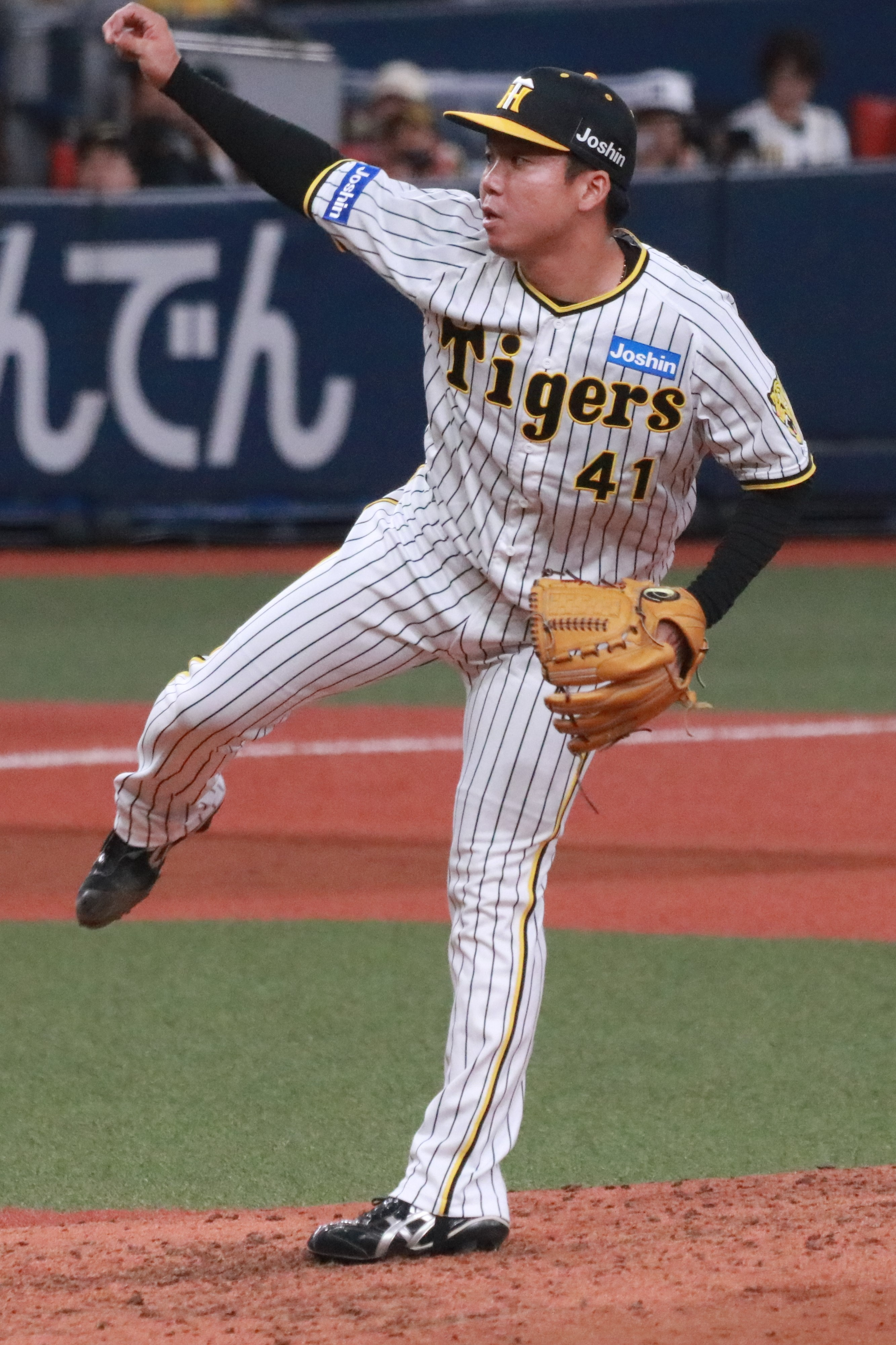
2022 - 2024年〈H〉 村上頌樹、2023年
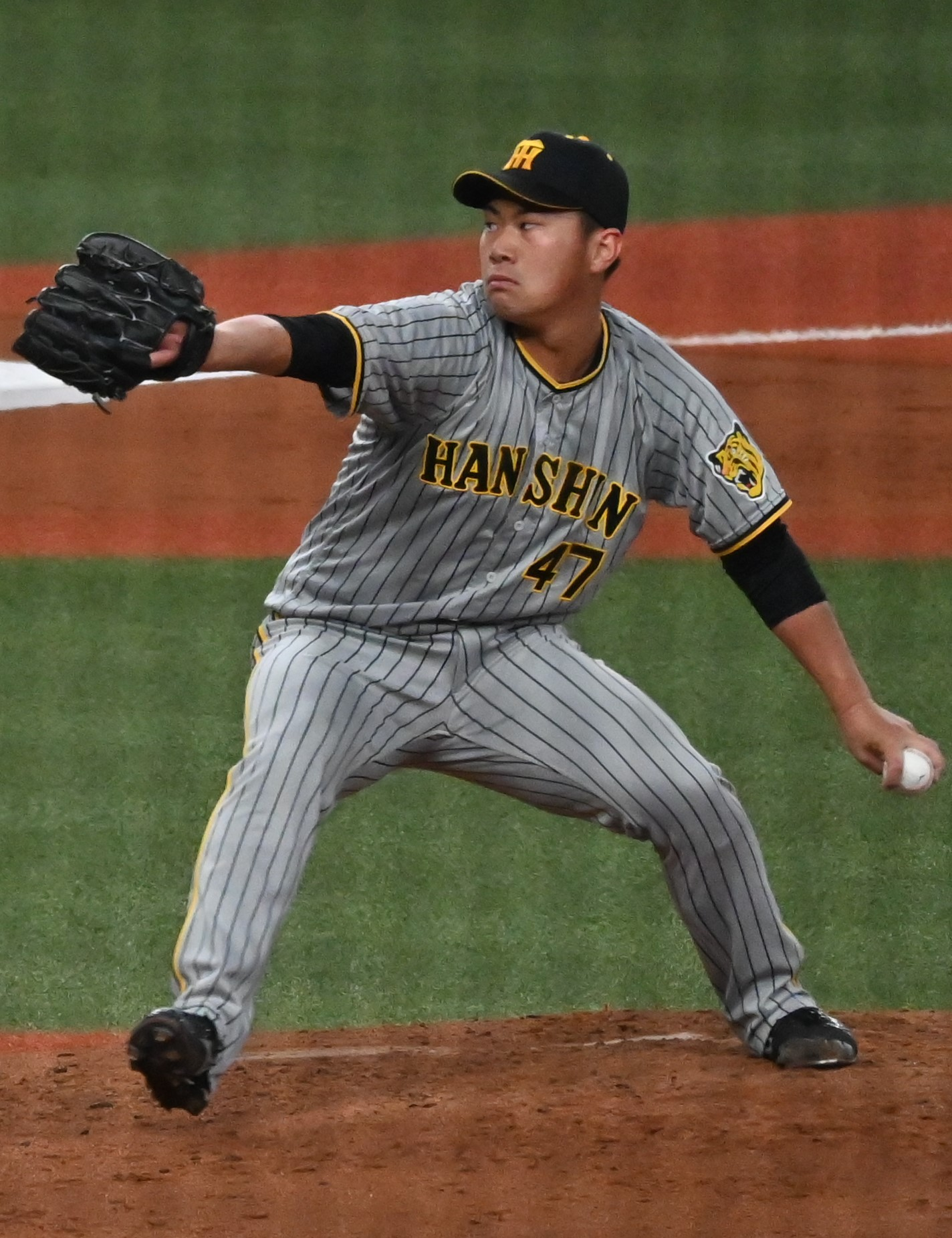
2022年〈V〉 桐敷拓馬
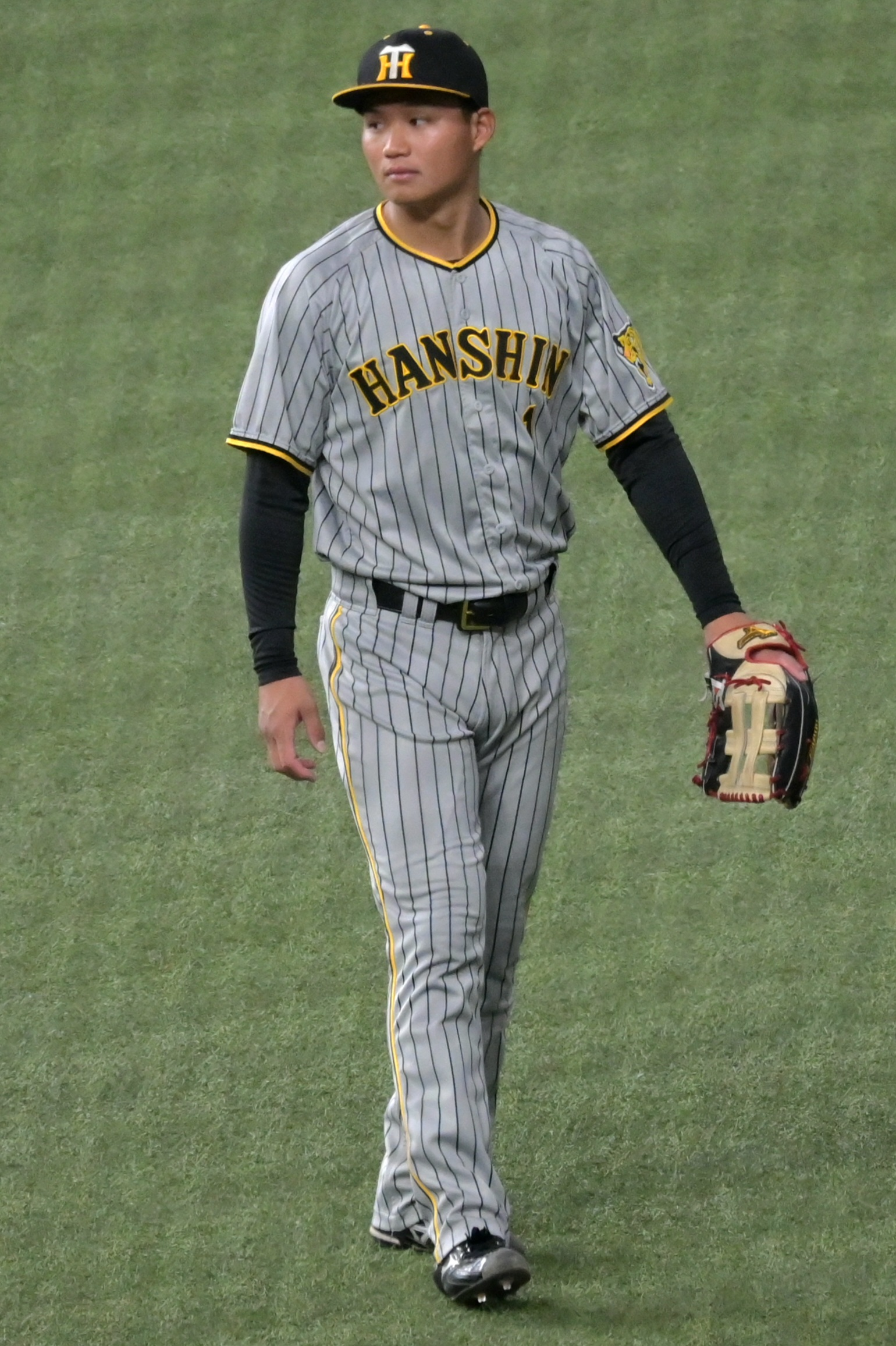
2023 - 2024年〈V〉 森下翔太、2023年

- 1936年 - 1940年
「Tigers」ロゴが2種類、「OSAKA」ロゴが1種類の計3種類のユニフォームを使用。帽子も、3種類のユニフォームとそれぞれデザインを合わせた3種類があり、マークは黒字の「O」。ストッキングは黒地に黄と赤の2本ラインのものと、グレー地にダークグレーの4本ラインのものの2種類。
「Tigers」ロゴのユニフォームは白地にライトグレーのストライプのものと、グレー地にダークグレーのストライプのもので、共に襟付きであり、ロゴ・背番号の縁取り、前立て、袖などに黒と黄のパイピングというデザイン。
「OSAKA」ロゴのユニフォームはグレー無地にロゴ・背番号の縁取りとラインに黄のパイピングというデザインで、襟付き、左袖に虎マークのワッペンが貼られている。
  - 1937年
「Tigers」ロゴの白ユニフォームのストライプを濃くし、ロゴ・背番号の縁取りを廃止するなどマイナーチェンジ。黒地にエンジの3本ラインのストッキングを追加。帽子を、白地にグレーのストライプ、黒ツバに赤字のOマークというデザインに変更。
  - 1938年 - 1940年
「Tigers」ロゴの白ユニフォームのストライプをさらに濃く太くし、ロゴ・背番号の縁取りを復活。白地に黄の2本ラインと赤の1本ラインを配したストッキングを追加。
- 1940年 - 1943年
連盟の指示により球団名を「阪神」に改称したことに伴い、基本デザインはそのままにロゴを漢字の「阪神」（左胸に縦書き。「神」は旧字体の「示へんに申」）に変更し、帽子のOマークを廃止。
  - 1943年
帽子の代わりに戦闘帽を着用し、阪神電鉄の社章を帽子マークとした。また、襟、ラインを廃止。
  - 1944年
背番号を廃止。また、ユニフォームの国防色化も指示されていたが、かつて「OSAKA」のユニフォームで使用していた灰色無地の生地を使用することで容認された。その際にロゴやラインの黄色は取り除かれたが、袖の虎マークはそのまま使用された。

- 初代ユニフォーム
御園生崇男、1937年
- 国防色ユニフォーム
景浦將、1943年

- 1945年
再び「大阪タイガース」に改称するも、生地の不足により「Tigers」ロゴ無しのグレー地に黒のストライプのユニフォームであった。ストッキングはグレー地にダークグレーのストライプのものが主に使用された。帽子のOマークは復活していた。
- 1946年 - 1948年
胸ロゴが復活。しかし、グレー地のユニフォームは生地の耐用期間が短く、わずか3年間で廃止された。
- 1947年 - 1951年
物資不足の影響から、縦縞の無い白色無地で前立てラインのユニフォームを採用。前立てラインが2本のものと1本のものの2種類が存在した。「Tigers」ロゴ縁取りやラインは黄色。アンダーシャツは選手によってバラバラであり、白や紺、黒、あずき色などが使用された他、帽子は白地に黒字のOマーク、ツバ紺色であり、1938年 - 1940年に使用された白地のストッキングが復活した。特に、1本ラインのものは2リーグ分裂後も使われ、1951年までホーム用として使用された。
  - 1948年 - 1949年
「黒のユニフォーム」と呼ばれる濃紺の生地を使用したユニフォームを着用。主に遠征用として用いられていた。上下濃紺に白字に黄色の縁取りの「Tigers」ロゴで、帽子も濃紺に白字のOマークであった。ストッキングは従来の白地のものに加えブルーグレー地に紺のラインのものと黄地に紺のラインのものを使用した。このユニフォームは縦縞の生地が手に入らなかったために間に合わせで作られたものだが、「ダイナマイト打線」の時代と重なったことや21世紀に入ってから復刻ユニフォームとして使用されていることもあって、老若男女問わずファンの認知度は高い。
  - 1950年 - 1951年オールスター前
2リーグ分裂に伴い、遠征用ユニフォームを濃紺のユニフォームから薄めのグレーを基調とした「OSAKA」ロゴのユニフォームへ変更。1936年 - 1940年に使用されていた「OSAKA」ロゴのユニフォームを踏襲したデザインであり、戦後初めて左袖に虎マークが復活。このユニフォーム専用として帽子マークが「T」の帽子が登場、黒地に白字のTマークというデザインであった。
- 1951年オールスター後 - 1953年
オールスターを境に、遠征用ユニフォームの「OSAKA」ロゴを「Tigers」ロゴに変更した上で、前立てラインを廃しビジター用ユニフォームとして使用。「OSAKA」ロゴは虎マークの代わりに左袖に移動した。ストッキングは黄地に白、黒、赤のラインが入ったもの。襟を廃止。
  - 1952年
このシーズンのみ、白地にラインなしのホーム用を使用。地色以外は前年から使用していたビジター用と共通のデザインであった。ストッキングは従来の白地に黄、赤のラインが入ったもの。また、ビジター用帽子のマークがTマークからOマークに戻った。
- 1953年 - 1957年
伝統の縦縞と白地の縞帽子が復活、1938年 - 1940年のデザインをほとんどそのまま踏襲したデザインとなった。
  - 1954年 - 1957年
ビジター用ユニフォームのロゴが再び「OSAKA」となる。胸ロゴと背番号が明朝体をモチーフとした新たな書体となり、左袖の虎マークも復活。ストッキングは黒地に黄の2本ライン。

- 無地ユニフォーム
別当薫、1949年頃
- 黒のユニフォーム
藤村富美男、1949年
- Tマーク帽子
梶岡忠義、1950年
- 1954 - 57年〈V〉
吉田義男、1956年

- 1958年 - 1959年
ホーム・ビジターともに、胸ロゴの黄色の縁取りがなくなる。また、ホーム用の白地の縦縞帽子とストッキングを廃し、ビジター用と同じものに統一。
- 1960年
ホーム用ユニフォームの「Tigers」の書体が細部を調整されると共に、胸番号を採用。帽子マークを「OT」に変更（「T」に小さめの「o」を添わせた「To」のようなデザイン）。
- 1961年 - 1965年
球団名が「阪神タイガース」に変更されるに伴い、ビジター用ユニフォームの胸ロゴが「HANSHIN」に、帽子マークを「HT」に変更。
  - 1962年後期 - 1964年
ビジター用の胸番号が背番号と同じ丸い書体になる。
  - 1965年前期
ビジター用の胸番号・背番号が共に角書体になる。
- 1965年 - 1973年
基本のデザインはそのままに、襟・腕・パンツ脇に太いラインが採用された。背番号書体がホーム用ユニフォームはゴシックに近い書体、ビジター用ユニフォームは角書体、胸番号がホーム・ビジターともに角書体になる。ただし、ホーム用の胸番号は背番号と書体が異なる上、さらにビジター用とも異なるいわゆる「高校野球型」書体である（但し「1」と「4」の下部にセリフがない）。ホーム用の左袖に「OSAKA」が復活、ビジター用は従来通り虎マーク。
  - 1970年 - 1973年
虎マークが僅かに変更され刺繍となった他、背ネームを採用。そのため背番号がやや小さくなった。背ネームに於けるオ段の長音はHを使用することが通例となっているが、タイガースでは1985年頃までHを略していた選手が多かった（川藤幸三：KAWATOH→KAWATO、遠井吾郎：TOHI→TOIなど）。
  - 1972年 - 1973年
帽子のHTマークがツートン（「H」が黄色、「T」が白）となり、トップボタンが白、空気穴が黄色となった。
- 1974年 - 1975年
ダブルニット素材がユニフォームの素材として採用されたことを機に、胸ロゴ・背番号の縁取りや袖・襟・パンツ脇などのラインにチームカラーの黄色が入り、帽子もクラウンが黒＋ツバが黄色のツートンタイプとなった。また、ホーム用の縦縞の色がグレーから黒となった。
- 1975年 - 1978年
ビジター用ユニフォームのみが変更。地色がグレーからスカイブルーになり、袖とパンツのラインがギザギザ模様になる。このラインは永井一正がデザインしたもので、「輝流ライン」と呼ばれた（由来には「虎の牙」と「赤穂浪士の法被」の2つの説がある）。また、球団史上初めてラグランスリーブ仕様が採用された。襟ライン上に第1ボタンがついている珍しい様式で、ホーム用ユニフォームとビジター用でボタンの素材が異なり、ホーム用は地色と同じプラスチック製、ビジター用は半透明のプラスチック製ボタンだった。
  - 1976年 - 1978年
ホーム用にも「輝流ライン」を採用し、左袖の「OSAKA」ロゴが虎マークに変更。それに伴ってビジター用の左袖の虎マークが「Tigers」ロゴに変更。
- 1979年 - 1983年
ブレイザー監督就任と同時に輝流ラインを廃止し従来の黒と黄色のラインに変更。ボタン式からプルオーバー式となり、ホーム用ユニフォームにもラグランスリーブが採用された。また、ストッキングの黄色の2本線も廃止されて黒一色になる。ホーム用はパンツの脇ラインが消え、縦縞が僅かに太くなる。
なお、背ネームはファミリーネームのみ表記することが通例となっているが、1981年 - 1990年頃のタイガースの助っ人外国人はファーストネームの頭文字付きのフルネーム表記を使用していた選手が多かった（ランディ・バース：R.BASS、リッチ・ゲイル：R.GALEなど）。
1983年にはビジター用ユニフォームの左袖の「Tigers」ロゴが右上がりになる。
- 1982年 - 1987年
安藤統夫監督就任により、ホーム用を大幅にモデルチェンジ。チームカラーの黄色が消え、モノトーンスタイルと縞帽子（ツバ、THマークは黒）が復活し、ホーム用のスパイクが白地に黒線になる。このデザイン変更から、途中マイナーチェンジを重ねつつも基本デザインは2006年まで25年間に渡って使用されることとなる。この間1985年・2003年・2005年に3度のリーグ優勝を果たした。
  - 1984年 - 1987年
ホーム用ユニフォームに2年遅れる形でビジター用ユニフォームを大幅にモデルチェンジ。ホーム用同様に黄色の首と袖のラインを廃してグレー地に黒の縦縞となり、左袖の虎マークが復活。また、帽子が黒地にHTマークとトップボタンが白となり、胸番号の書体が背番号と同一になる。ホーム用の背番号の書体がゴシック体に近い書体からビジター用と同様の角型となる。胸番号は従来通りの高校野球型書体。
- 1988年 - 1990年
基本的なデザインは変更されないまま、プルオーバー式からボタン式になる。また、ビジター用帽子のHTマークと空気穴を銀、トップボタンを白から黒へ変更とするとともに、ビジター用スパイクが黒地に白線から、ホーム用と同様の白地に黒線となる。
- 1991年 - 2000年
1985年の日本一にあやかり、再びプルオーバー式が復活。1984年 - 1987年に使用されていたデザインがほぼ完全に踏襲された（ビジター用帽子のみ前モデルを流用）。
  - 2000年
当時の監督・野村克也の提案により、ホーム用の縦縞帽子が廃止となり、ビジター用帽子をアレンジした黒帽子（HTマークは銀、トップボタンと空気穴は黒）をホームゲームでも使用するようになる（前1999年のオールスターゲームにて、新庄剛志と和田豊が「ホーム用ユニフォーム＋ビジター用帽子」という組み合わせで出場していた）。また、スパイクがホーム・ビジター共に黒地に銀のラインとなる。

- 1982 - 87年〈H〉
バース
- 1988 - 90年〈V〉
岡田彰布、1990年

- 2001年 - 2006年
ホーム用ユニフォームは、基本デザインを変更しないまま、ボタン付きプルオーバー式を採用（ボタンが外れるのは上から数個までで、残りは飾りという仕様）、背番号・胸番号の書体を高校野球型（「1」と「4」の下部にセリフあり）へ変更し、背番号はやや縦長になった。
ビジター用ユニフォームはデザインを大きく一新。縦縞を廃し、グレー地に黒白のラケットラインと袖ラインが入り、左袖の虎マークがモノトーンカラーに変更された。また、「HANSHIN」ロゴが黒文字に白縁取りのピッツバーグ・パイレーツ型の書体となった（「HANSHIN」ロゴの書体変更は球団名改称以来初）他、ホーム用同様に番号の書体が高校野球型へ変更、ニューヨーク・ヤンキースを模して背ネーム無しのスタイルとなった。
  - 2002年 - 2006年
ビジター用の左袖の虎マークがモノトーンカラーから従来のカラーのものに変更。
  - 2003年 - 2006年
ビジター用が背ネーム無しから背ネームありのスタイルに変更。
  - 2005年
左袖の猛虎マークが、球団創立70周年記念のロゴマークに置き換わった。ただし、ホーム・ビジターで若干配色が異なる。
- 2007年 - 2011年
監督の岡田彰布の要望により、チームカラーである黄色を1981年以来25年ぶりに取り入れる形で大幅モデルチェンジしたホーム用ユニフォームは、「Tigers」ロゴや背番号等が黄色で縁取られる他、黄と黒の袖ラインとパンツ脇ラインが加わり、脇腹部に黒の切り返しを配した現代的なデザインとなった。帽子は1970 - 80年代のツートンタイプを基にトップボタンと空気穴を黒とした仕様に変更。
ビジター用ユニフォームは、「HANSHIN」ロゴの書体を2000年までのものに現代的なアレンジを加えたものへ変更、ラケットラインを廃しホーム用と同じく脇腹部に黒の切り返しを配したデザインとした。帽子は従来の黒帽子に、ツバのふちに白ラインが入りHTマークは白。
また、ホーム・ビジター共に背番号・胸番号の書体が1962年夏 - 1965年まで使われた欧州系の書体を彷彿させるデザインとなり、背ネームもそれに合わせた丸みを帯びた書体となった。
  - 2008年 - 2009年
2008年交流戦明けより、ビジター用の帽子のデザインが変更。好評だった交流戦専用のビジター用（後述）を、トップボタンと空気穴をグレーから黒にマイナーチェンジした上で使用。
  - 2010年 - 2011年
左袖の虎マークが、球団創立75周年記念のロゴマークに置き換わった（2010年のみ）。ビジター用の帽子が2007年のタイプに戻る。
- 2012年 - 2014年
新たにミズノとサプライヤー契約したことによりモデルチェンジ。ホーム用ユニフォームの縦縞は昨季までより太くなり、「Tigers」ロゴ及び背番号・胸番号は黒文字＋白縁取りとなった。シャツの肩部と脇腹部、パンツの脇部と裾部分に「牙」をイメージしたシャープな切り返し（黒に黄縁取り）が配された。
ビジター用ユニフォームは球団史上初めて上下ツートンタイプ（黒シャツ＋白パンツ）を採用、「HANSHIN」ロゴをパイレーツ型をモチーフとしたデザインに変更、背番号・胸番号とともに白字にグレーの縁取りとし、ホーム用と同様の切り返し（白にグレー縁取り）に加え、シャツにはシャドーストライプを配した。
帽子はホーム・ビジターともに黒一色となり、ツバの縁にホーム用は黄、ビジター用は白のラインが入る（ヘルメットも同様）。HTマークは、ホーム用は白の「T」＋黄の「H」、ビジター用は白の「T」＋グレーの「H」。
胸番号・背番号は1996年 - 2011年の中日ドラゴンズと同じ書体に変更、背ネームはフルブロック体となった。

- 2001 - 06年〈V〉
中野佐資、2003年OB戦
- 2007 - 11年〈H〉
金本知憲、2008年
- 2008 - 09年〈V〉
林威助、2008年
- 2012 - 14年〈H〉
新井貴浩、2012年
- 2012 - 14年〈V〉
マートン、2012年

- 2015年 - 2017年
球団創設80周年を機にモデルチェンジ。「歴史・伝統・新しさ」をコンセプトとし、ホーム用ユニフォームは白、ビジター用ユニフォームはグレーを基調に、ホーム・ビジターともに肩やわき腹部分の切り返しなどを廃して白と黒の腕ライン＋ラケットラインが入るシンプルなデザインとなった。ビジター用の「HANSHIN」ロゴは2000年以前の伝統的なデザインが復活。
帽子はホーム・ビジター共通のデザインとなり、黒地に白文字でHTマーク。ヘルメットは初めて艶消しタイプを採用。また、背ネームの書体が2006年以前のゴシック体に戻った。
  - 2015年
左袖の虎マークが、球団創設80周年記念シンボルマークに置き換わった。
  - 2016年 - 2017年
ビジター用を一新。2003年・2005年の2度のリーグ優勝時の「強いタイガース」をイメージし、2001年 - 2006年に使用された上下グレー・縦縞無しのビジター用をベースに、グレーを基調に黒白のラケットラインと袖ラインが入る。肩から袖にかけてのスリーブ部が黒色となった。
- 2018年 - 2021年
ホーム用ユニフォームは前年まで使用されたモデルの胸ロゴ、背番号、胸番号、背ネーム、ラインそれぞれの縁取りを白から黄にマイナーチェンジした形となり、帽子は7年ぶりに黄色ツバのツートンタイプを基にトップボタンと空気穴を黄色にアレンジしたものを採用。
ビジター用ユニフォームは、4年ぶりに黒シャツ＋白パンツのツートンスタイルが復活し、黒地に黄と黒のラケットライン＋袖ラインで、胸ロゴ・背番号・胸番号・背ネームは黄字＋白縁取り。帽子は前年に引き続き黒一色であるがHTマークは白字から黄字＋白縁取りに変更。ビジター用に黄色が取り入れられるのは1983年以来である。
なお、ホーム用には、前年までのヘルメット及び右袖に加え新たに帽子左側部）とパンツ左足付け根部に「Joshin」のロゴが掲出される[185]。
  - 2020年 - 2021年
ビジター用を一新。ロゴ、ラインなどの基本パターンはそのままに、グレーを基調とした杢柄と白のグラデーションを配したデザインとなった。帽子は黒をベースにツバがグレー杢柄、HTマークが黒文字＋黄縁取りとなった。なお、2020年シーズンのみ、左袖の虎マークが球団創設85周年記念シンボルマークに置き換わった。
- 2022年 - 
ホーム用ユニフォームは前モデルを踏襲した基本デザインながら、「ラケットライン＋腕ライン」を「襟ライン＋袖ライン」とした上で、ミズノへのサプライヤー変更以降やや太めになっていた縦縞をスタイリッシュな仕様にマイナーチェンジ（太さ：3mm→2mm、間隔：31mm→25mm）。
ビジター用ユニフォームは「上下グレー＋縦縞」が7年ぶりに復活。さらにホーム用と同様に黄と黒の襟ライン＋袖ラインをあしらったことで、球団史上初めて「上下グレー＋縦縞＋黄色ライン」というデザインパターンを採用することとなった。
ホーム用帽子は変更がなかった一方、ビジター用帽子は黒一色に黄字のHTマーク、トップボタンと空気穴が黄色、ツバの縁に黄のラインが入る仕様に変更された[186]。
  - 2023年 -
ビジター用帽子のデザインをホーム用帽子と共通のものへ変更[187][188]。ホーム用ユニフォームの左胸部に新たに「Joshin」のロゴが掲出された（パンツ左足付け根部のものは廃止）。
- 2025年 - 
球団創設90周年を機にデザインを一新。ホーム用ユニフォームは白地に黒の縦縞（太さ：2mm→25mm、間隔：25mm→23mmに変更）というクラシカルなものとなった。背番号・背ネームは黒字のみ。1958 - 1959年以来66年ぶりに胸番号を廃止。帽子は黒字に黒字+黄色縁取りのHTマークを採用した。
ビジター用ユニフォームはブルーグレーを基調としたデザインに。レギュラーユニフォームでは球団史上初となる「HANSHIN TIGERS」の胸ロゴが採用された。胸ロゴ・背番号・胸番号・背ネームは黒字+黄色縁取り。パンツ脇に黒×黄×黒のライン（詳細後述）。帽子はユニフォーム同様のブルーグレーに黒色のツバ、黒字+黄色縁取りのHTマーク。
なお、ホーム・ビジター共に左袖の虎マークが球団創設90周年記念シンボルマークに置き替えられており（ホーム：黒色×金色、ビジター：黒色×黄色）、袖口には黒×黄×黒のライン（12mm）があしらわれている。このラインは、球団創設90周年のキャッチコピーである「鼓動を鳴らせ。虎道を進め。」で示した「虎道」を表現している[189]。

- 2015 - 17年〈H〉
江越大賀、2015年
- 2015年〈V〉
陽川尚将
- 2016 - 17年〈V〉
青柳晃洋、2016年
- 2018 - 19年〈V〉
糸井嘉男、2018年
- 2018 - 21年〈H〉
西勇輝、2019年
- 2020 - 21年〈V〉
中野拓夢、2021年
- 2022 - 2024年〈H〉
村上頌樹、2023年
- 2022年〈V〉
桐敷拓馬
- 2023 - 2024年〈V〉
森下翔太、2023年

#### 限定・専用ユニフォーム

##### セ・パ交流戦
2005年、セ・パ交流戦が新たに開催されるにあたり期間中に着用する専用ユニフォームが作成された。これは、2005年が球団創立70周年という記念年に当たること、また、綱島理友が1999年から2004年まで『週刊ベースボール』で連載していたコラム「ユニフォーム物語」にて歴代のユニフォームが紹介され、それによって「オールドユニフォームを着て闘う選手の姿が見てみたい」というファンの声が高まったこと、さらに岡田彰布監督の「交流戦では普段見られないものを見せるべきだ」という考えが一致したことによる。これを機として、復刻ユニフォーム企画は他球団へも波及していった。2012年以降、交流戦専用ユニフォームの企画は行われていないものの、限定・専用ユニフォーム企画はその他様々なイベントに継承されている。
なお、選手が着用した専用ユニフォームは、毎年交流戦終了後に行われるチャリティー・オークションで落札者にプレゼントされ、その収益金は福祉団体などに寄付されることになっている。
- 2005年：ホーム用ユニフォームのみ、1979年 - 1981年のデザインを基にした復刻ユニフォームを使用。当時はプルオーバー式のシャツスリーブ仕様であったものを、現行の通常ユニフォームと同じボタン付きプルオーバー式のラグランスリーブ仕様を流用した。
- 2006年：「縦縞をビジターでも見てみたい」というファンからの要望が多かったため、前年度に使用した復刻ユニフォームをビジター用ユニフォームとして着用。逆に、同時期（1979年 - 1983年）のビジター用をモデルとした復刻ユニフォームをホーム用として着用した[190]。
- 2007年：コシノヒロコによる専用デザインのユニフォームを着用。球団創設以来初めて「Tigers」ロゴの書体が変更され、ヒゲ付きの筆記体となった。背番号はかつてコシノが手がけた大阪近鉄バファローズのユニフォームと同じゴシック体。ホーム用は白地に黒の縦縞、ビジター用は黒地に黄色の縦縞が入っており、藤井寺球場時代の近鉄と同じくラグランスタイルで袖はホーム・ビジター共に黒、肩口に黄色の切り返しが配される。なお、この時採用されたヒゲ付き筆記体の「Tigers」ロゴはその後もワードマークとして度々使用されている。
- 2008年：「リアルタイガー」をコンセプトに、プロ野球史上初めて全面昇華プリントを採用。従来はアップリケによってデザインされていたロゴやマーク・背番号などを生地に直接印字することで、約-100gの軽量化を実現。デザイン面では、ストライプの幅を倍の5mmにした上でグラデーション加工を施し、裾やロゴに向かって色が薄くなっている。帽子は、ホーム用をトップボタンと空気穴を黄色、ビジター用ではツバ、トップボタン、空気穴をグレーとした。なお、このユニフォームはキャンプ中に岡田監督が自ら提案した。
- 2009年：3年ぶりに復刻ユニフォームが企画された。1984年 - 1987年に使用され1985年には日本一を果たしたユニフォームを復刻、ホーム・ビジター共にほぼ完全に当時のデザインが再現されたが、当時は白だったスパイクは通常の黒色のものを流用していた。
- 2010年：1975年 - 1978年に使用された「輝流ライン」のユニフォームを復刻。しかしラグランスリーブ仕様であった他、帽子は通常のホーム用のものを流用しており、ストッキングにはラインが入らなかった。
- 2011年：1948年 - 1949年に使用された「黒のユニフォーム」を復刻。ストッキングは黄＋紺のものを採用。なお、ホームゲームのみの着用であった（ビジターゲームでは通常のビジター用を着用した）。

##### 「GREAT CENTRAL」
2010年、2012年にセントラル・リーグ主催で行われた期間限定プロジェクト。セ・リーグ6球団がそれぞれ歴代のユニフォームの中から選んだものを復刻ユニフォームとして着用した。
- 2010年『「GREAT CENTRAL」〜オールドユニホームシリーズ2010〜』：1948年 - 1949年に使用された「黒のユニフォーム」を復刻。ストッキングはブルーグレー＋紺のものを採用。
- 2012年『「GREAT CENTRAL」〜レジェンドユニフォームシリーズ2012〜』： 1936年 - 1940年に使用され、1937年秋に球団史上初の優勝を飾ったユニフォームを復刻。復刻ユニフォーム企画では初めて当時と同じシャツスリーブ仕様を施した他、2種類のストッキングを再現（黒地に黄と赤の2本ラインがホーム用、黒地にエンジの3本ラインがビジター用）。

##### 「ウル虎の夏」
2013年より、夏イベントとして開催。2022年時点でも毎年恒例といわれるほどの人気を持つ。毎年「ウル虎の夏（西暦）」と銘打たれ、期間中の阪神主催試合では期間限定ユニフォームが使用される。また、イベント開始前にユニフォームのお披露目としてゴールデンウィーク期間にも着用する。
- 2013年：縦縞に黄と黒のラケットライン＋腕ラインを施し、左胸にHTマークをあしらった[192]。ユニフォームデザインにHTマークが使用されたのは球団史上初。
- 2014年：甲子園球場の開場90周年を記念し、甲子園球場を象徴する「緑」をベースとした「ウル虎グリーン」をテーマカラーに採用[193]。緑地に黄の腕ライン＋脇のカッティング、パンツは白地に黄ラインのデザインで、帽子は緑地にツバとHTマークが黄色。胸ロゴは全て大文字で「TIGERS」となり、角のある力強い書体となった。
- 2015年：球団創設80周年記念イベント「Yellow Magicプロジェクト」の一環として、チームカラーの黄を基調としたユニフォームを着用[194]。黄をベースに白と黒のラケットライン、パンツは白地に黄と黒の脇ライン。黄色がユニフォームのベースカラーに採用されたのは球団史上初であった。
- 2016年：前年同様黄色を基調とし、新たに黒のラグランスリーブをあしらった[195]。また、この年より「ウル虎の夏」ユニフォームの名称を「ウル虎イエローユニフォーム」とした。
- 2017年：前年のモデルを踏襲した基本デザインを採用。新たに前身頃部に縦縞を加え、ラグランスリーブの他に背面にも黒色を配し、帽子のツバにも縦じまのストライプが加わった[196]。
- 2018年：ユニフォーム全体に黄と濃黄による虎柄模様をあしらい、2015年度以来採用されていたラケットラインを廃して腕ラインは黄と黒。また、胸番号と背番号に「ウル虎の夏」のイベントロゴを模した炎のデザインを取り入れた。帽子は黄色をベースにHTマークを黒とし、ツバには黒とグレーによる虎柄模様があしらわれている[197]。
- 2019年：2015年度採用のモデルをベースに、黒字に白縁の「Tigers」ロゴ・背番号・胸番号・背ネーム、黄と黒のラケットライン・腕ライン。ユニフォーム全体には「ウル虎の夏」ロゴの炎柄があしらわれている。帽子はホーム用帽子をベースとして、ツバにユニフォームと同様の炎柄を配した[198]。
- 2020年：基本デザインは前年度モデルを踏襲しつつラケットラインを廃止、ユニフォーム全体には黄色を基調としたジオメトリック柄をあしらった。帽子はホーム用帽子をベースとして、ツバにユニフォームと同様のジオメトリック柄を配した。左袖のマークは球団創設85周年記念シンボルマーク[199][200]。
- 2021年：イエローを基調として、前面いっぱいに正面から捉えた咆哮する虎の顔をあしらい、全体には黒の虎柄を配した[201]。帽子はホーム用帽子をベースに、ツバがユニフォームと同様の虎柄[202]。
- 2022年：「ウル虎の夏」10周年記念として、ユニフォーム全体に過去9モデルのデザインを迷彩柄風に散りばめ、パンツは縦縞を採用するというマッシュアップモデル。帽子は黒を基調にHTマークは黄色一色、ツバにはユニフォームと同じデザインを配した。また、ウル虎の夏では初めて背番号・胸番号、背ネームにオリジナルの書体を採用している[203]。
- 2023年：「虎ンスフォーム」がコンセプト。黄と黒をベースにロゴやラインをネオンサイン調の白であしらった、SF風のパワードスーツのような近未来的なデザインとなった。帽子は前面が黄色、側・後頭部が黄色、HTマークは白で、ツバは黒に白のラインが入る。2022年に引き続き背番号・胸番号、背ネームにオリジナルの書体を採用[204]。
- 2024年：甲子園球場の開場100周年を記念し、球場の象徴である「甲子園グリーン」をベースとしたデザインを採用。身頃は濃い緑、袖部は薄い緑とし、脇・袖・襟には「100」と「∞」を掛け合わせたデザインの黄色ラインをあしらった。胸ロゴや番・背ネームは黄字＋緑縁。帽子は緑でツバとHTマークは黄色。

##### 「伝統の一戦 〜THE CLASSIC SERIES〜」
2016年から始まった阪神・巨人による相互展開プロジェクト。詳細は「伝統の一戦 〜THE CLASSIC SERIES〜」の項を参照。
- 2016年：「輝流ライン」ユニフォームを2016年版にリメイクした期間限定ユニフォームを着用[205]。2012年の「GREAT CENTRAL」と同じくシャツスリーブ仕様を再現しており、ライン入りのレギュラーカットストッキングも再現された。
- 2017年：「黒のユニフォーム」を2017年バージョンとしてリメイクしたものを着用（帽子のマークを「O」から「HT」に変更、背ネーム、虎マークを追加）[206]。
- 2018年：「輝流ライン」ユニフォームのビジター用をベースに、胸ロゴを「HANSHIN」から「Tigers」に変えホーム用にリメイクした「輝流ラインユニフォーム2018」を着用。
- 2022年：1936年の第1回優勝決定戦（通称「洲崎の決戦」）をテーマに、当時着用していた「OSAKA」ロゴのグレー無地ユニフォームを復刻。虎マークを当時のデザインで再現している一方、当時はなかったと見られる帽子の「O」マークをあしらっており、その他ラグランスリーブ仕様やストッキング（ラインは再現）など現在の仕様が反映されている部分もある。なお、当時使用されていなかったヘルメットに関しては、黒一色に黒字＋金縁の「O」マーク、金のツバ縁取りという仕様で用意された。
- 2023年：前年に引き続いて1936年をテーマとし、初代ユニフォームから「Tigers」ロゴ＋白地にライトグレーのピンストライプのユニフォームを復刻。当時はなかったと見られる帽子の「O」マークは黒に黄縁取りであしらわれ、その他現代的なアレンジが施されている点も前年から引き継がれている。

##### 「Family with Tigers Day」
2020年から始動した「ファンともっと！プロジェクト！」の一環として、2022年より開始。
- 2022年：「『平和』の象徴である青色、『幸せ』の象徴である黄色」をテーマカラーに、通常のホーム用ユニフォームにおいて黒でデザインされる箇所（ロゴ、番号、ネーム、ピンストライプ、ラインなど）を青色に置き換えたデザインを採用。右胸部にハートをモチーフとしたイベントロゴのワッペンが配される。なお、帽子やストッキング、アンダーシャツなどは通常のものを流用[207]。
- 2023年：「平穏や安らぎを意味するグリーン」をテーマカラーに、前年同様通常のホーム用ユニフォームにおいて黒でデザインされる箇所を緑色に置き換えたデザインを採用。右胸部に四つ葉のクローバーをモチーフとしたイベントロゴのワッペンが配される。ストッキングやアンダーシャツは前年と同様に通常のものが流用されたが、帽子・ヘルメットは緑を基調にツバ・天ボタン・空気穴は黄色、HTマークは白字＋黄縁というデザインとなった。
- 2024年：「どんなときも広い心で受け止めてくれる家族」を表現するテーマカラーである水色をベースに、襟ラインは黄、袖ラインは黄＋白。胸ロゴは「手作り感」「温かい家族のイメージ」を表現するステンシル風の書体が採用された。パンツは白地に黄の脇ライン、帽子は水色を基調にツバが黒、天ボタンは黄色、HTマークは黄字＋黒縁というデザインとなった。

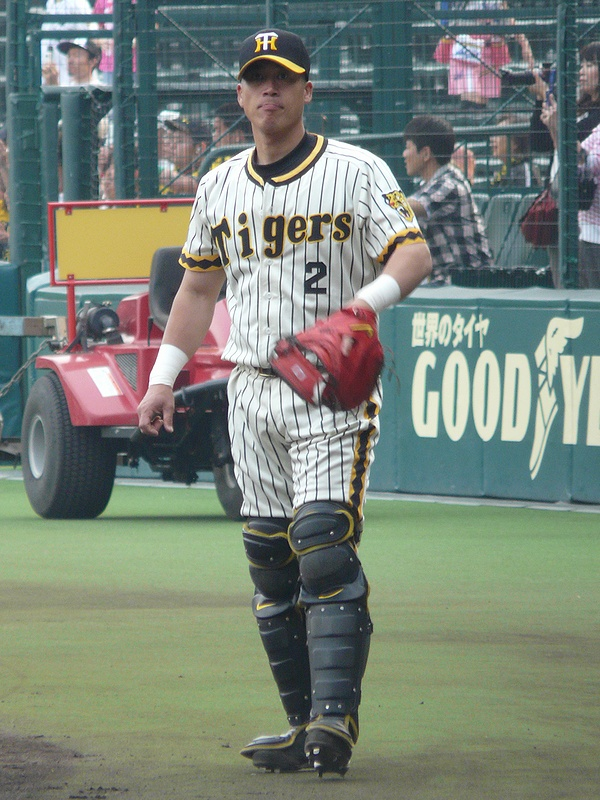
2010年交流戦〈H〉 城島健司
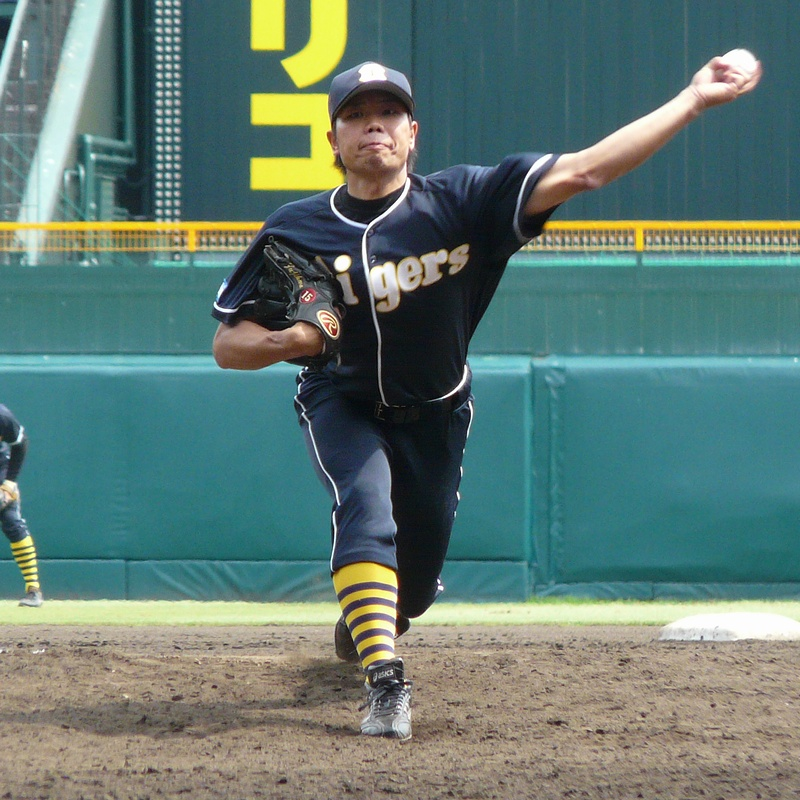
2011年交流戦 藤原正典
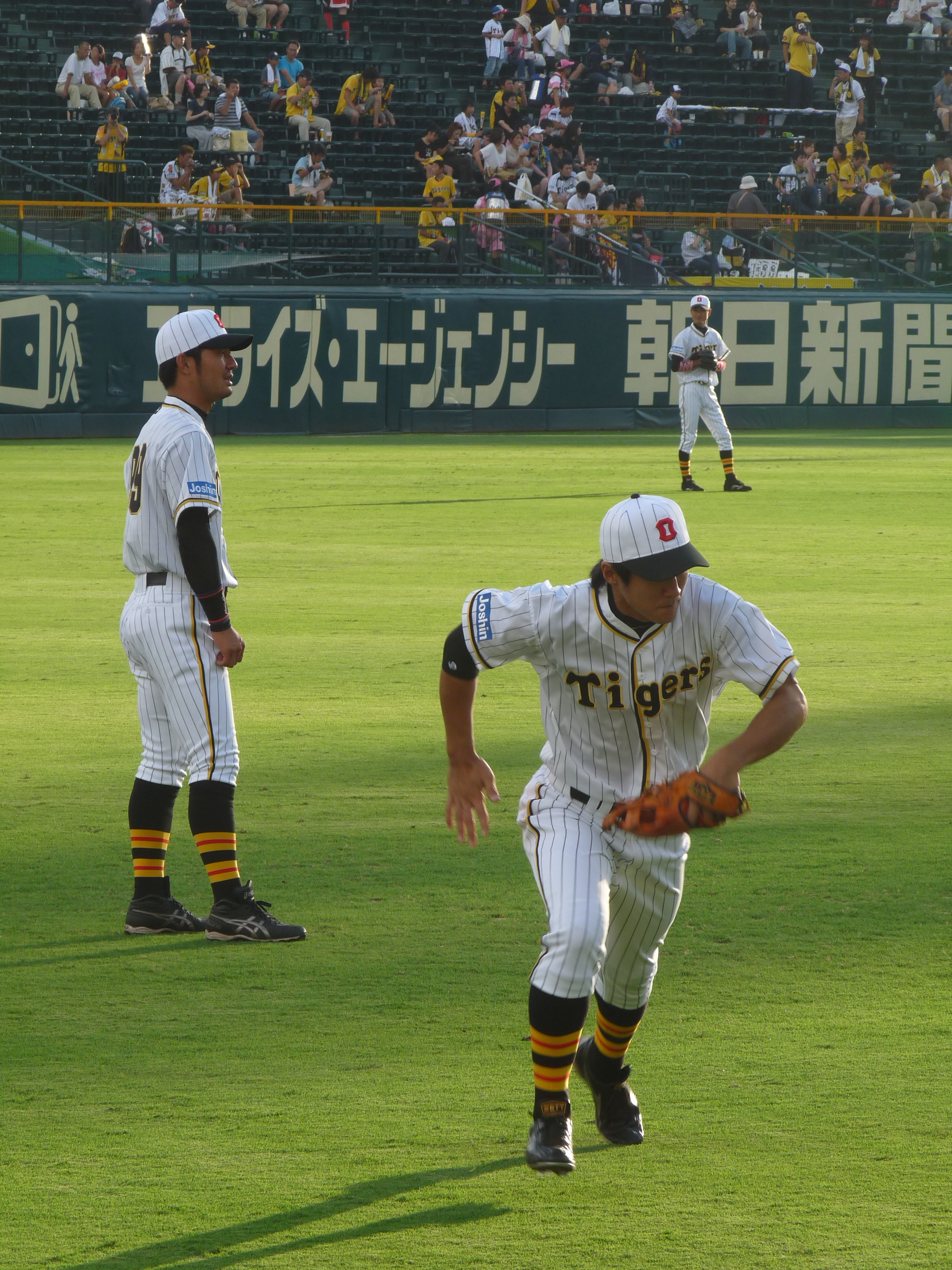
2012年GREAT CENTRAL〈H〉 前：俊介 中：狩野恵輔 奥：大和
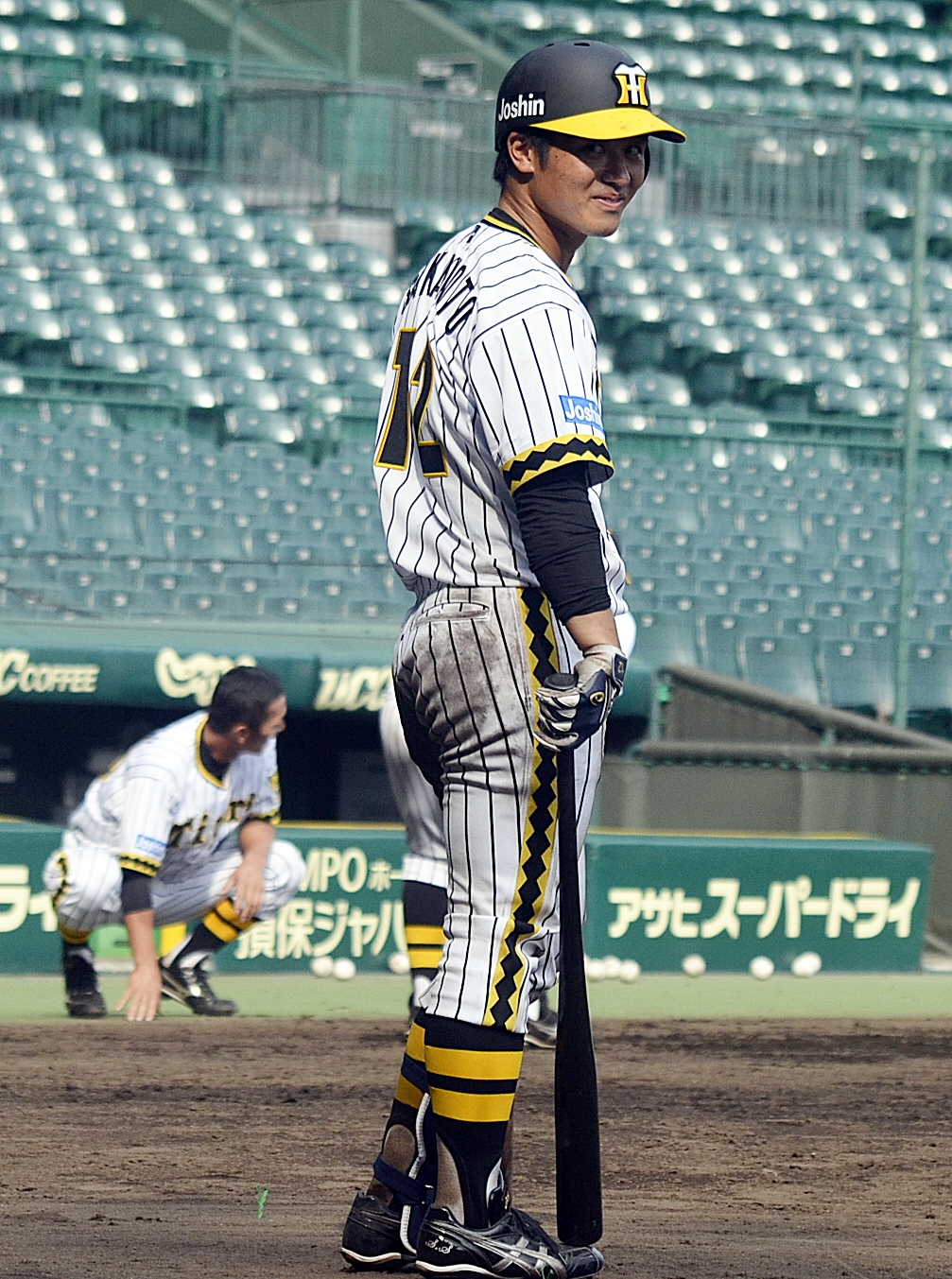
2016年伝統の一戦 坂本誠志郎

## マスコット
球団マスコットは次の4体である。詳しくは、それぞれの項目を参照。ともに、チーム名「タイガース」にちなんで虎をモチーフとしている。
- トラッキー（TO-LUCKY）- 背番号 1985
- ラッキー（LUCKY）- 背番号 1994→なし
- キー太 - 背番号 2011
- コラッキー（CO-LUCKY）- 背番号 なし

## 主な歴代の球団歌・応援歌
- 大阪タイガースの歌（作詞：佐藤惣之助 作曲：古関裕而 歌：中野忠晴とコロムビア・ナカノリズムボーイズ）
  - 大阪タイガース行進曲（発表当時球団、日本蓄音器商会〔現：日本コロムビア〕製作、上記の曲のレコードのB面に収録された器楽曲で、一部に「大阪タイガースの歌」と同じメロディが使われていた）
  - 阪神タイガースの歌（球団名変更に伴う改題及び歌詞変更 歌：若山彰、立川清登、中村鋭一、道上洋三、唐渡吉則ら多数）

公式の球団歌はこの「タイガースの歌」（通称：「六甲おろし」「六甲颪」）のみであるが、その他に球団応援歌も多数ある。
- タイガース音頭／進め!タイガース（歌:中村鋭一 朝日放送アナウンサー）
- トラトラマーチ（歌:植草貞夫 朝日放送アナウンサー）
- 阪神タイガース数え歌（歌:道上洋三 朝日放送アナウンサー）
- トラトラ阪神応援歌（同上）
- タイガースよ永遠に／今日も勝ったよタイガース（歌：平田勝男、吉竹春樹、池田親興＝1985年タイガース所属選手）
- 阪神タイガースの優勝を知らない子供たち（戦争を知らない子供たちのパロディー替え歌。歌：リリアン、板東英二、やしきたかじん、桂雀々）
- WIN!WIN!タイガース（歌:JK21）
- 負ける気せんね/ハイハイ敗 （歌:辛坊治郎・森たけし=読売テレビアナウンサー）
- みごと優勝!ザ・タイガース・オンド（歌：杉本紘宇、余炉頭弥兵）
  - 尼崎信用金庫の元広報・余炉頭弥兵（本名：高橋仁司）の作詞・作曲[208]。最初の歌詞はタイガースが優勝した1985年に書かれ、次第に歌詞が増えていき、2003年8月時点では17番までの歌詞が完成している[209]。2003年4月に自主製作で、同年8月にテイチクからメジャー盤として発売[209]。メジャー盤に収録されたのは「みごと優勝バージョン」と「歓喜の甲子園バージョン」を5番ずつ[209]。

他多数
- CD『阪神タイガース 選手別応援歌』
  - 1992年から2003年まで毎年、日本コロムビアから発売されていた球団歌や球団応援歌、選手応援歌などを収録したCD。2001年版は1万3000枚、2002年版は2万8000枚、2003年版は11万枚を売り上げた（日本コロムビア調べ）[210]。2004年版以後は制作されていない。

## チームスローガン・キャッチコピー
- 1985年 - 1996年 3F（フレッシュ、ファイト、フォア・ザ・チーム）
- 1997年 - 1998年 ハッスル！ハッスル！ハッスル！
- 1999年 - 2001年 TOP野球
- 2002年 - 2005年 NEVER NEVER NEVER SURRENDER
- 2006年 - 2008年 Be the Best For the Fans
- 2009年 - 2011年 Focus on this play,this moment!!
- 2012年 - 2014年 Go for the Top 熱くなれ!!
- 2015年 Go for The Top as One
- 2016年 超変革 Fighting Spirit
- 2017年 挑む Tigers Change
- 2018年 執念 Tigers Change 2018
- 2019年 ぶち破れ! オレがヤル 2019
- 2020年 It’s 勝笑[注釈 53] time オレがヤル
- 2021年 挑・超・頂 -挑む 超える 頂へ-
- 2022年 イチにカケル!
- 2023年 A.R.E. (Aim! Respect! Empower!)[注釈 54]
- 2024年 A.R.E. GOES ON

2025年のスローガンは同年1月末時点で発表されていない。
2024年からはスローガンと別にキャッチコピーも発表されている。
- 2024年 Thank you,89![213]
- 2025年 鼓動を鳴らせ。虎道を進め。[214]

## エピソード・キーワードなど

### ミスタータイガース
タイガースの中心選手にファンが与える称号である。本来は藤村富美男に対する呼称であったが、藤村の引退後に村山実、田淵幸一、掛布雅之らが後継者として同様の称号で呼ばれた。

### ダイナマイト打線
タイガース打線の代名詞。タイガースの打線が特に強力である場合にメディア上などで使用される。過去に1940年代後半、1985年、2003年頃、2010年にダイナマイト打線が形成された。

### バックスクリーン3連発
1985年4月17日の対巨人戦（甲子園）において、タイガースのクリーンナップ（ランディ・バース、掛布雅之、岡田彰布）が3者連続でバックスクリーン方向へ本塁打を打った出来事。「伝説の - 」と呼ばれることもあり、タイガース史上のみならず日本プロ野球史上に残る名シーンとして取り扱われる。

### 代打の神様
「代打の切り札」として試合展開を左右する局面で勝負強さを発揮するタイガースの選手は、ファンの間やメディア上などにおいて「代打の神様」と表現されることがある。
1990年代中頃より代打の切り札として活躍し1997年には代打成功率4割超を記録するなどした八木裕が「代打の神様」と呼ばれたことに始まり。その後、桧山進次郎、関本賢太郎、狩野恵輔など代打の切り札に定着した選手に「代打の神様」の称号が受け継がれている。
なお、八木の活躍以前にも、複数年にわたり代打として活躍した選手は複数存在しており、遠井吾郎、川藤幸三、真弓明信などが挙げられる。

### 伝統の一戦
NPBにおいて長い歴史を持つ2球団であり、東西の人気球団でもあることから、主にメディアなどでは、対読売ジャイアンツ戦を「伝統の一戦」と表現されることがある。阪神と巨人が優勝争いを展開するシーズンも多く、特に阪神にとってライバル意識の高いカードで、2021年5月15日の東京ドームでの試合が通算2000試合目の直接対決となった。2016年からは巨人との共同プロジェクトとして同カードを「伝統の一戦 〜THE CLASSIC SERIES〜」と銘打ち相互展開を図っている。

#### 年度優勝決定戦と太平洋ホームラン
1936年秋は複数大会開催による勝ち点制だった。各大会ごとに単独1位のチームに勝ち点1、同率1位のチームに勝ち点0.5を与え、6大会の勝ち点の合計でシーズン優勝を争った。大阪タイガースは最後の東京第2次リーグ戦（第2次東京大会）を残して勝ち点2となり、首位・東京巨人軍の勝ち点2.5に迫っていた。第2次東京大会ではタイガースと阪急軍が1位を争っていたが、巨人が故意に阪急に敗退する公認の八百長試合を行ったことで、タイガースは単独1位を逃し、勝ち点2.5で巨人と並んだため年度優勝決定戦を行うことになった。
12月に洲崎球場での年度優勝決定戦では1勝2敗で惜敗したものの、景浦が打者として12打数6安打、投手として13回を自責点1に抑える驚異的な活躍をみせた。
1936年秋の優勝決定戦では敗れたものの、1937年秋のシーズンに初優勝して臨んだ春優勝チームの巨人との年度優勝決定戦（7戦4勝制）では、沢村を打ち崩して4勝2敗で前年の雪辱を果たした。さらに翌年春のシーズンを制して迎えた年度優勝決定戦ではまたも巨人と対戦し、初戦のサヨナラ勝ちで勢いに乗り4連勝で年度連覇を果たした。同年限りで2シーズン制は終了し、年度優勝決定戦は廃止された。
なお、1937年と38年の日本一はリーグの通算優勝回数には数えられていない。これはこの2年間のリーグ戦はそれぞれ独立したシーズンであるためで、阪神の通算優勝は1937年秋季大会、1938年の春季大会でそれぞれカウントされている。

#### 世紀の落球とV9
1973年は、8連覇中の巨人との間で激しい優勝争いを展開していた。8月5日の対巨人戦（甲子園）9回表2死で、中堅を守っていた池田純一が黒江透修の平凡な飛球を追った際に、当時十分に整備されていなかった外野の天然芝に足を取られて転倒。転倒の間に塁上の走者が全員生還したことから、勝利目前だった阪神は逆転負けを喫した。実際には池田が転倒しただけで飛球を落としていないにもかかわらず、阪神が後述する結果でシーズンを終えたことから、このプレーは後年まで「世紀の落球」と呼ばれた。当の池田は、心ないファンから「戦犯」と決め付けられるなどの嫌がらせに苛まれたあげく、球界を離れた後の2005年に逝去している。
8月30日の対中日戦（甲子園）では、先発の江夏がノーヒットノーランを継続したまま、延長10回裏の打席でサヨナラ本塁打。中日による優勝の可能性を消滅させたが、翌31日には巨人が首位に立った。10月10日の対巨人戦（後楽園）では、田淵幸一が倉田誠から逆転満塁本塁打を放ち、江夏が抑えて勝利、流れは阪神に傾いたかに見えたが、翌日は7-0とリードしながら巨人が追い上げ、逆転に次ぐ逆転で10-10の引き分けに終わった。
残り2試合を残して僅差の首位、あと1勝で優勝というところまで迫っていた10月20日の対中日戦（中日球場）では、中日キラー・上田二朗の先発が予想されたが、金田正泰は先発にチーム最多勝の江夏を指名。しかし、これが裏目に出て木俣達彦に本塁打を打たれて勝ち越されると、打線は星野仙一に抑え込まれて2-4で敗戦した。江夏は自伝『左腕の誇り』（構成：波多野勝、草思社、2001年）の中で、「フロントから19日に球団事務所に呼び出され、『残りの2試合には勝ってくれるな』と言われた」と述べた（ただし、登板したときにはそのことは忘れて「勝ちたい一心で投げた」とも）。江夏が中日戦の試合終了後に、7回表2死走者なしの自打席で代打を送られた采配に対して「あんなところで引っ込められたら先発した意味があらへん。人をバカにしとる。最終戦? 知らん!」と発言したことで「ベンチ内がぎくしゃく」し、上田は「ベンチ内のぎくしゃく」で対巨人最終戦の前に「プツンと張り詰めていたものが切れた」と後に述べている。
この対中日戦の終了間際、球場近くを通る東海道新幹線を巨人選手を乗せた列車が通過したという逸話があり、実際にこの時の試合映像が現存している。選手の1人は車内からスコアボードを見ようとしたが果たせず、名古屋駅到着時にファンが試合経過を知らせ、それを聞いた選手達はムードが明るくなったと伝えられている。
こうして、10月22日（本来は21日だったが雨天で順延）の対巨人戦（最終戦、デーゲーム）で、その試合に勝ったチームが優勝ということになった。しかし、約48,000人の大観衆を集めたこの試合も0-9で大敗し、巨人のV9をあっさり許した。16時19分、最終打者のウィリー・カークランドが三振に倒れた瞬間、敗戦とV9を許した不甲斐ない阪神に怒ったファン約1500人が暴徒と化し、一塁側スタンドやアルプススタンドからグラウンドに乱入、両軍ベンチに向かった。阪神の選手・スタッフは試合終了とともにロッカールームに引き上げて難を逃れたが、巨人の選手はすぐにベンチに退散したものの、王は殴られてベンチ前で倒れ、森はキャッチャーマスクをとられるなど選手・コーチを含む七人に、殴る蹴るの暴行が加えられた。巨人の関係者はベンチ裏から脱出して、胴上げもせずに芦屋市の宿舎「竹園」に引き上げた。選手の退出を知った阪神ファンは、三塁側スタンドの巨人ファンに「帰れ、帰れ」と怒声をあげながらグラウンドの土や座布団、空き缶などを投げ合って応酬。「やめとけ」とグラウンドに降りた巨人ファンを阪神ファンが取り囲んで乱闘になり、兵庫県警機動隊員や甲子園警察署員の約180人が出動する事態となった。
また、場外でも16時40分頃に阪神球団関係者の乗った車をファン約500人が取り囲み「あの試合は何だ！」と車体を揺さぶるなどした。甲子園警察署が設置した警備本部も投石された。
この試合は、よみうりテレビ（実況：佐藤忠功、解説：村山実）が日本テレビ系列全国ネットで中継しており、近畿広域圏ローカルでは朝日放送（実況：植草貞夫、解説：根本陸夫、ゲスト：中村鋭一）やサンテレビ（実況：西澤暲、解説：後藤次男。近畿放送も同時ネット）も含めた3局が同時にテレビ中継。ラジオも朝日放送（実況：黒田昭夫、解説：皆川睦雄、中国放送にもネット。自社ではパ・リーグ優勝決定戦、阪急対南海〈解説：花井悠〉と二元）・毎日放送（解説：杉浦忠、阪急対南海〈解説：永井正義 他〉と二元）・TBSラジオ（解説：水原茂、実況：山田二郎。山陽放送にもネット）・ニッポン放送（解説：関根潤三）・文化放送（解説：別所毅彦）・ラジオ関東がそれぞれ中継していたが、よみうりテレビと朝日放送の放送席には途中から危険物などが投げ込まれ、選手の退出後には200人ほどの暴徒が襲い掛かってきた。
朝日放送のテレビ放送席では、暴徒の一部が植草や根本らに「放送をやめろ」と怒鳴りつけたり、空き缶を投げつけたりした。植草は、暴徒ではない阪神ファンの一人から頭の上に座布団をかざされながら実況を継続。当時は『おはようパーソナリティ中村鋭一です』（阪神の熱狂的なファンである中村鋭一が朝日放送ラジオで担当していた生ワイド番組）が絶大な人気を博していたことから、同番組のリスナーと思われる阪神ファンが「ここは鋭ちゃんのとこ（朝日放送のテレビ放送席）やから勘弁したれ」と叫んだ。さらに、良心的な阪神ファンが暴徒を説得したことによって、放送席と機材への襲撃は免れた。ただし、放送終了（16時38分30秒）までの30秒間は音声が途絶えたため、テレビには中継の映像だけが流された。
暴徒はよみうりテレビの放送席も襲撃して「巨人の肩ばかり持つな」とテレビカメラや当時高価だったVTR機材といった放送機材を破壊するなど大暴れ。止めに入った解説の村山にも「阪神の選手やったのによみうりテレビの解説をしやがって」と殴りかかった。機動隊員約30人が3局の放送席を取り囲んで暴徒を遠ざけるが、甲子園警察署の調べでは、よみうりテレビの損害は約1千万円にも及んでいた。この暴挙のため、優勝の瞬間は鮮明なVTR映像がなく、映画フィルムに転写したもの（キネコ）が残っているのみである。
その一方で、サンテレビの放送席と機材は、「サンテレビは俺たちの味方や」という阪神ファンに守られたことで難を逃れた。さらに、朝日放送と違って、暴徒による実況への妨害行為も発生しなかった。
通常の試合では警察官100人、球場職員30人の警備態勢だが、この日の試合では警察官200人、阪神電鉄社員80人、アルバイト120人、ガードマン50人の計450人を待機させる特別態勢を敷いていたものの、この騒ぎを鎮めることができなかった。このため兵庫県警の機動隊70人が16時50分に出動。追い散らされたファンは機動隊を遠巻きにして「帰れ！」コールを浴びせた。ファンの殆どは17時過ぎに球場外へ出たが、それでも興奮が収まらない阪神ファンと群集約800人は甲子園球場の指定席券売場前に集まって「阪神の責任者にわびをさせろ」と騒ぎ、「阪神タイガースの歌」を合唱して気勢を挙げた。県警からの要請で18時過ぎに阪神監督の金田がユニホーム姿で場外に現れ、携帯マイクを使って「私は涙こそ流していないが、気持ちの中は皆さんと同じく残念でたまらない。来年こそ一層がんばるので、ファンの皆さんも理解してほしい」とファンへのお詫びとお礼を呼びかけた。これを受けて、19時にファンは引き上げたが、警備本部への投石で警官1名が負傷、ファン6名がケガをしたほか、よみうりテレビの放送機器を壊した疑いなどで数名が警察に検挙されている。
阪神は優勝を想定して、田淵幸一を起用した日本シリーズ用のポスターと「優勝記念」と書かれたマッチを製作したが、両方ともお蔵入りとなり、マッチは阪神電鉄の保養所で使われていた。

#### その他の伝統の一戦での出来事
上記以外にも巨人戦にて阪神にとって印象的な場面が多く生まれている。主なものとして以下が挙げられる。
- 1985年4月17日 バックスクリーン3連発
- 1999年6月12日 新庄剛志による敬遠球サヨナラ打

- 2005年9月29日 2005年セ・リーグ優勝決定
- 2023年9月14日 2023年セ・リーグ優勝決定

### いろは順背番号とポジション順背番号
1936年春、設立したばかりのタイガースは在籍していた選手17名の背番号を名前のいろは順で決めた。ただし、若林忠志と佐藤武夫は、当初与えられた背番号4と背番号13は縁起が悪いと考え、空き番号だった18、19にそれぞれ変更している。エースの若林が偶然付けた18番は、後にエースナンバーと呼ばれるようになった。
1950年、リーグが分裂し、ファームの結成などの改革を行ったタイガースは背番号をポジション別に改めた。1 - 8が投手、9 - 11が監督、助監督、主将、12 - 14が捕手、15 - 20が内野手、21 - 24が外野手、それ以降をファームの選手とした。9 - 11が捕手に使われていないのは、1リーグ時代からの功労者である背番号9の松木謙治郎と背番号10の藤村富美男の番号を変えないように配慮したためである。
こうした一連の経緯から、他球団では投手の着用例が少ない「1」以外の一桁の背番号を投手が着用した例や、その逆に、エースナンバーとして扱われることが多く、投手以外の着用例が少ない「18」などを野手が着用する例が散見されていた。

### 背番号11にまつわるエピソード
村山実は入団した際に「背番号11はやめておけ」と周囲から言われたというエピソードがある。村山以前に11を付けた選手は、故障を含めて何らかの形で必ず不幸な目に遭い、11は不吉な番号といわれていたからである。
11を最初につけたのは藤井勇（1935年 - 1939年、1942年）。藤井は戦前のチームの中心打者だったが2度徴集され、戦後はパシフィックに移籍したためにタイガースへ復帰出来ずに野球人生を終えた。2代目の野崎泰一（1946年 - 1949年）は満足な成績を残せないところに肩痛が襲い、最後の年に3へ変更。3代目の御園生崇男（1950年）は15から変更したが、前年より優れなかった体調がさらに悪化したため翌年15に戻している。4代目の三船正俊（1952年 - 1954年）はエースとして期待されていたが炎上癖が仇となって東映フライヤーズにトレード移籍。5代目の山中雅博（1955年）は50から変更した途端に体力不足に見舞われて退団、6代目の内司正弘（1957年）も40から変更した途端に退団している。
このような背景から、11番の歴任者でかつ村山の大学の先輩にあたる御園生は「（御園生自身がつけていた）背番号15を譲るから、絶対に11はつけるな」と説得したが、村山は「自分は昭和11年生まれなので、あくまでも11にこだわりたいんです」と頑としてはねつけたという。結果的に自身の活躍でジンクスを跳ねのけた村山は、自らの手で背番号11を永久欠番に昇華させ、封印した。

### 史上最短試合と史上最長試合
1946年7月26日の対パシフィック戦（阪急西宮球場、1-0で勝利）では、13時15分の開始から14時10分の終了まで試合時間がわずか55分という、日本プロ野球史上最短試合時間記録を達成した。この試合では渡辺誠太郎が5安打・88球で完封勝ちし、パシフィック先発の湯浅芳彰も7安打・93球で完投したが、両軍合わせてファウルが6球しかなかったことがこの記録につながった。
逆に、1992年9月11日に行われた、優勝をかけての直接対決となった対ヤクルト戦（甲子園）では現在でも日本プロ野球史上最長である6時間26分という試合時間を記録した。この試合では3 - 3の同点で迎えた9回裏、八木裕が放った打球がスタンドに入ったため一旦は本塁打と判定され阪神のサヨナラ勝ちと思われたが、実際の打球はレフトフェンス最上部の水平ラバー部に当たったあと、バウンドしてその上の金網フェンスへと当たり、さらに半円を描くような軌道で上に上がったあとスタンドインしたものだった。ヤクルト側からの抗議により、審判団が協議した結果エンタイトルツーベースに訂正されたが、阪神側もこの判定に抗議して（既にロッカーへ引き上げていた選手、コーチがいたため）、37分間試合が中断した。試合は結局、延長15回（当時は時間無制限で延長15回引き分け再試合制）を戦いそのまま3 - 3で引き分けた。なお、サンテレビがこの試合の中継を試合終了まで行っており、試合終了時刻となった「午前0時26分」は日本プロ野球史上最も遅い試合終了時刻となった。当時日本にて視聴率調査を行っていたニールセンによると、試合当日の平均視聴率は28.0%、瞬間最高視聴率は50.0%を記録した。また、試合が中断したことでサンテレビの技術スタッフが熱くなりすぎて中継時に掲示するボールカウント表示器のスイッチを壊してしまい、その後は試合終了まで手動に切り替えてしのいだというエピソードも残っている。
2018年9月20日に行われた、対広島21回戦（マツダスタジアム、5-4で勝利）では、試合終了が翌21日の深夜0時3分であった。過去、二日がかりの試合としては、上記のプロ野球史上最長試合も含めて13度あったが、いずれも延長戦にもつれたものであり、9回で決着がついた試合としては史上最も遅い試合終了時刻となった。当日は試合開始前から雨模様で、試合開始が1時間9分遅れの19時9分となっただけでなく、2回裏終了時に雨脚が強くなり1時間2分中断し、さらに5回裏終了後も同様に12分中断したことで、試合時間としては中断時間も含めて4時間54分であったが、試合終了時点では日付が変わっていた。中止ないしノーゲームにしてもおかしくない状況であったが、当年の阪神タイガースは前半から中盤にかけて中止が相次ぎ試合消化のペースが例年より遅く、これ以上の中止は全日程消化させる上で更なるスケジュールのタイト化が懸念されたため、強行したという事情がある。なお、当年のセ・リーグは8月28日から「連盟管理節」に入っており、試合挙行の可否や試合開始の時刻の変更などを、セ・リーグ統括または当該試合の球審が代行することになっていた。

### 投手の偵察メンバー第1号
偵察メンバーを多用した監督としては三原脩が有名だが、プロ野球で初めて考案したのは藤村富美男で、助監督兼内野手だった藤村の助言を受け松木謙治郎監督が初めて試合で使用した。1950年4月22日に熊本の水前寺で行われた対中日ドラゴンズ戦で、中日の先発が左腕の清水秀雄か右腕の服部受弘か迷ったため、1番左翼手を投手の干場一夫とした。服部の先発が分かると干場に代えて左打者の金田正泰を送った。この策は成功し、金田の二塁打を足がかりに阪神が1点を先制したが、試合は7 - 9で敗れた。

### 2度の没収試合
1954年7月25日の対中日ドラゴンズ戦（大阪スタヂアム）と、1967年9月23日の対大洋ホエールズ戦（甲子園）で行われている。いずれも阪神の負け試合となっている。

### 「阪神優勝」商標権騒動
2002年2月、阪神タイガースや阪神電鉄とは無関係の千葉県の個人が「阪神優勝」を商標登録し、そのロゴが描かれたTシャツなどのグッズを販売していたことが、当時18年ぶりの優勝を目指して快進撃を続けていた2003年に話題となった。商標を出願した個人は「『阪神タイガースの優勝』ではなく『阪神地区の優勝』の意味」などと釈明したが、グッズのロゴは黄色と黒のストライプが描かれているなど阪神タイガースを連想させるものであり、阪神タイガースとしては「球団公認のグッズと誤解される恐れがあり商標権の侵害に当たる」と判断、その個人とは商標権の譲渡とグッズの販売中止を求めて交渉を行うも決裂した。のち球団側は特許庁に商標登録無効の審判を請求し、特許庁もこれを認め商標無効の審決が下されたため、「阪神優勝」グッズの販売は差し止められた。

### 33-4
2005年の日本シリーズでセ・リーグ優勝の阪神は、パ・リーグ優勝チームのロッテと対戦したが、ロッテに4連敗を喫して敗れた。しかも各試合のスコアが「10-1」「10-0」「10-1」「3-2」と第4戦以外は大敗しており、4試合のスコアが合計33-4と大差がついてしまったことから、それ以降、「33と4」という数字の組み合わせや334という数字の並びが、阪神ファンにとっては一種のトラウマとして、他の野球ファンにはインターネットスラングのような形で定着している。阪神とは関係がない試合であっても大差がつきそうな場面で茶化すような形で話題に出たり、野球以外を含めてその数字自体が登場すると一部の野球ファンが過剰に反応してネット上などで話題となることがある。一例としては阪神が18年ぶりにセ・リーグ優勝を果たした2023年9月14日は岡田彰布が監督就任（復帰）してから334日目であったことが話題になってSNSでトレンド入りした。

### 村上ファンドによる株式上場計画と阪急への「経営譲渡」
村上世彰率いる投資会社「MACアセットマネージメント」（通称・村上ファンド）が2005年に阪神電鉄の株式を買い増しし、電鉄の筆頭株主になった。村上ファンド側は「既成権力に立ち向かう反骨精神や関西人の気骨がグループ全体に影響をもたらすだろう」として、タイガースの株式上場を提案。これに星野仙一シニアディレクターは「タイガースはファンのもの」だと反論し、さらに牧田俊洋球団社長（当時）も「株式上場の計画はない」とコメント。2005年10月11日に村上と阪神電鉄首脳が会談を行い、村上は「（タイガースの株式上場は）ファンの意見を聴いた上で考慮したい」とコメントした。
2006年6月19日、阪急電鉄等を傘下に持つ阪急ホールディングスがTOBで、村上ファンドが保有する阪神電鉄株式を取得。その後、阪急ホールディングスは阪神電鉄を子会社化した（阪急・阪神経営統合参照）。
経営統合の話し合いの中で、タイガースに関しては「阪神タイガース」のままで存続することになったものの、これが7月5日に行われたプロ野球オーナー会議で、阪神電鉄から阪急阪神ホールディングスに経営スポンサーが変更される「経営譲渡」と見なされ、阪急阪神ホールディングスは加盟料30億円の支払いを課されることとなった。しかしこの決定には十分な論議がなされておらず、阪神側は阪急阪神ホールディングスとしては球団にかかわらないことになったことを主張し、この対応を不服として再検討を要求した。この主張はほぼ認められ、同年末に加入手数料として1億円のみの支払いとなることが決定された。
この他、かつては株主優待として、阪神電鉄の株式を9月30日時点で5,000株以上保有する株主に対して、翌年度の阪神甲子園球場でのタイガース主催試合のうち1試合2名を内野席（アイビーシート）に無料招待していたが、経営統合による阪神電鉄の上場廃止でこの無料招待も廃止された。なお、現在は阪急阪神ホールディングスの株主に対し、半年ごとに甲子園歴史館の招待券（無料入場券）を贈呈している。

### 新型コロナウイルスへの対応と球団社長の辞任
2020年、新型コロナウイルスの世界的流行により、日本政府からの緊急事態宣言が4-5月にかけて発出され、プロ野球もシーズンの開幕が延期となるなど大きな打撃を受ける。そんな中、3月26日にプロ野球界初の新型コロナウイルス感染者として藤浪晋太郎の陽性が判明し、翌日にもさらに2選手の感染が判明。彼らの感染経路は不明ながら、感染が確認されなかった他の4選手とともに球団外の人物らと不特定多数で大阪市内の知人宅で会食しており、同席していた20代女性2人も感染したことから、来たるべき開幕に向けて感染対策の徹底を図りたい球界関係者のみならず、日本国民全体が外出の自粛や「三密」回避など多くの制約を求められる社会情勢の中での軽率な行動に多くの批判が集まった。球団は一時活動停止となり、感染した選手が対中日2軍戦に出場していたナゴヤ球場は消毒を行うなど他球団にも影響が波及する事態となった。
また、9月25日に2軍にて浜地真澄の感染が確認され、直後のPCR検査でキャプテンの糸原健斗ら1軍4選手とスタッフ2人の感染が判明。同日、感染した4選手と保健所から濃厚接触者として認定された2選手、球団独自の濃厚接触者扱いとなった4選手の計10選手が出場選手登録を外れ、2軍から緊急昇格した9選手と合わせて19選手が出場選手登録を入れ替わる事態となり、同日開催予定だった2軍の対中日戦は中止となった。10選手や浜地らの行動経路から、同月19日に名古屋にて糸原やチーム最年長の福留孝介らによる8人での会食と、同日に別の場所で浜地ら中継ぎ投手4人による会食をそれぞれ行なっていたことが発覚した。感染対策として遠征時の外食を全面的に禁止としている球団もある中、阪神は選手の息抜きの必要性を考慮して名古屋、広島での遠征時に設けた指定日に限り「4人まで」「同ポジションは極力控える」などの条件付きで外食を許可していたが、彼らの行動はこの内規に反していたことから多くの批判が集まった。球団も10月11日に該当の選手らに制裁金を課す処分を発表した。
これらに関し、2度にわたり選手らの不用意な行動から感染者を出してしまった球団もその管理体制の甘さを問われるところとなり、阪急阪神ホールディングスの角和夫代表取締役会長グループCEOも10月7日のサンケイスポーツなどの取材に対して「球団の管理責任と、けじめが必要」と進退問題を示唆する発言をした。
一連の流れを対し、10月9日に揚塩健治球団社長が「混乱を招いた最終的な責任は私にあります」として、同年シーズン限りで辞任することを発表。そのうえで、以後は遠征先での外食を一切禁止にするなどの感染防止対策を徹底する考えを示した。

### カーネル・サンダースの呪い
詳しくは「カーネル・サンダースの呪い」を参照

### 電光表示のひらがな化
2017年のゴールデンウィーク期間中（5月5-7日）の対広島戦で開催されたイベント「タイガースゴールデンウィークこどもまつり」にて当日の出場選手名がひらがなで表示された。これは、5月5日がこどもの日であることから、観戦に訪れたファンの子供らが、少しでも選手たちを覚えやすく、また言葉としても発しやすくしたいということでの施策で、ビジター球団の選手や審判団を含めて実施された。これ以降も毎年ゴールデンウィーク期間中の特定の主催試合3連戦を対象に実施されており、2022年からは7月に開催される「夏休みこどもまつり」（2024年は七夕シリーズの7月5-7日に充当）でも同様に選手名のひらがな表示が実施されている。この阪神の取り組みがきっかけとなり、他球団でもゴールデンウィークなどで同様にスコアボードのひらがな表記を実施する例が増えている。
なお、ひらがな表示の際の甲子園での選手名表記は、外国人選手（韓国・中国・台湾人選手を除く）と日本人であってもカタカナの登録名の選手はカタカナ表記のまま（ただし、2022年の夏休みこどもまつりのみ外国人もひらがな表記された）。また同姓の選手が複数いる場合、例えば佐藤輝明は「さとうて」というように、姓に加えてひらがな一文字を加える形で表記されている。

### アレ（A.R.E.）
2023年に15年ぶりに監督に復帰した岡田彰布は、2022年10月の就任会見で「『優勝します』とかよう言わないですけど、ずっと優勝は『アレ』しか僕は言ってなかったんで。はっきり『優勝します』とかよう言わないですけど、シーズン終わる頃には楽しみにしてもらったら僕はいいと思いますね」と発言し、以降も敢えて「優勝」という言葉の明言を避けて「アレ」という指示語に言い換える言い回しを多用した。それに倣い、選手もインタビューにて「アレ」を使用するなど浸透を見せ、2023年のチームスローガンは「アレ」に掛けた「A.R.E. (Aim! Respect! Empower!)」（読みは「エー・アール・イー」）となった。2005年以降、優勝争いを展開しながらも勝負弱さが目立って僅差で優勝を逃すシーズンが続いていたこともあって、過度に優勝を意識しすぎない効果を図ったこの表現はファンからも支持を集め、シーズン終盤に阪神が首位を快走しリーグ優勝が近づくと、在阪メディアを中心としたマスコミでも大きく取り上げられ、さらなる広がりを見せた。そのまま18年ぶりのリーグ優勝、さらに38年ぶりに日本一を達成したこともあって大きな話題となり、12月1日には「アレ（A.R.E.）」として2023年の新語・流行語大賞の大賞を受賞。岡田は流行語大賞を受賞した壇上で「アレ」である理由について「『コレ』はすぐ手が届く。『アチラ』は遠い。『アレ』はもう少しでたどりつく」と解説し、就任前は2、3位が多かった阪神にとって「ちょうどいい」とした。なお、「A.R.E」に続く各単語は英語に堪能な岡田の妻が考案している。

## スポンサー

### オフィシャルスポンサー
球団オフィシャルスポンサーは、タイガースの球団経営の趣旨に賛同する企業・公益法人などの各種団体を対象として、球団と各団体が相互に成長していくことを目指すとしており、それらを象徴するシンボルとして、協賛スポンサー団体と球団のそれぞれのロゴマークが並列して描かれた「球団公認コンポジットロゴマーク」を広告やホームページなどに掲出できる。
2013年、上新電機株式会社とミズノ株式会社の2社が球団史上初となる「球団オフィシャルスポンサー」として正式に締結され、その後2014年度からは株式会社ローソン、2018年度からはアサヒビール株式会社、2021年にはauじぶん銀行株式会社がそれぞれ加入している
| 企業・団体名         | 業種                           | 締結年度 | 備考                               |
| -------------------- | ------------------------------ | -------- | ---------------------------------- |
| 上新電機株式会社     | 家電量販店                     | 2013 -   | 2004年よりユニフォームスポンサー   |
| ミズノ株式会社       | スポーツ用具・スポーツアパレル | 2013 -   | 2012年よりユニフォームサプライヤー |
| 株式会社ローソン     | コンビニエンスストアチェーン   | 2014 -   |                                    |
| アサヒビール株式会社 | ビールメーカー                 | 2018 -   |                                    |
| auじぶん銀行株式会社 | インターネット銀行             | 2021 -   |                                    |

### ユニフォームスポンサー
セ・リーグでは各球団の申し合わせにより、2002年からホーム用ユニフォームに限定してスポンサー広告の掲載を解禁している。なお、2002年に掲出していたあしなが育英会のマークは、スポンサー契約等によるものではなく球団がボランティアで掲出していたものである。
Joshin（上新電機株式会社）
- ユニフォームシャツ右袖（2004年 - ）
- ヘルメット側頭部（2004年 - ）
- 帽子左側頭部（2018年 - ）[185]
- ユニフォームパンツ左足付け根（2018年 - 2022年）[185]
- ユニフォームシャツ左胸（2023年 - ）

## 放送・メディア

### 主催ゲーム・ビジターゲームの中継制作局・番組
- NHK大阪放送局
  - 『NHKプロ野球』（主にNHK BSで中継。総合テレビでは一部試合を関西ローカルで〈対戦カードによってはビジター側地元局とその周辺の局でも同時ネットまたは独自の実況差し替えで放送される場合がある〉、土曜デーゲームを全国ネット〈1試合〉で何れも放送）
- MBSメディアホールディングス
  - 『タイガース全力応援宣言 MBSベースボールパーク』（毎日放送）
    - 地上波全国ネット時は『S☆1 BASEBALL』のタイトルで放送。
    - ビジターチームの地元局にも局間ネット、または独自の実況への差し替えで放送されることがある（前者は2025年の対中日戦のCBCテレビが該当。後者は対広島戦の中国放送『Veryカープ! RCCカープナイター／カープデーゲーム中継』での実施が多い）。逆にビジターゲームを乗り込みまたはオフチューブ実況による自社制作で放送することがある（前者は主に地元のTBS系列局での中継時が、後者は地上波他系列局または衛星波単独での中継時が該当）。

  - 『タイガース全力応援宣言 MBSベースボールパーク』（MBSラジオ）
- 朝日放送グループホールディングス
  - 『スーパーベースボール 虎バン主義。』（放映権は雨天延期試合・他局との編成調整時・ビジターのデーゲーム以外は水曜日・日曜日固定、別途オリックス主催の阪神戦を中継する場合あり）（朝日放送テレビ）
    - ビジターチームの地元局も独自の実況への差し替えで放送されることがある（主に対広島戦での広島ホームテレビ『Carp応援中継 勝ちグセ』が多い）

  - 『ABCフレッシュアップベースボール』（朝日放送ラジオ）
- 関西テレビ
  - 『プロ野球中継（西暦）』（別途オリックス主催の阪神戦を中継する場合あり）
    - ビジターチーム側の地元局にも局間ネットで放送されることがある。
- 読売テレビ
  - 『DRAMATIC BASEBALL』
    - ビジターチーム側の地元局がアナウンサー・解説者を派遣した上で局間ネットにて放送されることがある。
- テレビ大阪
  - 『ナマ虎スタジアム』（ビジターゲームを中心に放送）
- サンテレビ
  - 『サンテレビボックス席』（日曜日や国際スポーツイベントなどで朝日放送テレビが中継できない時の水曜日は朝日放送テレビとの共同制作著作。別途オリックス主催の阪神戦を中継する場合あり）
    - 一部カードは局間ネットで放送されることがある（主にKBS京都での『KBS京都エキサイトナイター』や対中日戦での三重テレビ『三重テレビナイター』が多い）。

### 主催ゲーム中継・制作メディア
- Tigers-ai（阪神コンテンツリンク）
  - GAORA - Tigers-ai制作を中心に放送。
  - スカイA - Tigers-ai制作を中心に放送。
  - Tigers-net.com
  - 虎テレ
  - DAZN（リアルタイム配信ではなく約5分遅れのディレイ配信となる）
  - GIANTS TV（対巨人戦のみ）
  - パ・リーグTV（セ・パ交流戦のみ）
- フジテレビONE（関西テレビ制作 対巨人戦のみ）※ヤクルトのホームゲームと重なる場合はフジテレビTWOに移して中継しているが、TWOで西武のホームゲームとも重なった場合の実績は2022年3月現在までは日程の関係上発生していない。地上波で日本シリーズを全国ネットで放送する際はフジテレビ主導制作にて放送する。
- 日テレジータス（読売テレビ 対巨人戦のみ）※対巨人戦を地上波全国ネットで放送する際（日本テレビも制作に加わる場合がある）、2020年以降のナイター開催では地上波中継が始まる19時を境に実況アナウンサーのみを入れ換える体制を採り、2021年以降のデーゲーム開催では地上波とは実況・解説を別に立てて放送する。

#### 主催ゲームの制作放送を行う無料BS放送メディア
- BS朝日 - 対巨人戦を地上波全国ネットで放送する際に2017年以降は原則として日曜デーゲーム[注釈 69]で地上波全国放送終了後からのリレー中継を放送（地上波中継と同じ出演者が担当）。対巨人戦やそれ以外の試合を地上波関西ローカルまたはサンテレビ（朝日放送テレビとの共同制作）で放送する際はBS朝日制作著作・朝日放送テレビ・関西東通またはベスティ制作協力による完全生中継で放送する（前者は2015年以降は地上波とは実況・解説を別にしており、後者はBS単独放送とする）。同局ではヤクルト主催・セ・パ交流戦でのパ・リーグ球団主催の阪神戦もテレビ朝日・BS朝日制作（オリックス主催は阪神主催同様にBS朝日制作著作・朝日放送テレビ・関西東通またはベスティ制作協力、西武主催は埼玉西武ライオンズ・BS朝日制作著作）で放送するが、交流戦では朝日放送テレビの解説者とテレビ朝日（主に楽天・西武主催）・北海道テレビ（日本ハム主催）・九州朝日放送（ソフトバンク主催）のアナウンサーという組み合わせの場合もある。
- BS-TBS - 対巨人戦を地上波全国ネットで放送する際に原則として2017年以降は土曜デーゲーム[注釈 70]で地上波終了後からのリレー中継を放送（地上波中継と同じ出演者が担当）。対巨人戦を地上波関西ローカルでの録画中継で放送する際は毎日放送からの全編裏送りで、対巨人戦以外の試合をBS単独放送で中継する際は、TBSテレビ・Tigers-ai制作でTBSテレビのアナウンサー・解説者で放送。同局ではTBSテレビ制作でDeNA主催（横浜DeNAベイスターズも著作権を保有）や交流戦でのパ・リーグ球団主催の阪神戦（主催球団とTBSテレビまたはBS-TBSの製作著作扱い）も放送。
- BS日テレ - 2017年から対巨人戦を地上波全国ネットで放送する際、平日ナイターではトップ&リレー中継（解説者は試合開始から出演するが、2020年以降はトップ中継とリレー中継で実況アナウンサーが異なる）を実施し、土曜・祝日デーゲームでは完全生中継（2021年以降は地上波とは実況・解説を別に立てて中継する）で放送する。また、関西ローカルで平日ナイターを録画中継で放送する際も読売テレビからの全編裏送りによる完全生中継で放送することがある。同局では東京ドームでの巨人戦も日本テレビ制作で放送。またソフトバンクおよび日本ハム主催試合（セ・パ交流戦も含む）を前者は福岡放送と、後者は札幌テレビ放送との局間ネットで放送することがあるが、2025年までの時点では対阪神戦が放送された実績がない。
- BSフジ - 2017年9月9日の対DeNA戦を関西テレビ制作で放送。当初は関西ローカルでの録画放送を前提に放映権を獲得していたのが、同日に『FNS27時間テレビ にほんのれきし』が編成されたため、関西テレビからの裏送りによるBS単独放送となった。2020年からは地上波関西ローカルとの同時ネットで放送。年度によりヤクルト主催の阪神戦（フジテレビ制作）とオリックス主催の阪神戦を放送することがある。

- BSテレ東 - 2007年7月16日に対巨人戦を中継して以降に中継が途絶えていたが、2023年10月18日にCSファイナルステージ第1戦の対広島戦を16年ぶりに生中継した事で阪神主催試合の生中継を再開。年度によってはビジターゲームをBSテレ東・テレビ東京制作で放送する場合がある。

### 地元ケーブルテレビ局
- ベイ・コミュニケーションズ（オリジナル番組制作）

### 応援・特集メディア

#### テレビ番組
- 『虎バン』（朝日放送テレビ）
- 『熱血!!タイガース党』（サンテレビ）
- 『虎辞書なる!!』（サンテレビ）
- 『サン虎検定』（サンテレビ）
- 『週刊トラトラタイガース』（読売テレビ）
- 『BRAVO!』（読売テレビ）
- 『猛虎ファイル』（毎日放送）

#### ラジオ番組
- 『with Tigers MBSベースボールパーク』シリーズ（MBSラジオ）
- 『虎たま!』シリーズ（朝日放送ラジオ）
- 『ガチ虎!』（朝日放送ラジオ）

#### 雑誌・書籍
- 月刊タイガース
- 阪神タイガースオリジナルDVDブック 猛虎烈伝

### 阪神タイガースをテーマとした作品
| - 『がんばれ!!タブチくん!!』 - 『男どアホウ甲子園』 - 『剛Q超児イッキマン』 - 『なにがなんでも阪神ファン』 阪神タイガースに所属する（していた）野球漫画の登場人物 - 花形満（『巨人の星』） - 浪花球太（『リトル巨人くん』） - 通天閣虎夫（『ミラクルジャイアンツ童夢くん』） - 藤村甲子園（『男どアホウ甲子園』主人公） - ウルフ・チーフ（『侍ジャイアンツ』） | - 『決戦・日本シリーズ』 - 『神様がくれた背番号』 - 『ミスター・ルーキー』 - 『初代熱血硬派くにおくん』 |